# Che Guevara
Ernesto Guevara (Rosario, 14 de junio de 1928-La Higuera, Santa Cruz, 9 de octubre de 1967), conocido como el Che Guevara o el Che, fue un médico, político, guerrillero, escritor, periodista y revolucionario comunista argentino. 
Fue uno de los ideólogos y comandantes de la Revolución cubana. Desde el alzamiento armado hasta 1965, Guevara participó en la organización del Estado cubano. Desempeñó altos cargos de su administración y de su Gobierno, sobre todo en el área económica. Fue presidente del Banco Nacional, director del Departamento de Industrialización del Instituto Nacional de Reforma Agraria (INRA) y ministro de Industria. En el área diplomática, actuó como responsable de varias misiones internacionales.
Abogó por la expansión de la lucha armada en regiones del tercer mundo e impulsó la instalación de «focos» guerrilleros en América Latina. Entre 1965 y 1967, combatió en el Congo y en Bolivia. En este último país, fue capturado y ejecutado por el Ejército de Bolivia, con informes que indican la colaboración de la CIA, el 9 de octubre de 1967.
Su figura, reconocida en el mundo, genera en la opinión pública tanto reacciones positivas como negativas. Para muchos de sus partidarios representa la lucha contra las injusticias sociales, mientras que sus detractores lo consideran autoritario y violento.
La imagen del Che Guevara fue utilizada por manifestantes en los Movimientos sociales de 1968 en todo el mundo. Su retrato fotográfico, obra de Alberto Korda, es una de las imágenes más reproducidas e icónicas del mundo, en lo comercial o no, tanto en su original como en variantes que reproducen el contorno de su rostro.

## Nacimiento, infancia y adolescencia

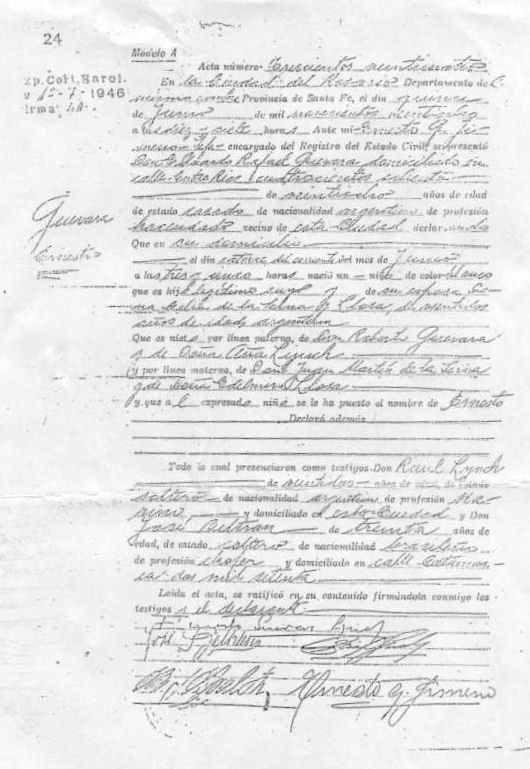
Partida de nacimiento de Ernesto Guevara.

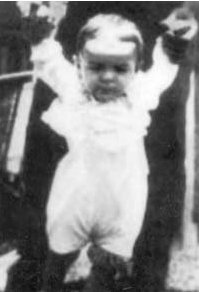
Ernesto Guevara empezando a caminar (1929)

Ernesto «Che» Guevara fue el mayor de los cinco hijos de Ernesto Guevara Lynch (1900-1987) y Celia de la Serna (1906-1965). Pertenecían a familias de la clase alta en Argentina. Un tatarabuelo paterno, Patricio Julián Lynch y Roo, fue considerado el hombre más rico de Sudamérica. Aunque diferentes biografías del Che Guevara y el relato de la propia familia atribuyen a su madre ser descendiente de José de la Serna e Hinojosa, último virrey español de Lima, eso se revela inverosímil ya que el virrey José de la Serna murió sin dejar descendientes. Celia de la Serna descendía del español Juan Manuel de la Serna y de la Quintana (de origen cántabro, nacido en Ontón), quien se trasladó al Virreinato del Río de la Plata a finales del siglo XVIII, y se radicó en Montevideo, donde se casó en 1802 con Paula Catalina Rafaela Loaces y Arandía. Según el genealogista Narciso Binayán Carmona, era descendiente del conquistador, explorador y colonizador español Domingo Martínez de Irala (1509-1556) y Leonor «Ivoty'i Ju» Moquiracé, indígena guaraní que fue integrante del harén personal de aquel.
Ernesto hizo mención en sus escritos a sus ancestros:

Seguro que yo heredo lo socarrón que hay en mí de ese vasco Guevara que llegó con Mendoza, o de cualquier gaita turrazo que se coló en mi árbol genealógico macerando dulces indias guaraníes; porque de mis ancestros irlandeses y guaraníes no lo he heredado. Tan truculentos son los unos como los otros, aunque los guaraníes aderecen su truculencia con mucha simpatía... Este nombre de Ayacucho en quechua significa Valle de la Muerte. Aquí mismo, mi tatarabuelo materno, el virrey De la Serna, se chupó una gran paliza.
Ernesto Guevara

La familia nuclear que integraba con sus padres y hermanos estaba en la clase media alta. Su padre, Ernesto Rafael Guevara Lynch, llevó una vida económica desahogada gracias a las rentas que obtenía de la herencia de sus padres. Al nacer su hijo, acababa de comprar junto con parte de la herencia de su esposa, una importante plantación de yerba mate en Caraguatay, una zona rural de la provincia de Misiones, en el área de Montecarlo, a unos 200 km al norte de la capital Posadas, sobre el río Paraná. Durante ese periodo, los trabajadores de los yerbatales, conocidos como mensúes, enfrentaban condiciones de trabajo muy difíciles, como ilustra la novela El río oscuro, de Alfredo Varela, sobre la que se realizó la película Las aguas bajan turbias, ambientada en el trabajo de los yerbatales de aquellos años. La propiedad fue bautizada con el nombre de La Misionera y su explotación llevó a instalar luego un molino yerbatero en Rosario. Los Guevara también obtenían ingresos del astillero Río de la Plata, propiedad de varios miembros de su familia y estaba en San Fernando, hasta que resultó incendiado en 1930. Sin embargo, estos negocios no permitieron a la familia prosperar lo suficiente, por lo que resolvieron la venta del yerbatal, en la década de 1940, para instalar una inmobiliaria y comprar una casa en Buenos Aires. En Córdoba, Ernesto padre instaló con un socio una empresa de construcción civil que quebró en 1947. En 1948 recibió otra importante herencia tras la muerte de su madre, Ana Isabel Lynch Ortiz. Algunas biografías le atribuyen el incorrecto título de ingeniero e ideología socialista. Se casó en segundas nupcias y tuvo tres hijos más. En 1987 escribió un libro con el título Mi hijo el Che.
Celia de la Serna pertenecía a una familia tradicional de grandes estancieros bonaerenses. Su padre se suicidó cuando ella tenía dos años y su madre murió cuando tenía quince. Quedó entonces al cuidado de su hermana Carmen y una tía. Perteneció a una generación de mujeres argentinas de clase alta progresistas que promovieron el feminismo, la libertad sexual y la autonomía de las mujeres, cuya más fiel representante fue Victoria Ocampo.
Los padres de Ernesto se casaron el 10 de diciembre de 1927, cuando Celia se encontraba embarazada de tres meses. El hecho era visto con reservas por la sociedad de aquellos años, pero también indica una actitud poco conservadora por parte de sus padres y sobre todo por parte de su madre, a pesar de que pocos años antes había estado a punto de convertirse en monja.
En 1948 se separaron, aunque siguieron bajo el mismo techo. Después de Ernesto, tuvieron cuatro hijos más: Celia (n. 1929), Roberto (n. 1932), Ana María (1934-1990) y Juan Martín (n. 1943).
Los padres de Ernesto se mudaban con frecuencia, lo cual marcó su niñez y juventud. Hasta dejar la Argentina en 1953, la familia del Che tuvo al menos doce domicilios en Buenos Aires, Caraguataí, San Isidro, Alta Gracia y Córdoba.

### Nacimiento

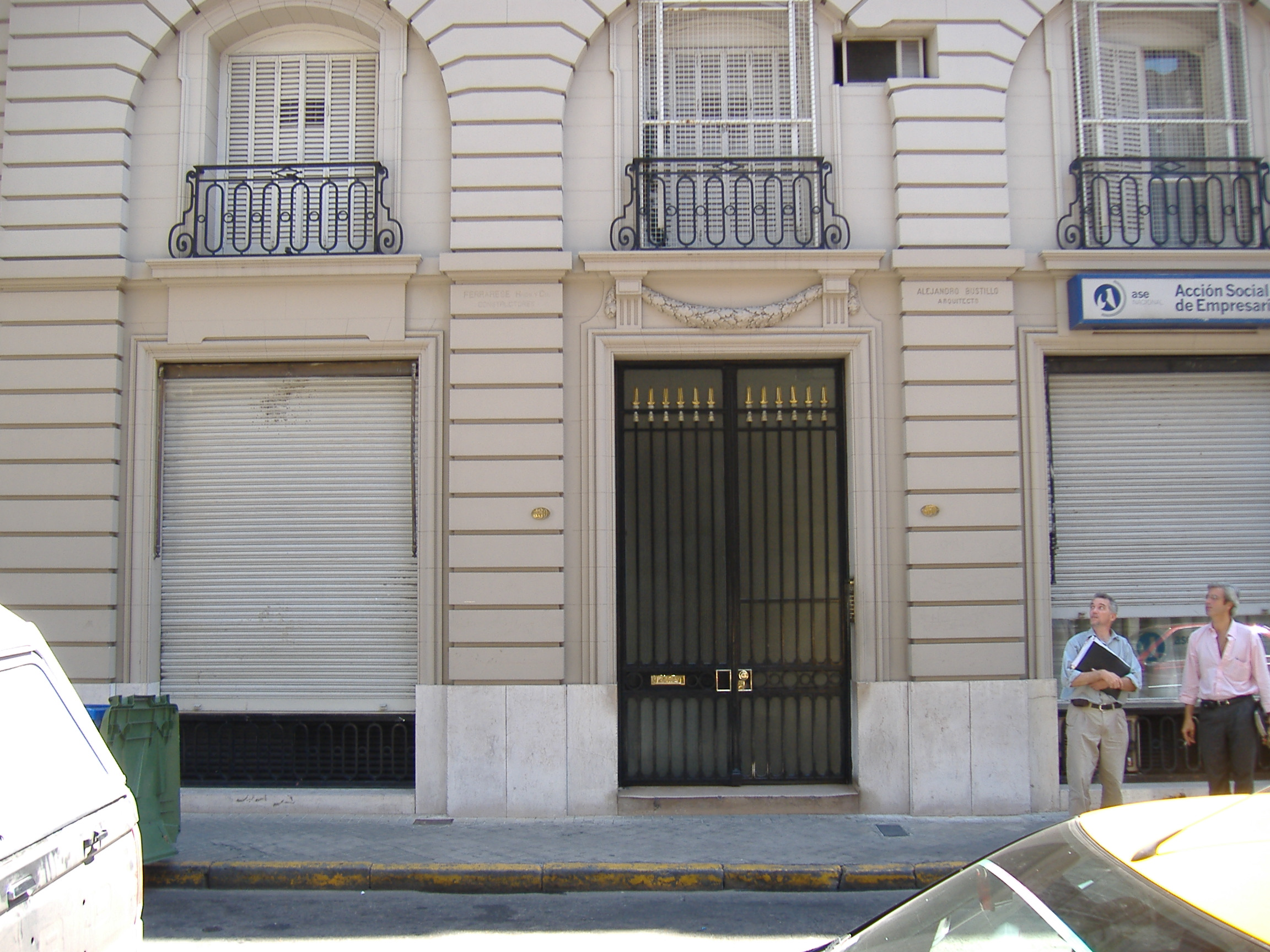
Puerta del edificio de Entre Ríos 480, en la ciudad de Rosario. En el quinto piso se encuentra el apartamento donde vivió por pocas semanas el Che Guevara.

Ernesto Guevara nació en la ciudad argentina de Rosario, en la provincia de Santa Fe, en 1928. En la partida de nacimiento, sus padres declararon que había nacido el 14 de junio, pero según otras fuentes, nació el 14 de mayo de 1928.
En ese entonces sus padres alternaban su residencia de la ciudad de Buenos Aires con la de Caraguataí, en la provincia de Misiones, separadas por 1800 km de vía fluvial, donde atendían sus plantaciones de yerba mate. Es desde este lugar donde, al acercarse el momento de su parto, los padres de Ernesto decidieron volver a Buenos Aires con el fin de que este fuera bien asistido, utilizaron para ello las líneas navieras que surcaban el río Paraná. La versión familiar relata que el alumbramiento se adelantó y debieron descender de urgencia en el puerto de Rosario, donde la madre dio a luz a Ernesto en el Hospital Centenario el 14 de junio. Siempre según el relato familiar, fue inscrito al día siguiente con el nombre de Ernesto Guevara y después de que la madre recibiera el alta, se instalaron por unos días en un apartamento en el quinto piso, esquina con calle Urquiza, hasta que ambos estuvieron en condiciones de retomar el viaje hacia Buenos Aires.
En contra de esta versión general, el biógrafo Jon Lee Anderson ofrece una explicación de la presencia de la madre en Misiones estando embarazada y la urgencia del desembarco en Rosario, al señalar que la fecha indicada en el acta de nacimiento oficial es falsa y que Ernesto Guevara nació el 14 de mayo de 1928. La razón habría sido la intención de los padres de ocultar el estado de embarazo de la madre al momento de casarse, circunstancia que fue reconocida por el padre. Según esta explicación, los Guevara se alejaron de Buenos Aires durante el embarazo y luego se dirigieron a Rosario para evitar que se conociera la verdadera fecha del parto. Anderson apoya su versión en los datos aportados por Julia Constenla, biógrafa de Celia de la Serna, como resultado de sus conversaciones con ella, y en las inconsistencias de la partida de nacimiento. Ernesto Guevara fue presentado en ocasiones durante su vida como «sietemesino», término que en la época era asimilado a «fruto de una relación prematrimonial».

### Primeros años: entre Caraguatay y Buenos Aires

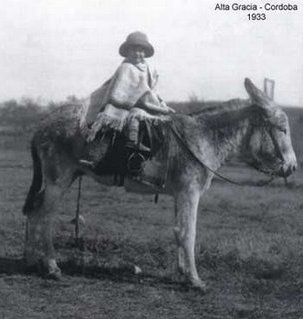
Ernesto Guevara (de 5 años) en el tradicional «burrito cordobés». (Alta Gracia, 1933).

Cartel en Caraguataí, donde se conserva la casa de la plantación de yerba mate, en la que Ernesto Guevara vivió en sus primeros años de vida.

Los primeros años de Ernesto transcurrieron entre las casas que sus padres tenían en Caraguataí y Buenos Aires, yendo y viniendo en los vapores del río Paraná, según las necesidades de la producción yerbatera y el clima. Desde un primer momento Ernesto recibió de sus padres el sobrenombre de Ernestito, para diferenciarlo del padre, y luego de Teté, con los que le llamarían de forma indistinta su familia y amigos de la infancia.
En Buenos Aires se instalaron en las zonas típicas de la clase alta: primero en el barrio de Palermo (Santa Fe y Guise), luego en el partido de San Isidro (calle Alem) y al fin en el barrio de la Recoleta (Sánchez de Bustamante 2286). Viviendo en San Isidro, a los dos años tuvo el primer ataque de asma, enfermedad que padecería toda su vida y que llevaría a la familia a trasladarse a Córdoba. El padre siempre culparía a la madre por el asma de Ernesto, atribuyéndola a una bronquitis agravada por la falta de atención de esta última una fría mañana mientras nadaba en el Club Náutico San Isidro.
En Caraguatay, los padres de Ernesto contrataron a una niñera para su hijo: Carmen Arias, una mujer gallega que viviría con la familia hasta 1937 y que fue quien le puso el sobrenombre de Teté. Del yerbatal de sus padres y de su estancia en Misiones adquiriría el gusto por el mate, del que fue un apasionado toda su vida.
Debido a la seriedad y persistencia del asma que afectaba a Ernesto, la familia procuró buscar un lugar con un clima más apto. Siguiendo las recomendaciones de los médicos, decidieron mudarse a la provincia de Córdoba, un destino clásico de aquella época para las personas con afecciones respiratorias debido a sus condiciones climáticas y mayor altitud. Después de pasar un tiempo en la capital de la provincia, los Guevara Lynch se instalaron en Alta Gracia.

### Alta Gracia, Córdoba. Infancia y adolescencia

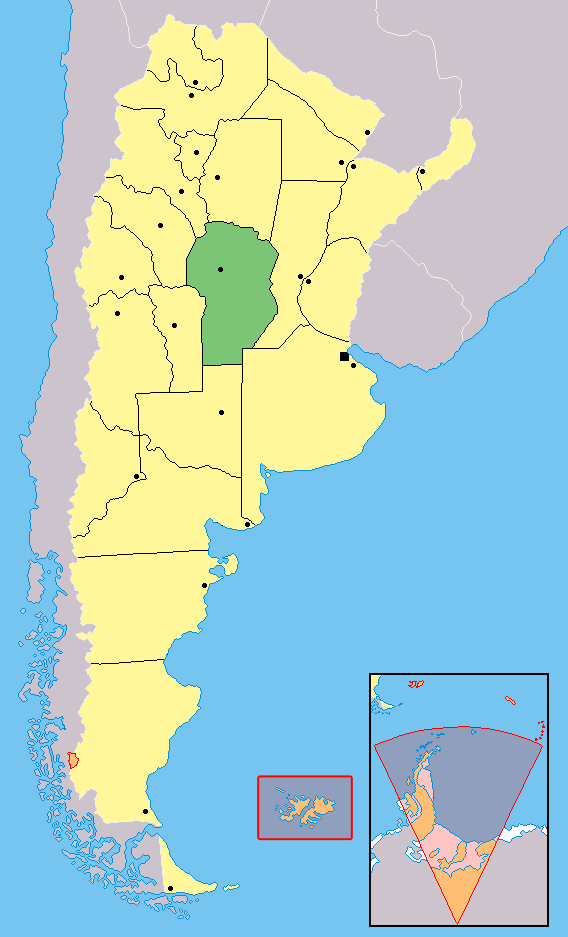
La provincia de Córdoba, en el medio de Argentina. La serrana ciudad de Alta Gracia está 40 km al suroeste de la capital, Córdoba.

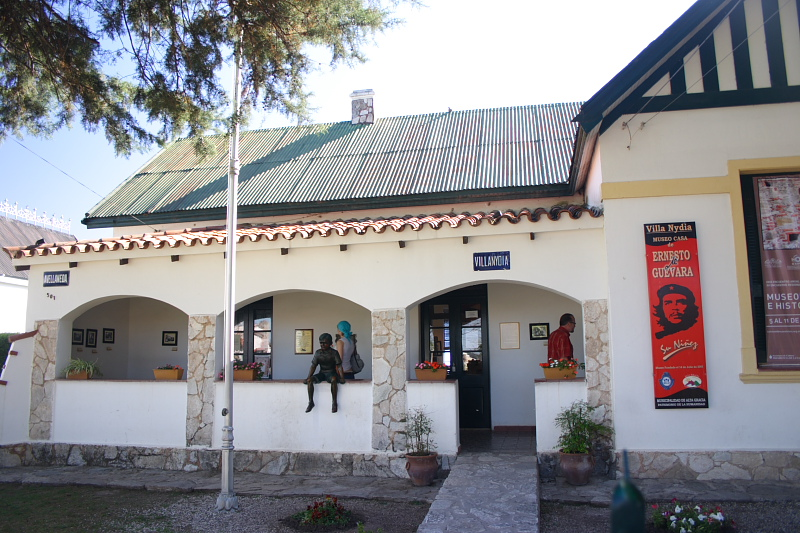
Casa de la familia Guevara en Alta Gracia (Córdoba). En la entrada puede verse una estatua de Ernesto de niño, sentado sobre la pared.

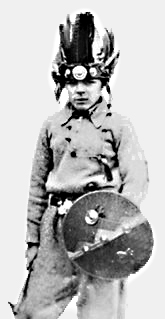
Ernesto Guevara en Alta Gracia (1937, 9 años).

Ernesto Guevara vivió 17 años en Córdoba, desde 1930 hasta principios de 1947, gran parte de su infancia y toda la adolescencia. Él se consideraba cordobés y hablaba con el característico cantito de los cordobeses, aunque luego en Cuba adoptaría un marcado acento cubano. En Alta Gracia cursó la escuela primaria y en la ciudad de Córdoba la secundaria. También allí tuvo sus primeras experiencias sexuales y formó su grupo de amigos, con los que más adelante compartiría sus primeras preocupaciones sociales y sus viajes por América Latina. Poco antes de volver a Buenos Aires, vivió también unos meses en Villa María.
La familia tuvo varios domicilios en Alta Gracia, pero el principal de ellos fue Villa Nydia, en la zona de Villa Carlos Pellegrini, donde se ubica el Museo Ernesto Che Guevara.
Ernesto cursó sus estudios primarios en las escuelas públicas San Martín y Santiago de Liniers entre 1937 y 1941. Sus estudios secundarios los realizó entre 1942 y 1946 en el Colegio Nacional Deán Funes, en la ciudad de Córdoba, donde la familia terminó mudándose en 1943.
El asma determinó en gran medida las características de la infancia de Ernesto. Los ataques eran constantes y de una severidad tal que lo llevaban a quedar postrado días enteros. Limitó sus posibilidades de ir a la escuela, a la que recién ingresó en 1937 cuando tenía ocho años comenzando en segundo grado (saltando primero inferior y superior). Restringió sus posibilidades de hacer deporte, actividad que le apasionaba y que practicó aunque muchas veces sus amigos debían cargarlo para volver a su casa. Para combatir el asma estaba sujeto a constantes dietas y tratamientos médicos. Por otro lado su enfermedad lo hizo un extraordinario lector, un gran aficionado al ajedrez y generó en él un fuerte espíritu de disciplina y autocontrol.
Alta Gracia era una pequeña villa veraniega de la clase alta cordobesa en las primeras sierras a 39 km al suroeste de la ciudad de Córdoba. Las sierras de Córdoba, por su clima seco y su altura, han sido uno de los tradicionales destinos turísticos del país, y el lugar por excelencia que buscaban las personas con afecciones respiratorias.
En su primera adolescencia Ernesto tuvo preferencia por libros de aventuras, como las luchas de Sandokán, de Emilio Salgari y, sobre todo, los viajes extraordinarios de Julio Verne, entre ellos Cinco semanas en globo, Viaje al centro de la Tierra, De la Tierra a la Luna, Veinte mil leguas de viaje submarino. Años después, estando ya en Cuba pediría que le enviaran sus tres tomos encuadernados en cuero de las obras completas de Verne.
Más adelante desarrolló el gusto por la poesía y la filosofía. Entre sus poetas preferidos se destacaron Baudelaire, en especial su descarnada y polémica obra Las flores del mal, Pablo Neruda, en particular sus poemas de amor y León de Greiff. Fue un apasionado de la filosofía existencialista, lo que lo llevó a preferir las obras de Sartre, Kafka y Camus, y de las teorías psicológicas de Freud.
Ernesto Guevara se destacó durante toda su infancia y adolescencia por su rebeldía. Muy travieso, con duras discusiones con sus padres y maestros, desaliñado al punto de ser llamado el Chancho Guevara (sobrenombre que adoptó con gusto), ejecutando pruebas de gran riesgo personal, de muy mal carácter, muchas veces llegando a los golpes en las discusiones, realizando comentarios provocativos y escandalosos, buscando defender la posición contraria de sus interlocutores.
En aquellos años, Córdoba y Alta Gracia en particular recibieron una notable cantidad de refugiados republicanos de la guerra civil española, y también alemanes vinculados a los nazis. El músico Manuel de Falla se había instalado en Alta Gracia y algunos de los mejores amigos de Ernesto, los hermanos González Aguilar, eran hijos de un alto jefe militar español republicano, también refugiado allí. Por otra parte algunas localidades cordobesas como La Falda, La Cumbrecita y Villa General Belgrano eran centros de refugiados alemanes con evidentes simpatías nazis. El padre de Ernesto llegó a organizar durante la Segunda Guerra Mundial un pequeño grupo para espiar las actividades nazis en Córdoba, en el que también participó Ernestito.

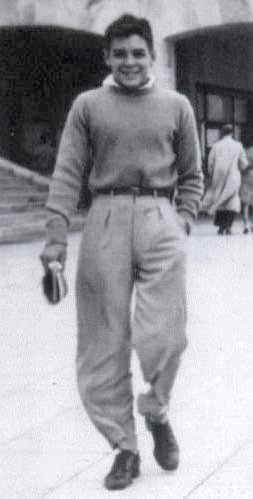
Ernesto Guevara de vacaciones en Mar del Plata (ca. 1943, 15 años).

En 1942, Ernesto Guevara inició sus estudios secundarios en el Colegio Deán Funes, en la esquina de Perú e Independencia, del barrio Nueva Córdoba (en la ciudad de Córdoba). Córdoba, que por entonces contaba con unos 350 000 habitantes, comenzaba a sufrir transformaciones decisivas debido un notable proceso de industrialización por el que fue llamada la Detroit argentina. Cursó sus estudios secundarios (entre 1942 y 1946) en un momento de grandes cambios y transformaciones políticas en la Argentina. Entre 1943 y 1946 habría de surgir el peronismo que contó con un apoyo masivo de la clase obrera y un rechazo masivo de las clases media y alta. Los estudiantes fueron uno de los grupos que más se movilizaron contra el peronismo naciente, bajo el lema de «no a la dictadura de las alpargatas».
Una vez en la escuela secundaria e instalado en Córdoba, la vida de Ernesto se hizo más pública. Contra lo que suelen decir algunas biografías, Ernesto Guevara no tuvo ninguna militancia política ni social en Córdoba (ni luego en Buenos Aires). Él mismo lo dijo:
«No tuve preocupaciones sociales en mi adolescencia, ni participé en las luchas políticas o estudiantiles de Argentina».
Los padres de Ernesto y toda su familia, por supuesto, eran antiperonistas, como la mayoría de las clases media y alta. Ernesto en cambio, no parece haber sostenido posiciones antiperonistas. Por el contrario, se sabe que la familia le atribuía sentimientos favorables al peronismo, que les recomendaba a las empleadas domésticas de su casa y de las casas de sus amigos que votaran al peronismo, y que sentía respeto por Perón a quien llamaba «el capo». Años después, ya en plena Revolución cubana, utilizó una de las palabras favoritas de Eva Perón, «descamisados», para bautizar al grupo de novatos bajo su mando en la guerrilla, y poco antes, al enterarse del golpe militar que derrocó a Perón escribió en una carta a su madre:

Te confieso con toda sinceridad que la caída de Perón me amargó profundamente, no por él, por lo que significaba para toda América, pues mal que te pese y a pesar de la claudicación forzosa de los últimos tiempos, Argentina era el paladín de todos los que pensamos que el enemigo está en el norte.

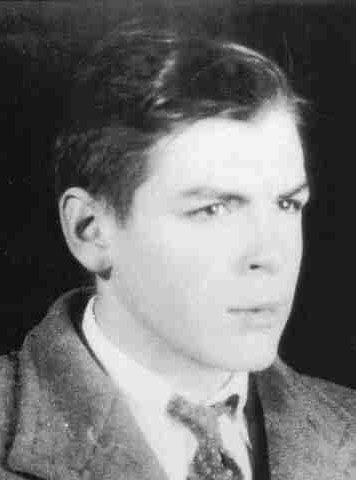
Ernesto Guevara a los 17 años (hacia 1945).

Con respecto al Partido Comunista Argentino, Ernesto Guevara rechazó explícita y abiertamente su posición, en tanto «criticaba con dureza su sectarismo». Si alguna ideología clara comenzaba a asomar en él, en los últimos años de su adolescencia, fue su posición antimperialista y en particular su acérrima oposición al imperialismo estadounidense, una ideología con profundas raíces en la cultura política-social argentina. En este sentido, escandalizó a sus familiares y conocidos, cuando se opuso a que la Argentina le declarara la guerra a la Alemania nazi en 1945, sosteniendo que se realizaba por presión de Estados Unidos y que debía mantenerse neutral.
En 1945, con 17 años, demostró un gran interés por la filosofía y comenzó a escribir su diccionario filosófico, mientras descubría la literatura social latinoamericana, con exponentes como Jorge Icaza y Miguel Ángel Asturias.
En noviembre de 1943 su mejor amigo, Alberto Granado, y otros estudiantes, fueron detenidos por la policía durante una manifestación estudiantil contra el gobierno. Junto a Tomás Granado, hermano menor de Alberto, iba a diario a la cárcel a visitarlo. De manera quizás inesperada, cuando se organizó una gran marcha para reclamar la libertad de Alberto y los demás presos políticos, no solo se negó a participar, sino que sostuvo que «la marcha era un gesto inútil y que solo conseguirían que los "caguen a palos", y que él solo iría si le daban un revólver».
El escritor Ernesto Sabato sostiene en una breve mención inserta en su libro de memorias Antes del fin, que conoció a Ernesto Guevara, por aquellos años:

En la tranquilidad de una tarde serrana, conocí a un muchacho médico que pasó a visitar a unos parientes en camino hacia Latinoamérica, donde curaría enfermos y hallaría su destino. A aquel joven, hoy símbolo de las mejores banderas, lo recuerda la historia con el nombre de Che Guevara.
Ernesto Sabato

El relato de Sabato no tiene correspondencia cronológica. Sabato vivió dos años en Córdoba, entre 1943 y 1945, en El Pantanillo, en el apartado Valle de Traslasierra, detrás de las Sierras Grandes. En esos años Guevara aún cursaba el secundario, en Córdoba Capital. Por otra parte, el segundo viaje latinoamericano de Guevara, apenas recibido de médico, se inició en 1953, una década después del relato de Sabato, y no pasó por Córdoba, sino que partió en tren directo hacia Bolivia.
A fines de 1946, Ernesto terminó sus estudios secundarios. Ese año obtuvo su primer empleo, junto a Alberto Granado, en el laboratorio de la Dirección de Vialidad de la provincia de Córdoba. Poco después de recibirse fue enviado a la localidad de Villa María (provincia de Córdoba), 100 km al sur, a participar durante los siguientes meses en la construcción de un camino.
En 1947 la familia Guevara-De la Serna sufrió un colapso. La empresa constructora de su padre quebró, y los Guevara decidieron separarse y mudarse a Buenos Aires. En mayo, su abuela enfermó de muerte, lo que llevó a Ernesto a renunciar a su empleo y trasladarse a la capital argentina, donde permanecería luego del deceso de la anciana.
Poco antes de partir, en Villa María, escribió el poema en el que apela a su fuerza de voluntad para vencer al destino.

#### Amigos de infancia y adolescencia

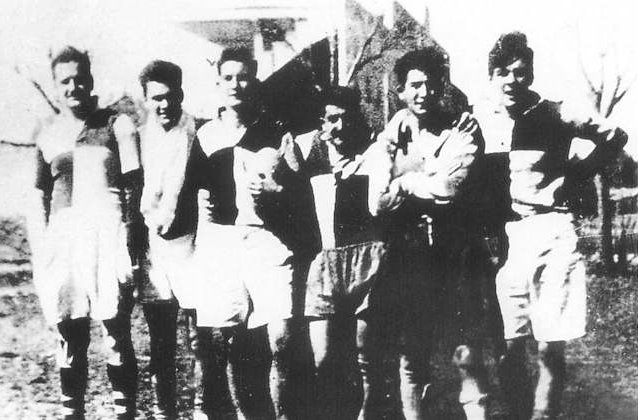
Ernesto Guevara (el primero a la derecha) con integrantes de su equipo de rugby, ca. 1948.

Ernesto hizo grandes amigos durante su infancia y adolescencia en Córdoba; dos de ellos se destacaron:
- Carlos Calica Ferrer.[58] Uno de sus primeros amigos. Lo conoció cuando ambos tenían dos o tres años. Ernesto recién llegaba a Alta Gracia. Calica era hijo de un rico médico especialista en enfermedades respiratorias que vivía en Alta Gracia. Uno de sus pacientes era el propio Ernesto. La primera relación sexual de Ernesto fue con la empleada doméstica de la familia Ferrer, arreglado por el propio Calica (en esa época era habitual en la clase media alta mantener relaciones sexuales con las «mucamas» que trabajaban en las casas). Calica y Ernesto realizaron el Segundo viaje latinoamericano (1953-1954). En 2006 escribió el libro De Ernesto al Che. El segundo y último viaje de Guevara por Latinoamérica.[59]

- Alberto Granado. Hermano mayor de Tomás Granado, este último compañero de clases del colegio secundario de Ernesto, y también amigo. Ambos eran hijos de un trabajador ferroviario. Era seis años mayor que Ernesto, estudiante de Bioquímica y entrenador del equipo de rugby del club Estudiantes en el que Ernesto jugaría. Compartieron el gusto por las mujeres, el rugby, el vino, la literatura y los viajes. Tuvo gran influencia en la elección por Ernesto de la carrera de medicina. Alberto Granado y Ernesto realizaron el primer viaje latinoamericano (1952), que refleja la película Diarios de motocicleta, donde su personaje es interpretado por el actor Rodrigo de la Serna. Luego de la Revolución cubana se radicó en Cuba. En 1995 escribió el libro Con el Che Guevara. De Córdoba a La Habana.

### Buenos Aires, medicina y los viajes
Ernesto Guevara permaneció en Buenos Aires desde enero de 1947 hasta el 7 de julio de 1952, cuando partiría en su primer viaje por América Latina.
El primer año la familia vivió en la casa de su abuela materna, recientemente fallecida, ubicada en Arenales y Uriburu, en el exclusivo barrio de Recoleta, o Barrio Norte, a tres cuadras de la facultad de Medicina de la Universidad de Buenos Aires, en la que empezaría a estudiar en 1948 para graduarse de médico el 11 de abril de 1953. Al año siguiente su padre vendió el yerbatal, compró una casa en Aráoz 2180, en el barrio de Palermo y abrió una inmobiliaria en la esquina de Paraguay y Aráoz.
En este período Ernesto se dedicó a su carrera y comenzó a trabajar como asistente en una clínica especializada en alergias que se dedicaba a la investigación del asma, dirigida por el Dr. Salvador Pisani. En la facultad de Medicina conoció a Berta Gilda Tita Infante, una cordobesa militante universitaria comunista con la que mantendría una fuerte amistad por el resto de su vida.
En Buenos Aires Guevara se dedicó a jugar al rugby, deporte característico de la clase alta porteña, primero en el importante San Isidro Club y luego, debido a sus limitaciones con el asma, en el pequeño y desaparecido Yporá Rugby Club (1948) y en el Atalaya Polo Club (1949).
Editó entonces la primera revista dedicada al rugby de la Argentina, con el nombre Tackle, y en la que también escribía crónicas bajo el seudónimo «Chang Cho», en alusión a su propio sobrenombre «Chancho».
También continuó con sus intensas actividades de lectura y la escritura de sus cuadernos filosóficos. En estos años demostró una creciente dedicación a la filosofía social. En su tercer cuaderno revela un gran interés en el pensamiento de Karl Marx. También prestó gran atención a las ideas de Nehru sobre el proceso de descolonización e industrialización en la India, anotando y recomendando calurosamente su libro El descubrimiento de la India.
En 1950 se enamoró de María del Carmen Chichina Ferreyra, una joven de 16 años perteneciente a una de las familias más ricas y aristocráticas de Córdoba. La relación duró más de dos años, a pesar de la oposición frontal de la familia, que lo veía como un «hippie enfermizo» por su aspecto, sus ideas radicales y provocadoras, y su deseo de casarse y pasar la luna de miel en un viaje en casa rodante por América Latina.
Años después Chichina diría de Ernesto:

Me fascinó su físico obstinado y su carácter antisolemne; su desparpajo en la vestimenta nos daba risa y, al mismo tiempo, un poco de vergüenza. [...] Éramos tan sofisticados que Ernesto nos parecía un oprobio. Él aceptaba nuestras bromas sin inmutarse.
Chichina Ferreyra

Estando en Buenos Aires, Ernesto Guevara comenzó a viajar precariamente, a dedo, bicicleta o en moto, con poco dinero, cada vez más lejos. Los viajes de Guevara significarían una experiencia social y humana, que lo pondría en contacto con los trabajadores y los sectores populares de la Argentina y América Latina, y finalmente lo llevarían a integrar el grupo guerrillero que realizaría la Revolución cubana.

## Los viajes
Una vez instalado en Buenos Aires, Ernesto comenzó a viajar sin recursos, generalmente a Córdoba con su amigo Carlos Figueroa.

### Viaje al noroeste argentino (1950)

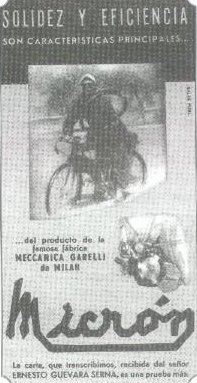
Ernesto Guevara y su bicicleta con motor en una propaganda de 1950 publicada en la revista El Gráfico.

El 1 de enero de 1950 realizó su primer viaje solo, en una bicicleta con motor marca Cucciolo, visitando a su amigo Alberto Granado en San Francisco del Chañar, Córdoba (Argentina), a sus amigos de la infancia en Córdoba Capital, continuando luego hacia el noroeste para conocer las provincias más pobres y atrasadas del país, Santiago del Estero, Tucumán, Salta, Jujuy, Catamarca, La Rioja, y volver por San Juan, Mendoza, San Luis. En total recorrió 4500 kilómetros.
En su cuaderno de viaje Guevara incluyó la siguiente reflexión:

Por lo menos no me nutro con las mismas formas que los turistas y me extraña ver en los mapas de propaganda de Jujuy, por ejemplo: el Altar de la Patria, la catedral donde se bendijo la enseña patria, la joya del púlpito y la milagrosa virgencita de Río Blanco y Paypaya. [...] No, no se conoce así un pueblo, una forma y una interpretación de la vida, aquello es la lujosa cubierta, pero su alma está reflejada en los enfermos de los hospitales, los asilados en la comisaría o el peatón ansioso con quien se intima, mientras el Río Grande muestra su crecido cauce turbulento por debajo.

Al volver a Buenos Aires la empresa fabricante del motor le ofreció realizar un aviso publicitario, que incluía la foto de Ernesto Guevara en su bicicleta y una carta suya donde decía:

Ha funcionado a la perfección durante mi largo viaje y solo observé que hacia el final perdía compresión, razón por la cual la envío a usted para reparación.

El aviso fue publicado en la difundida revista deportiva El Gráfico en la página 49 de la edición del 19 de mayo de 1950.

### Los viajes en el buque petrolero de YPF (1951)
En 1951 Guevara fue contratado como paramédico a bordo en la flota de la empresa petrolera estatal argentina Yacimientos Petrolíferos Fiscales (YPF). El 9 de febrero se embarcó por primera vez. En estos viajes recorrió la costa atlántica de Sudamérica, desde el puerto patagónico de Comodoro Rivadavia hasta la entonces colonia británica de Trinidad y Tobago, pasando por Curaçao, Guyana Británica, Venezuela, y varios puertos de Brasil.

### Primer viaje latinoamericano (1952)

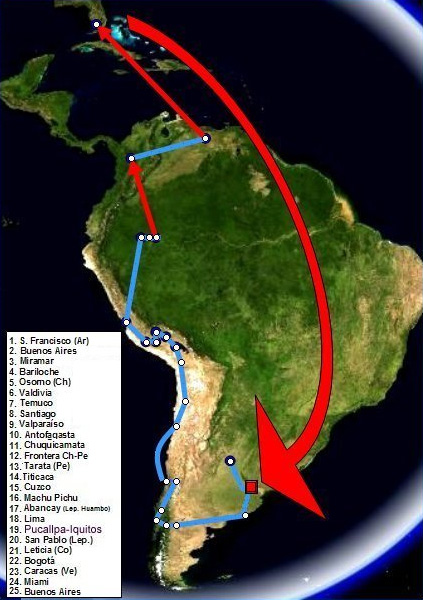
Itinerario del primer viaje realizado en 1952 con Alberto Granado. Las líneas rojas corresponden a viajes en avión. La película Diarios de motocicleta es la historia de este viaje.

En 1952, Ernesto Guevara realizó con Alberto Granado el primero de sus dos viajes internacionales por América. Salieron el 4 de enero de 1952, desde San Francisco, Córdoba en la moto de Granado, llamada la Poderosa II. El viaje duró siete meses y después de pasar por Buenos Aires, Miramar y Bariloche, entraron a Chile por el lago Todos los Santos. En Chile pasaron por Osorno, Valdivia, Temuco y Santiago, donde abandonaron la moto, averiada definitivamente. Se dirigieron al puerto de Valparaíso desde donde viajaron como polizones en un buque carguero hasta Antofagasta. Desde allí por tierra, principalmente en camiones, visitaron la gigantesca mina de cobre de Chuquicamata para dirigirse luego a la frontera con Perú, subiendo la cordillera por la provincia de Tarata, en la región de Tacna, hasta al lago Titicaca. En abril llegaron al Cusco, la antigua capital del Imperio Inca. Visitaron las ciudades incaicas del Valle Sagrado de los Incas y Machu Picchu y luego partieron hacia Abancay, capital de la Región Apurímac, donde visitaron el leprosario de Huambo, cerca de la ciudad de Andahuaylas.

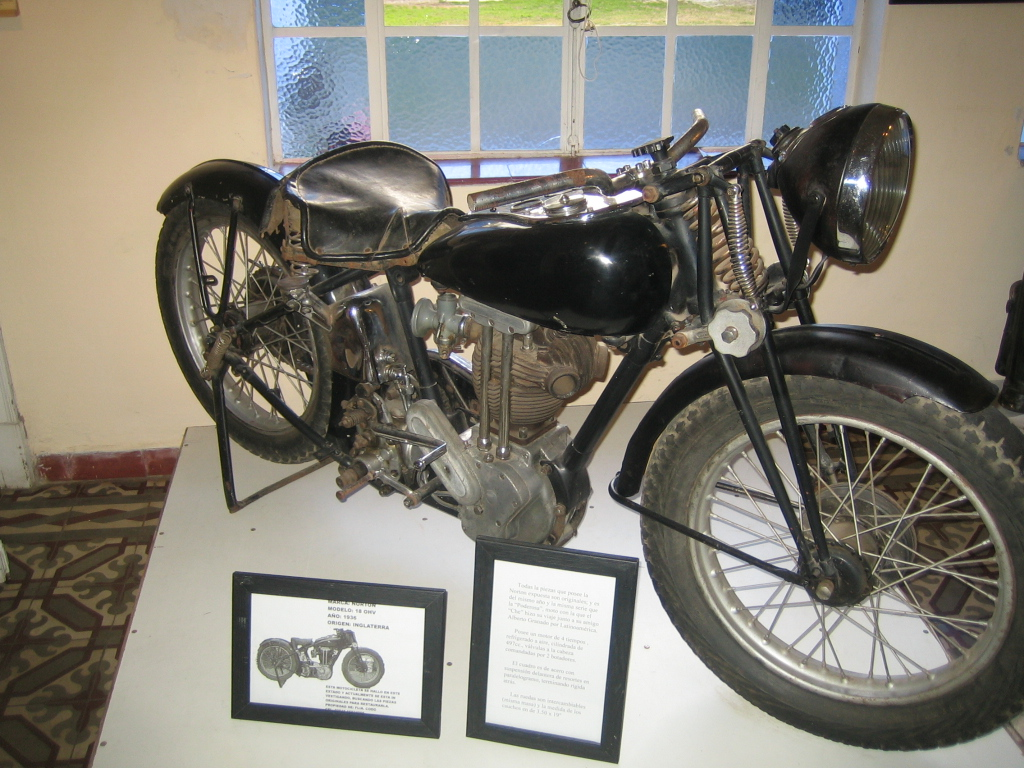
Motocicleta Norton idéntica a la que Ernesto Guevara y Alberto Granado iniciaron el primer viaje latinoamericano. (Museo Casa del Che Guevara en Alta Gracia)

El 1 de mayo de 1952 arribaron a Lima donde establecieron una estrecha relación con el médico Hugo Pesce,
conocido especialista en lepra, discípulo de José Carlos Mariátegui y dirigente del Partido Comunista Peruano, que influiría decisivamente en las decisiones de vida que adoptaría Guevara. El doctor Pesce los conduce al Hospital Portada de Guía, un leprosario ubicado en la periferia de Lima.
En este lugar atienden a los pacientes del mal de Hansen y habitan por unos meses. De allí se dirigieron a Pucallpa donde embarcaron hacia Iquitos y se instalaron para colaborar con el leprosario de San Pablo a las orillas del río Amazonas, donde médicos y pacientes les regalaron una balsa llamada Mambo-Tango para continuar su viaje navegando el río aguas abajo. En balsa llegaron hasta la población fronteriza colombiana de Leticia, donde se desempeñaron como entrenadores del equipo de fútbol del pueblo. Volaron en hidroavión a Bogotá y allí se alojaron en las instalaciones de la ciudad universitaria de la Universidad Nacional de Colombia y su hospital, el San Juan de Dios. En ese momento, Colombia atravesaba la época de La Violencia, donde fueron arrestados pero prontamente liberados. En bus se dirigieron a Caracas, capital de Venezuela, donde Granado obtuvo empleo en un leprosario por recomendación de Pesce. Ernesto, por su parte, debía terminar sus estudios, por lo que decidió volver, utilizando un avión de carga de un familiar que hacía escala previa en Miami, donde trabajó de empleado doméstico de una azafata y lavaplatos en un restaurante. El 31 de julio de 1952 volvió a Buenos Aires.

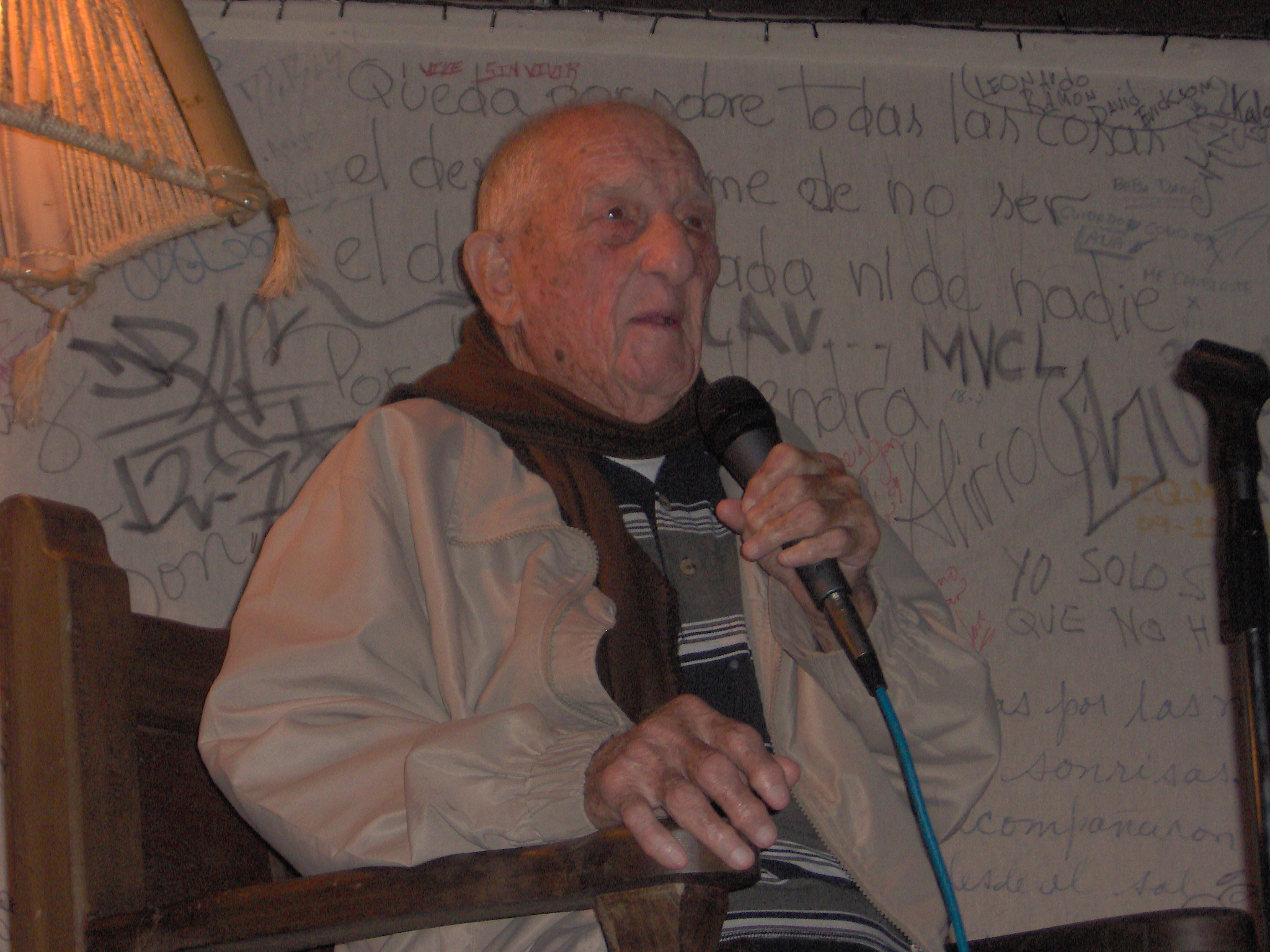
Alberto Granado en 2007.

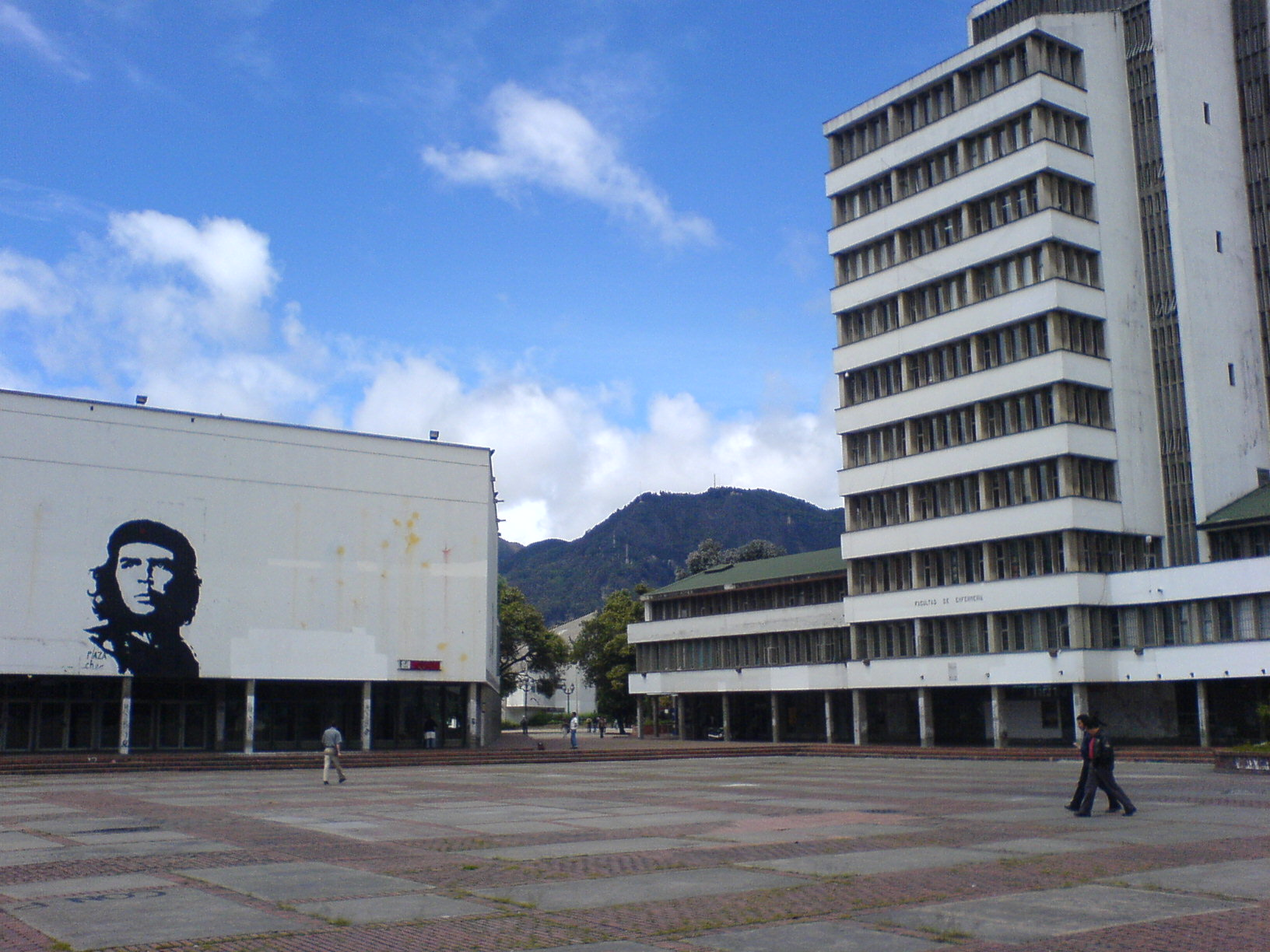
Mural en la plaza principal de la Universidad Nacional de Colombia, llamada Plaza Santander, pero conocida generalmente como Plaza Che, en Bogotá (Colombia).

Tanto Guevara como Granado realizaron diarios de viaje, mundialmente conocidos como Diarios de motocicleta, en los cuales se basó la película de Walter Salles de 2004, que relata este periplo. Para ambos el viaje significó un contacto directo con los sectores sociales más relegados y explotados de América Latina. Para Ernesto Guevara resultó importante para comenzar a definir sus ideas y sentimientos sobre las graves desigualdades sociales latinoamericanas, el papel de los Estados Unidos y cuáles podrían ser las soluciones. La influencia del médico Hugo Pesce sobre Ernesto fue muy grande, tanto por su visión mariateguista del marxismo, que replanteaba el papel de los indígenas y campesinos en los cambios sociales en América Latina, como por el ejemplo personal de vida como médico dedicado a los problemas de salud de los pobres y marginados. Al publicar su primer libro, La guerra de guerrillas, el Che Guevara le envió un ejemplar dedicado a Pesce diciéndole que reconocía haberle provocado «un gran cambio en mi actitud frente a la vida».
Una muestra de esas primeras ideas las expuso el 14 de junio de 1952, cuando cumplía 24 años, y el personal del leprosario de San Pablo le ofreció una fiesta. Guevara anotó sus impresiones de ese día bajo el título de «El día de San Guevara», y cuenta haber dicho las siguientes palabras a sus anfitriones:

Creemos, y después de este viaje más firmemente que antes, que la división de América en nacionalidades inciertas e ilusorias es completamente ficticia. Constituimos una sola raza mestiza, que desde México hasta el estrecho de Magallanes presenta notables similitudes etnográficas. Por eso, tratando de quitarme toda carga de provincialismo exiguo, brindo por Perú y por América Unida.

Al regresar a Buenos Aires, Guevara revisó su diario y redactó unas Notas de viaje donde, entre otras cosas dice:

El personaje que escribió estas notas murió al pisar de nuevo tierra argentina. El que las ordena y pule, «yo», no soy yo; por lo menos no soy el mismo yo interior. Este vagar sin rumbo por nuestra «Mayúscula América» me ha cambiado más de lo que creí.

Finalizó sus estudios de medicina en la UBA (Universidad Nacional de Buenos Aires). En seis meses aprobó las 14 asignaturas que le faltaban, y el 11 de abril de 1953 recibió el título de médico, registrado bajo el legajo 1058, registro 1116, folio 153 de la Facultad de Ciencias Médicas de la Universidad de Buenos Aires.

### Segundo viaje latinoamericano (1953-1954)

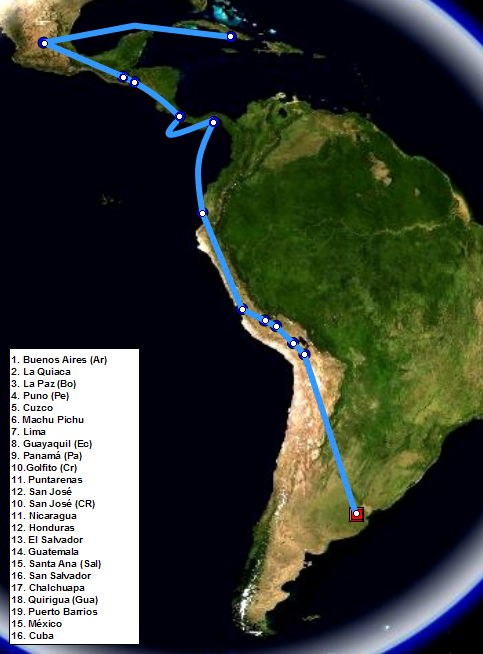
Itinerario del segundo viaje de Ernesto Guevara, 1953-1956.

En 1953, Ernesto Guevara inició con su amigo de la infancia Carlos Calica Ferrer el segundo de sus dos viajes internacionales por América. El objetivo era ir a Caracas donde los esperaba Alberto Granado.
Salieron el 7 de julio de 1953, desde Buenos Aires en tren hacia Bolivia. Permanecieron varias semanas en La Paz en pleno proceso de la revolución iniciada en 1952 por el Movimiento Nacionalista Revolucionario (MNR). Allí conocieron a Ricardo Rojo, que luego integraría un grupo de viajeros argentinos que se iría ampliando. Ernesto y Calica siguieron camino a Puno, Cuzco y Machu Picchu, para luego dirigirse a Lima, donde volvió a ver al Dr. Pesce. De Lima viajaron a Guayaquil, Ecuador, en autobús. Allí integraron un grupo de argentinos compuesto por ellos dos, Ricardo Rojo, Eduardo Gualo García, Oscar Valdo Valdovinos y Andro Petiso Herrero, que convivieron comunitariamente en la misma pensión.
En Guayaquil, Ernesto decidió ir hacia Guatemala para ver la revolución que estaba liderando allí el coronel Jacobo Arbenz. Calica entonces se separó de Ernesto para dirigirse a Caracas, donde Alberto Granado lo esperaba, quedándose a vivir allí por diez años. Tras complicadas gestiones Ernesto se embarcó con Gualo García hasta Panamá, donde permaneció unos meses, en condiciones económicas críticas. De allí cruzaron a Costa Rica, luego a Nicaragua haciendo dedo. Allí se encontraron con Rojo y los hermanos Walter y Domingo Beveraggi Allende, continuando con este último en auto hacia Guatemala, pasando por Honduras y El Salvador. El 24 de diciembre de 1953 llegó sin dinero a Guatemala, donde se instalaría.

### Guatemala (1954)

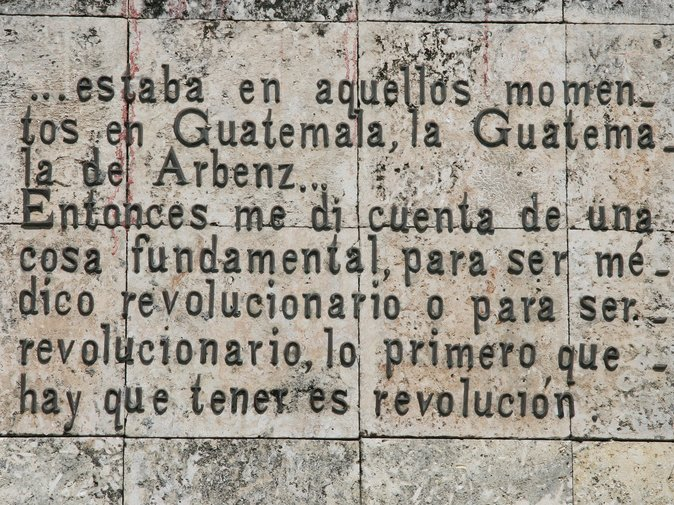
Frase del Che Guevara sobre su estadía en Guatemala. En el Memorial en Santa Clara.

Ernesto Guevara estuvo poco más de nueve meses en Guatemala. Su vida allí fue difícil, contradictoria y compleja, con respecto tanto a su vida personal como a sus ideas y la definición del papel que deseaba representar.
En 1954 Guatemala estaba en una situación política crítica. Diez años antes un movimiento estudiantil encuadrado en el amplio movimiento de la Reforma Universitaria latinoamericana, había derrocado al dictador Jorge Ubico Castañeda e impuesto un sistema democrático por primera vez en la historia guatemalteca, resultando electo presidente Juan José Arévalo. Arévalo, un educador formado en la Argentina que se adhería a una ideología que él denominaba «socialismo espiritual», inició una serie de reformas políticas y sociales. Su sucesor (elegido en 1951), el coronel Jacobo Arbenz, profundizó tales medidas y en 1952 inició un importante proceso de reforma agraria, que afectó seriamente los intereses de la empresa estadounidense United Fruit, que tenía sólidos lazos con la administración del presidente Eisenhower. Sosteniendo que se trataba de un gobierno comunista, Estados Unidos comenzó a operar entonces para desestabilizar Guatemala y derrocar al gobierno de Arbenz. El golpe de Estado se inició el 18 de junio de 1954, con el bombardeo de la ciudad por aviones militares y la invasión desde Honduras de un ejército golpista al mando de Carlos Castillo Armas y el apoyo desembozado de la CIA. La lucha duró hasta el 3 de julio cuando Castillo Armas tomó la capital y dio inicio a un largo período de dictaduras militares.
Guevara llegó seis meses antes del golpe. Durante ese tiempo intentó reiteradamente trabajar como médico del Estado pero las diversas gestiones nunca se concretaron y sus problemas económicos fueron muy serios.
En aquellos días Guatemala era un hervidero de grupos de exiliados y militantes progresistas e izquierdistas, fundamentalmente latinoamericanos. Al poco de llegar conocería a Hilda Gadea (1925-1974), una exiliada peruana dirigente del APRA que colaboraba con el gobierno de Arbenz y que más adelante se convertiría en su primera esposa. Mientras tanto, conocería a la familia del exiliado nicaragüense Edelberto Torres, donde a su vez conoció a un grupo de exiliados cubanos participantes en la toma del Cuartel Moncada, entre los que se encontraba Antonio Ñico López.
Ñico López y Ernesto establecieron una sólida amistad. Fue precisamente Ñico quien le puso el mote de «Che», a raíz del uso permanente que Ernesto hacía de esa palabra típica del dialecto rioplatense, utilizada para convocar al otro.
Las ideas de Guevara habían evolucionado, volviéndose mucho más comprometidas políticamente, con una clara simpatía por el comunismo. Pese a ello se mantendría apartado de cualquier organización política y cuando poco después, el Partido Guatemalteco de los Trabajadores (PGT), de tendencia comunista, le comunicara que debía afiliarse al partido para poder trabajar de médico en el Estado, rechazó indignado la petición.
Su incipiente pensamiento político se manifestó abiertamente por primera vez en una carta enviada a su tía Beatriz el 10 de diciembre de 1953, poco antes de llegar a Guatemala donde dice, entre otras cosas:

En el paso tuve la oportunidad de pasar por los dominios de la United Fruit, convenciéndome una vez más de lo terrible que son estos pulpos. He jurado ante una estampa del viejo y llorado camarada Stalin no descansar hasta ver aniquilados estos pulpos capitalistas. En Guatemala me perfeccionaré y lograré lo que me falta para ser un revolucionario auténtico. [...] Tu sobrino, el de la salud de hierro, el estómago vacío y la luciente fe en el porvenir socialista. Chau. Chancho.

En Guatemala comenzó a diseñar un libro titulado La función del médico en América Latina en el que consideraba que la «medicina social preventiva» y el médico constituían un eje central para una transformación revolucionaria orientada a establecer una sociedad socialista.
A fines de mayo de 1954, Guevara salió de Guatemala hacia El Salvador para renovar el visado, aprovechando para visitar San Salvador y las ruinas mayas de Chalchuapa y Quiriguá, estas últimas nuevamente en Guatemala.
Al regresar a Guatemala la situación del gobierno era desesperada y el ataque inminente. El 16 de junio aviones de mercenarios militares comenzaron a bombardear la ciudad de Guatemala y dos días después un ejército al mando de Castillo Armas ingresó al país desde Honduras. Ernesto se inscribió en las brigadas de sanidad y en las brigadas juveniles comunistas que patrullaban las calles por la noche. Su brigada llevaba el nombre de Augusto César Sandino y estaba liderada por el voluntario nicaragüense Rodolfo Romero, al que varios años después el Che recurriría para organizar la guerrilla en Nicaragua. Las milicias comunistas reclamaron infructuosamente al gobierno la entrega de armas.
El 27 de junio de 1954 los jefes del Ejército de Guatemala decidieron desconocer la autoridad de Arbenz y exigir su renuncia. Seis días después Castillo Armas entraba a la capital para establecer una dictadura y derogar las medidas sociales adoptadas por el gobierno democrático.
De la caída del gobierno de Arbenz el Che Guevara sacaría conclusiones fundamentales que luego incidirían directamente en sus actos durante la Revolución cubana. En particular Guevara concluyó que era indispensable depurar al ejército de potenciales golpistas, pues en los momentos cruciales estos desconocían la cadena de mando y se volvían contra el gobierno. Pocos días después en una carta a su madre concluía:

La traición sigue siendo patriotismo del ejército, y una vez más se prueba el aforismo que indica la liquidación del ejército como el verdadero principio de la democracia.

También le escribiría a su amiga Tita Infante:

Los periódicos de Las Américas publicaban mentiras. Ante todo, no hubo asesinato ni nada que se le parezca. Debería haber habido unos cuantos fusilamientos al comienzo pero es otra cosa. Si se hubieran producido esos fusilamientos, el gobierno hubiera conservado la posibilidad de devolver el golpe.

Hilda fue detenida y Ernesto se refugió en la embajada argentina donde fue incluido entre los refugiados comunistas.
A fines de agosto llegó el salvoconducto para él, yendo de inmediato a buscar a Hilda, quien había sido liberada poco antes. Sin embargo la relación entre ambos parecía terminada y a mediados de septiembre Ernesto se fue solo a México.

### México (1954-1956)

Bandera del Movimiento 26 de Julio creado en 1953 por un grupo de nacionalistas cubanos entre los que se destacaba Fidel Castro y al cual Guevara ingresó en 1955.

El Che Guevara permanecería algo más de dos años en México. Allí definió sus ideas políticas, se casó, tuvo a su primera hija e ingresó al Movimiento 26 de Julio dirigido por Fidel Castro con el fin de formar un grupo guerrillero en Cuba para derrocar al dictador Batista e iniciar una revolución social.
En 1954 México era una suerte de santuario para los perseguidos políticos de todo el mundo. Por otra parte México había desarrollado una sólida cultura popular con identidad latinoamericana derivada de la Revolución mexicana de 1910, la primera revolución social triunfante de la historia, representada en los famosos murales de Rivera, Siqueiros y Orozco; en la reformista UNAM, en un cine de lenguaje propio con estrellas como Cantinflas y María Félix, así como en manifestaciones musicales propias de su identidad como el bolero y la ranchera.
En México, Guevara trabajó un tiempo de fotógrafo para la argentina Agencia Latina que cerró poco después y luego para el Hospital General y el Hospital Infantil por un pequeño salario como alergista e investigador.
Antes de que terminara 1954 Hilda Gadea se radicó también en México, reiniciando el tipo de relación compleja que habían mantenido en Guatemala, en las que se combinaban las relaciones sexuales con la actitud maternal de ella, así como un fuerte entendimiento cultural. Pocos días después se encontró por casualidad en la calle con Ñico López, quien lo invitaría a asistir a las reuniones del grupo de cubanos moncadistas que se reunían coordinados por María Antonia González en un departamento céntrico ubicado en calle Emparán 49.
Por aquel entonces Fidel Castro cumplía una condena de diez años de prisión en Cuba por haber dirigido el asalto al Cuartel Moncada el 26 de julio de 1953. El hecho lo había convertido en una figura nacional. En mayo de 1955 el dictador Fulgencio Batista sancionó una ley de amnistía, dejando en libertad a Fidel Castro, su hermano Raúl y otros dieciocho moncadistas. Poco después, el 12 de junio, crearon el Movimiento 26 de Julio, una organización cuyo fin era derrocar a Batista y que tenía una ideología antimperialista-democrática fundada en las ideas de José Martí y mayoritariamente anticomunista.
Por aquel entonces, a poco de iniciada la Guerra Fría y como herencia del macartismo se generalizó en América Latina la acusación de «comunismo» como táctica para desprestigiar y reprimir los movimientos democráticos y sociales. Juan José Arévalo alertaría sobre este mecanismo en su libro AntiKomunismo en América Latina (1959).
En junio de 1955, Raúl Castro se estableció en México con el fin de preparar la llegada de su hermano, desde donde este organizaría un grupo guerrillero para volver a Cuba. En cuanto llegó, conoció a Ernesto Guevara; ambos congeniaron desde el primer momento. Raúl Castro, a diferencia de Fidel, había pertenecido al Partido Comunista, llamado en Cuba Partido Socialista Popular (PSP) y era mucho más radical en sus actitudes y posiciones.
El 7 de julio de 1955, Fidel Castro llegó a México. Dos semanas después le ofreció al Che unirse al Movimiento 26 de Julio como médico y este aceptó inmediatamente. Casi simultáneamente Hilda Gadea le comunicó que estaba embarazada y el 18 de agosto se casaron, aunque era obvio que para Guevara se trataba de una decisión obligada por las circunstancias. Ambos se mudaron entonces a un apartamento en la calle Nápoles n.º 40, en Colonia Juárez. Como luna de miel en noviembre visitaron las ruinas mayas de Chiapas y la península de Yucatán: Palenque, Chichén-Itzá y Uxmal.
En febrero de 1956, un grupo de unas veinte personas iniciaron el entrenamiento en guerra de guerrillas bajo el mando del coronel español Alberto Bayo Giroud. El 15 de febrero nació su hija Hilda Beatriz Guevara. Poco después escribió las últimas líneas del diario que había iniciado en Buenos Aires al partir para su segundo viaje latinoamericano:

Ha pasado mucho tiempo y muchos acontecimientos nuevos se han declarado. Solo expondré los más importantes: desde el 15 de febrero de 1956 soy padre; Hilda Beatriz Guevara es la primogénita. [...] Mis proyectos para el futuro son nebulosos pero espero terminar un par de trabajos de investigación. Este año puede ser importante para mi futuro. Ya me fui de los hospitales. Escribiré con más detalle.

Los entrenamientos se realizaron en un rancho del municipio de Chalco, a unos 50 km al sureste de México, donde estaban recibiendo un curso de comando y entrenamiento en guerra de guerrilla impartido por el coronel Alberto Bayo Giroud. El Che ocultó su asma, se destacó en el entrenamiento militar y se convirtió en uno de los líderes del grupo.
Entre el 20 y el 24 de junio de 1956, Fidel Castro, su hermano Raúl, el Che Guevara y la mayor parte del grupo del Movimiento 26 de Julio en México fueron arrestados por la policía mexicana. En esa oportunidad la conducta de Ernesto fue extraña, pues en las tres veces que lo interrogaron confesó abiertamente que era comunista, que se estaban preparando para realizar una revolución en Cuba y que era partidario de la lucha armada revolucionaria en toda América Latina. Fidel Castro con posterioridad pondría esa conducta del Che como un ejemplo de su «honestidad a carta cabal».
Según José González González, exescolta del jefe del Departamento de Policía y Tránsito Arturo Durazo Moreno y autor del libro Lo negro del negro afirma que Durazo humilló a Fidel y al Che cuando fueron detenidos, Durazo quien antes de cambiarse a la Dirección Federal de Seguridad, intervendría en la detención y tortura de Fidel Castro Ruz y Ernesto Guevara, a quienes les dio una brutal paliza, González afirmaba que Durazo «siempre se jactó de haber vejado a los dos personajes».
Obtener la libertad del grupo fue sumamente difícil, especialmente la de Ernesto Guevara, que permaneció detenido cuando Fidel Castro fue liberado el 24 de julio, debido a que tenía sus papeles migratorios vencidos y se había confesado comunista. Con el fin de obtener la libertad del Che, Castro demoró la salida hacia Cuba y realizó gestiones entre las autoridades mexicanas que han permanecido ocultas. Fue en ese momento cuando Ernesto escribió un poema titulado Canto a Fidel que se reproduce aquí y que pone en evidencia hasta qué punto había sido influenciado por el líder cubano.
El 25 de noviembre de 1956, desde el Puerto de Tuxpan, 82 hombres, entre ellos Ernesto Guevara, partieron hacia Cuba en un yate llamado Granma.

## La Revolución cubana

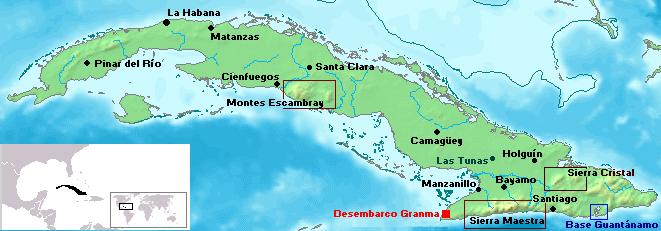
Mapa de Cuba

El 10 de marzo de 1952, un golpe de Estado dirigido por el general Fulgencio Batista había derrocado al presidente democrático Carlos Prío Socarrás, del Partido Auténtico, en un marco internacional que transitaba los primeros momentos de la Guerra Fría entre Estados Unidos y la Unión Soviética. Batista instaló una sangrienta dictadura con el argumento de combatir al comunismo. Sin embargo, el escandaloso nivel de corrupción y violación de derechos humanos llevó a la conformación de una oposición generalizada partidaria de la insurrección para desalojar del poder a Batista, del que participaron los partidos políticos de oposición, los sindicatos, el movimiento estudiantil, e incluso sectores del empresariado, los terratenientes, las fuerzas armadas y el propio gobierno de los Estados Unidos, que llegó a cortarle el suministro de armas. El mismo presidente depuesto, Carlos Prío Socarrás, expresaba ese clima revolucionario diciendo: «Triunfaré por cualquier medio, incluso el más extremo».
En este contexto actuaría el Movimiento 26 de Julio, una evolución revolucionaria del Partido Ortodoxo, de ideología básicamente nacionalista-anticomunista, buscando en todo momento articular sus fuerzas con otros sectores opositores, con el proyecto de establecer un gobierno democrático nacionalista. Tanto el expresidente Carlos Prío Socarrás del Partido Auténtico, como la CIA, apoyaron económicamente a la guerrilla castrista en sus primeros años. Mientras tanto, Fidel Castro —que había sido un destacado dirigente juvenil del otro partido importante, el Partido Ortodoxo y que se había vuelto célebre por el intento de tomar el Cuartel Moncada en 1953— proclamaba abiertamente sostener una posición anticomunista. Por su parte, pese a mantener relaciones estrechas con Fidel Castro y la guerrilla en Sierra Maestra, el Partido Socialista Popular (comunista) criticó la experiencia guerrillera atribuyéndole una intención puramente aventurera golpista. Finalmente, varias fuerzas políticas tenían por entonces organizaciones armadas además del Movimiento 26 de Julio, como el Directorio Revolucionario 13 de Marzo, el Partido Socialista Popular y el Segundo Frente Nacional del Escambray.
La prensa y la opinión pública estadounidense brindaron una gran cobertura y demostraron una gran simpatía por Fidel Castro y sus guerrilleros en Sierra Maestra, legitimando el movimiento armado y brindando una difusión de los motivos y acciones de la guerrilla que el Movimiento 26 de Julio nunca hubiera podido conseguir en las condiciones de censura y represión que dominaban en Cuba.

### El desastre de la llegada a Cuba

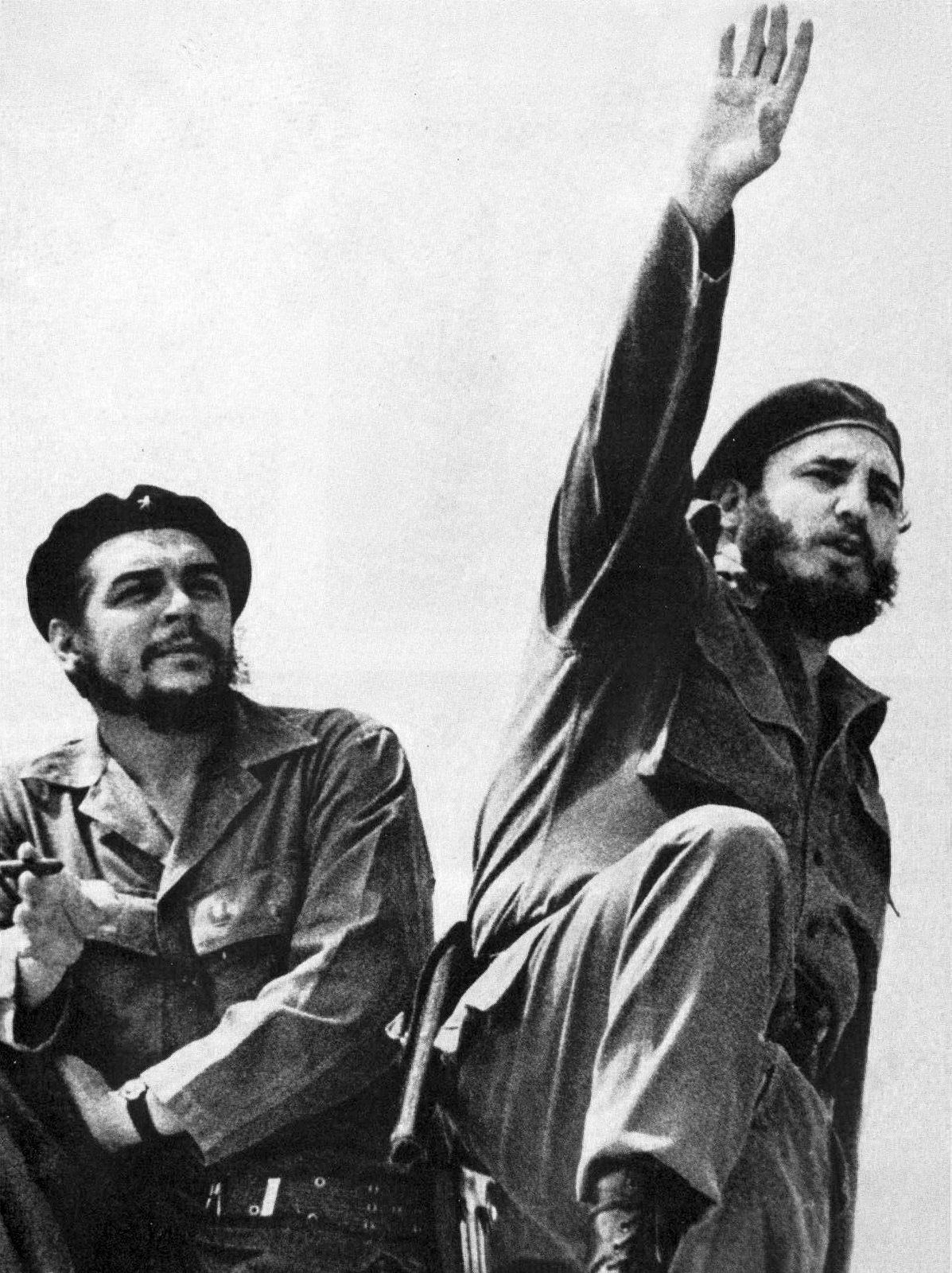
El Che Guevara con Fidel Castro

El 25 de noviembre de 1956 un grupo de 82 guerrilleros del Movimiento 26 de Julio que se habían entrenado en México se embarcaron en el puerto del municipio de Tuxpan (Veracruz) rumbo a Cuba en el yate Granma. Dirigidos por Fidel Castro, en el grupo se encontraban también Raúl Castro, Camilo Cienfuegos, Juan Almeida Bosque y el Che Guevara, entre otros.
La travesía duró siete días, dos más de lo planeado, debido a lo cual el grupo que iba a apoyar su llegada a Cuba ya se había retirado. Antes del amanecer del 2 de diciembre el yate encalló en la costa sudoccidental, cerca de la playa de Las Coloradas, en el Golfo de Guacanayabo, por lo que los rebeldes debieron dejar la mayor parte de las municiones, alimentos y medicinas en el barco.
Tres días después, cuando todavía trataban de organizarse, el grupo fue emboscado por el ejército en Alegría de Pío. La mayor parte del grupo murió en el combate, fueron ejecutados o detenidos. El resto se dispersó y recién volvió a reunirse en Sierra Maestra el 21 de diciembre. Guevara fue herido superficialmente en el cuello y cayó en una especie de sopor del que fue sacado por Juan Almeida Bosque, para reorganizar un grupo de ocho hombres en situación desesperada por el hambre, la sed y la persecución del ejército.
La cantidad exacta de supervivientes se desconoce. Aunque la historia oficial habla de doce, se sabe que en Sierra Maestra se reunieron al menos 20 guerrilleros de los 82 que llegaron en el Granma. La imagen de los doce hombres, parece haber sido tomada de un episodio de la independencia cubana en 1868, en Yara, Oriente de Cuba, cuando la tropa comandada por Carlos Manuel de Céspedes se enfrentó con un destacamento colonialista y fueron derrotados. Cuenta la tradición oral que al quedarse solo Céspedes con un puñado de patriotas, un desalentado le insinuó la rendición, replicando aquel: «Aún quedamos doce hombres; bastan para hacer la independencia de Cuba».
En esa oportunidad el Che Guevara fue severamente reprendido por Fidel Castro debido a la pérdida de las armas, que habían sido escondidas por orden de aquel en la casa de un campesino luego allanada por el ejército. Como símbolo de degradación Castro le quitó la pistola al Che. Años después recordaría que la «amarga recriminación» de Fidel siguió «grabada en mi mente por el resto de la campaña y hasta el día de hoy».
La debacle del desembarco fue noticia de primera plana y en la lista de muertos dada por el gobierno aparecían los dos hermanos Castro y Ernesto Guevara, afectando hondamente a su familia. Sin embargo el último día del año recibieron una nota manuscrita suya, con sello del correo cubano, que decía:

Queridos viejos: Estoy perfectamente, gasté solo 2 y me quedan cinco. Sigo trabajando en lo mismo, las noticias son esporádicas y lo seguirán siendo, pero confíen en que Dios sea argentino. Un gran abrazo a todos, Teté.

### Sierra Maestra

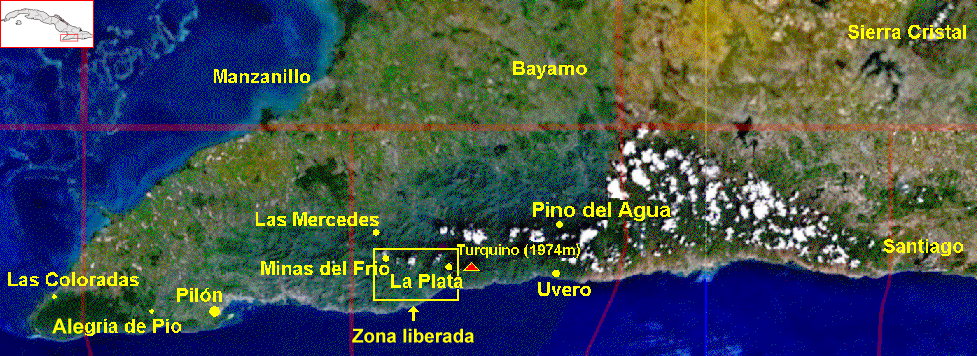
Mapa de Sierra Maestra

Sierra Maestra es un cordón montañoso alargado ubicado sobre la costa en el extremo sudeste de la isla de Cuba, a poco más de 800 km de su capital, La Habana, ubicada en el otro extremo. Su punto más alto es el pico Turquino (1974 m s. n. m.), ubicado aproximadamente en el centro. Mide 250 km de largo por 60 km de ancho. Por el extremo oriental de la cadena las últimas estribaciones conectan con la ciudad de Santiago de Cuba en tanto que por la parte central conecta al norte con la ciudad de Bayamo. En la década de 1950 la región estaba totalmente cubierta de selva tropical, densa y húmeda. Se trataba de una zona marginal, habitada por unos 60 000 campesinos, llamados guajiros en Cuba, dedicados a la agricultura de supervivencia en tierras de posesión precarias, y también por bandoleros, contrabandistas, fugitivos y terratenientes que imponían su poder a punta de pistola. Actualmente la zona contiene varios parques nacionales.

#### El precario comienzo

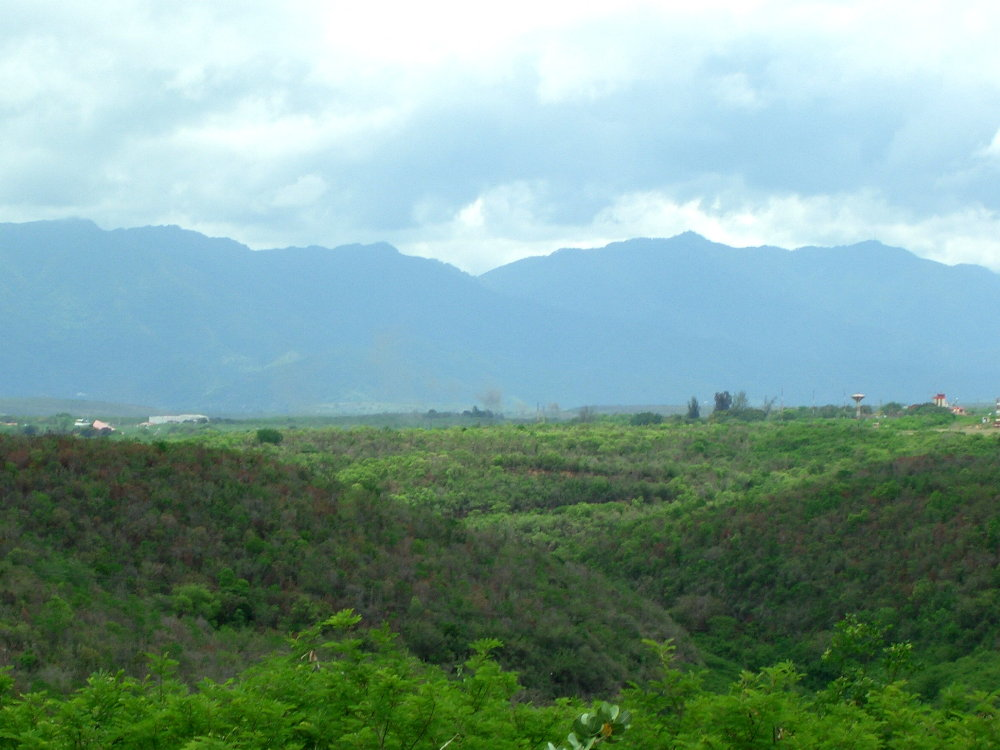
La Sierra Maestra vista desde el llano

Una vez establecido el grupo guerrillero en Sierra Maestra, el Movimiento 26 de Julio se organizó en todo el país con el fin de apoyar a la guerrilla en la sierra, mientras que en las ciudades del llano buscaban establecer alianzas con otros partidos opositores, los sindicatos, el movimiento estudiantil y la propia embajada de Estados Unidos. La existencia de dos sectores en el Movimiento 26 de Julio, denominados El Llano y La Sierra, y las tensiones que irían apareciendo entre ambos serían muy importantes en el futuro. Entre los dirigentes más importantes que actuaban en el llano se encontraban Frank País, Vilma Espín, Celia Sánchez, Faustino Pérez, Carlos Franqui, Haydée Santamaría, Armando Hart, René Ramos Latour, mayoritariamente demócratas anticomunistas.
En Sierra Maestra, el Che Guevara actuó como médico y combatiente. A pesar de sufrir de fuertes ataques de asma en un país que por su clima tiene uno de los porcentajes más altos de asma del mundo, rápidamente se destacó por su valor temerario, su visión táctica y la capacidad de mando.
Guevara también impuso su personalidad al mostrarse estricto frente a los actos de indisciplina, de traición y criminales; no solo en la propia tropa, sino también con respecto a los soldados enemigos y a los campesinos que habitaban la zona. Esta faceta se hizo evidente el 17 de febrero de 1957, cuando descubrieron que uno de los guerrilleros, Eutimio Guerra, era un traidor que había brindado al enemigo la situación del grupo, lo que permitió al ejército bombardear su posición en el pico Caracas y luego emboscarlos en los Altos de Espinosa, poniéndolos al borde de la derrota definitiva. Fidel Castro decidió entonces que sería fusilado por traición, pero sin indicar quienes lo ejecutarían. Ante la indecisión general fue el Che Guevara quien lo ejecutó disparándole un tiro en la cabeza, demostrando una frialdad y dureza frente a los crímenes en tiempos de guerra que lo harían famoso.
Por el contrario, Guevara parece haber actuado con tolerancia frente a los errores de sus propios hombres y los prisioneros enemigos. En varias oportunidades intervino ante Fidel Castro para evitar ejecuciones, así como atendió médicamente a soldados heridos, prohibiendo estrictamente las torturas o el fusilamiento de prisioneros.
Durante los primeros meses de 1957 el pequeño grupo guerrillero se mantuvo precariamente con escaso apoyo de la población rural en la zona, con poca disciplina militar, albergando infiltrados, acosados por una red de espías campesinos (chivatos) y por las tropas del gobierno. Se sucedieron una serie de pequeños combates, como el ataque al destacamento de La Paz (2 soldados muertos), Arroyo del Infierno (tres soldados muertos), el bombardeo aéreo del cerro Caracas (sin bajas), la emboscada de los Altos de Espinosa (un guerrillero muerto).
A fines de febrero apareció en el New York Times, el periódico más leído de los Estados Unidos, una entrevista a Fidel Castro realizada por Herbert Matthews en Sierra Maestra. El impacto fue enorme y comenzó a generar una gran simpatía hacia los guerrilleros en la opinión pública nacional e internacional. En ese momento, con el fin de estrechar relaciones con los campesinos que habitaban en la Sierra, los guajiros, el grupo guerrillero empezó a ofrecer los servicios médicos del Che Guevara, que comenzó así a ser conocido en la región.
El 28 de abril Fidel Castro logró otro fuerte golpe de efecto: dio una conferencia de prensa para la cadena de radio y televisión estadounidense CBS, en la cima del pico Turquino, la montaña más alta de Cuba.
Para fines de mayo el ejército guerrillero había crecido a 128 combatientes bien armados y entrenados y el 28 de mayo produjo su primera acción de cierta magnitud, el ataque al Cuartel de El Uvero, donde murieron 6 guerrilleros y 14 soldados y hubo gran cantidad de heridos de ambos bandos. Luego del combate Castro tomó la decisión de dejar al Che Guevara a cargo de los heridos para no demorar al grupo principal ante la inminente persecución por parte de las tropas del gobierno. Guevara entonces atendió a todos los heridos, de ambos bandos, y llegó a un acuerdo de caballeros con el médico del cuartel para dejar a los heridos más graves con la condición de que se los respetara al ser detenidos, pacto que fue cumplido por el ejército cubano.
El Che y cuatro hombres (Joel Iglesias, Alejandro Oñate (Cantinflas), «Vilo» Acuña y un guía) debieron entonces hacerse cargo de esconder, proteger y curar a los siete guerrilleros heridos durante cincuenta días. En ese lapso Guevara no solo atendió y mantuvo protegidos a todos, sino que impuso disciplina en el grupo, reclutó nuevos guerrilleros, obtuvo el apoyo decisivo de uno de los mayorales de un gran latifundio de la zona y estableció un sistema de aprovisionamiento y comunicación con la ciudad de Santiago. Cuando volvió a unirse con el resto, el 17 de julio, el Che tenía un pequeño ejército autónomo de 26 combatientes. Para entonces los rebeldes ya habían conseguido liberar un pequeño territorio al oeste del Pico Turquino y 200 hombres disciplinados y confiados. Ese día Fidel Castro decidió formar una segunda columna con 75 hombres, a la que denominaría después Cuarta Columna para generar la sensación de mayor cantidad de tropas. Simultáneamente ascendió al Che Guevara al grado de capitán y cinco días después lo designó comandante de la formación. Hasta ese momento solo Fidel Castro tenía grado de comandante. En lo sucesivo el trato hacia él debía ser de «Comandante Che Guevara».

#### Comandante de la llamada Cuarta Columna

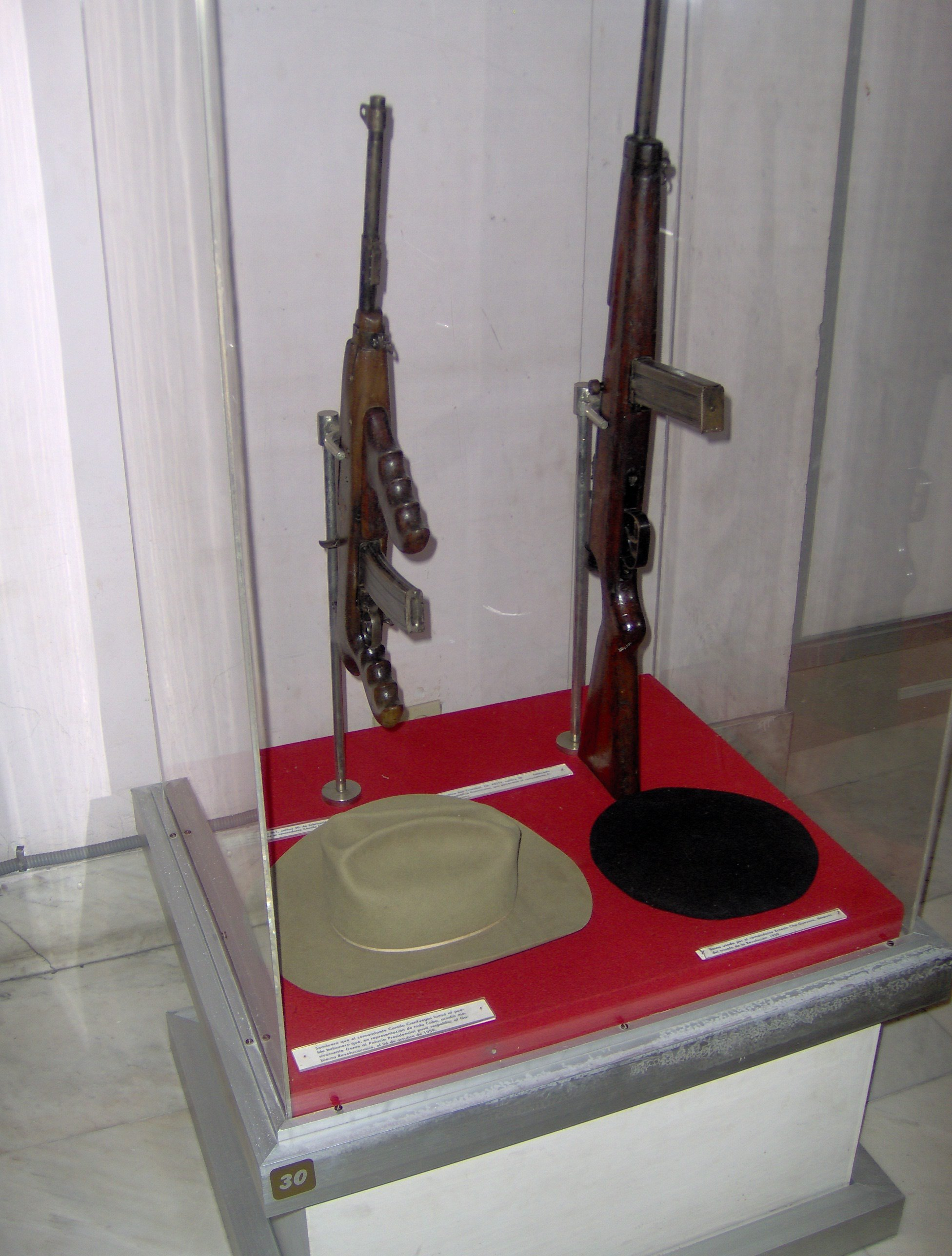
Fusiles de Camilo Cienfuegos y el Che Guevara (Museo de la Revolución, La Habana).

La Segunda Columna (llamada luego «Cuarta» para confundir al enemigo) estuvo integrada originalmente por cuatro pelotones a cargo de Juan Almeida, Ramiro Valdés, Ciro Redondo y Lalo Sardiñas. Posteriormente se integraría Camilo Cienfuegos, con quien establecería una estrecha amistad, reemplazando a Lalo Sardiñas como su segundo al mando.
Guevara se distinguiría por integrar sus tropas con guajiros y negros, que constituían entonces el sector más marginado del país, en un tiempo que el racismo y la segregación racial todavía era una fuerza poderosa, incluso entre los propios miembros del Movimiento 26 de Julio.
A los novatos que integraban la columna los bautizó «descamisados», la célebre palabra que Eva Perón utilizaba para dirigirse a los trabajadores argentinos, también despreciados con el término «cabecitas negras». Uno de estos, Enrique Acevedo, un adolescente de quince años a quien Guevara nombró jefe de la Comisión de Disciplina de la columna escribió sus impresiones en un diario:

Todos lo tratan con gran respeto. Es duro, seco, a veces irónico con algunos. Sus modales son suaves. Al impartir una orden se ve que manda de verdad. Se cumple en el acto.

Lograría, tras algunas batallas y escaramuzas victoriosas (Bueycito, El Hombrito), tomar el control de la zona del Hombrito y establecer una base permanente. Allí construyó un hospital, una panadería, una armería, una zapatería y una talabartería para crear una infraestructura industrial de apoyo. También lanzó el periódico El Cubano Libre. Una de las funciones de la columna del Che fue detectar y ejecutar a los espías e infiltrados, así como imponer el orden en la región, ejecutando a los bandoleros que aprovechaban la situación para asesinar y violar mujeres, muchas veces atribuyéndose la identidad de los propios guerrilleros.
La estricta disciplina en la columna comandada por Guevara hizo que varios guerrilleros pidieran su traslado a la otra columna,
pero al mismo tiempo su comportamiento justo e igualitario, y la capacitación que impartía a sus hombres, desde la alfabetización hasta literatura política compleja, terminó conformando un grupo fuertemente solidario.

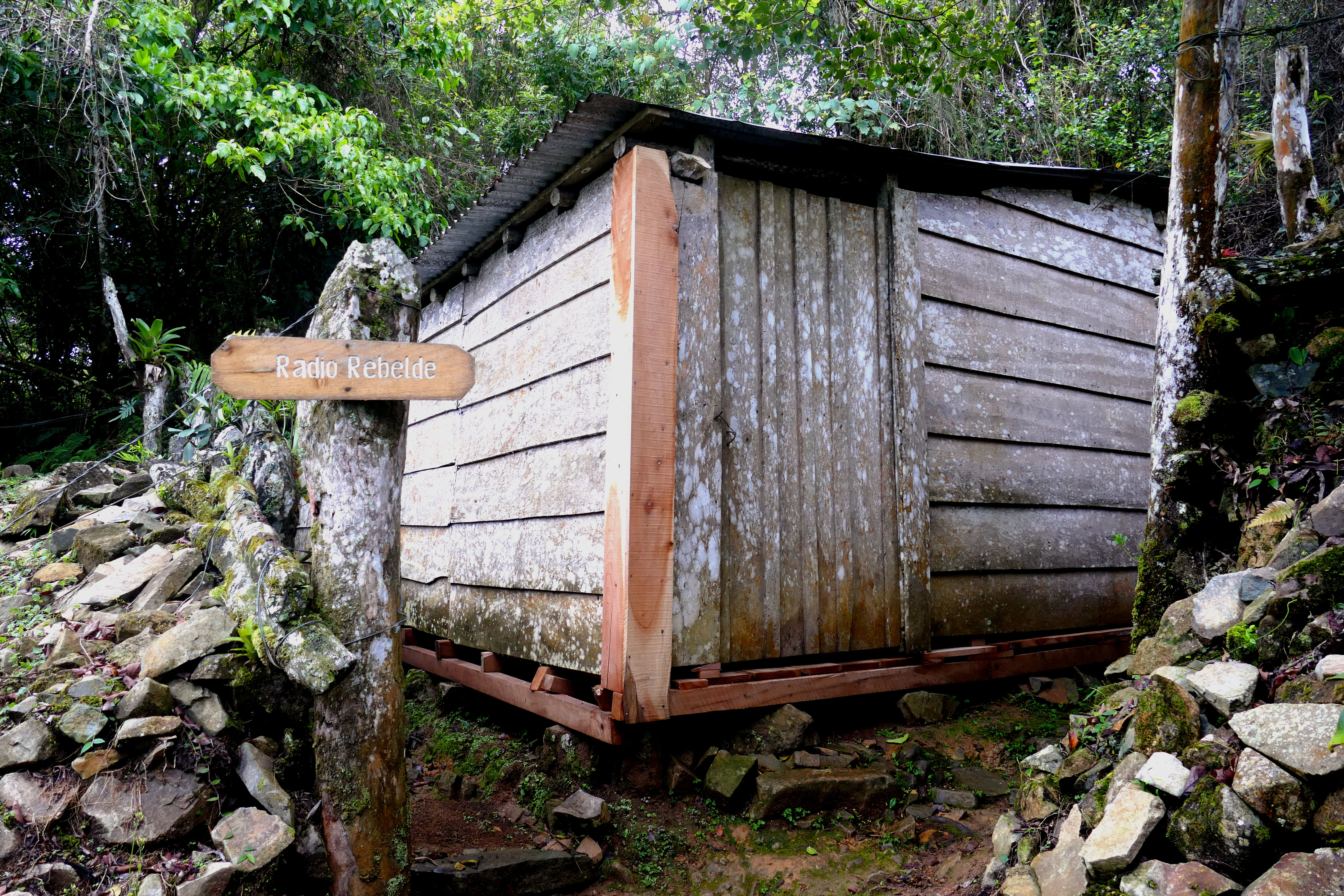
Casilla preservada donde el Che Guevara creó Radio Rebelde en 1958, en la zona de La Mesa en Sierra Maestra. La emisora de radio todavía continúa en el aire.

Las tropas del gobierno estaban dirigidas por Ángel Sánchez Mosquera quien implementó una política de guerra sucia en la región. El 29 de noviembre de 1957 atacaron causando dos muertes, entre ellas la de Ciro Redondo. El Che resultó herido (en un pie) al igual que Cantinflas y otros cinco combatientes y la base de El Hombrito quedó completamente destruida. La columna se trasladó entonces al lugar llamado La Mesa, donde volvieron a construir la base con toda su infraestructura y poniendo además en marcha una radio, Radio Rebelde, que empezó a emitir el 24 de febrero de 1958 y que todavía se encuentra en el aire.
Al comenzar 1958 Fidel Castro se había convertido en el hombre más solicitado por la prensa internacional y decenas de periodistas de todo el mundo iban a Sierra Maestra a entrevistarlo. Por su parte el Che Guevara se convirtió en el personaje central de la prensa que defendía a Batista. Evelio Lafferte, un teniente del ejército cubano tomado prisionero y que luego pasó a integrar la columna del Che recordaba:

La propaganda contra él (Guevara) era masiva; se decía que era un asesino a sueldo, un criminal patológico..., un mercenario, que prestaba servicios al comunismo internacional... que utilizaban métodos terroristas que socializaban a las mujeres y quitaban a los hijos... Ellos decían que a los soldados que caían prisioneros, los amarraban a un árbol y les abrían el vientre con una bayoneta.

En febrero el ejército sacó a 23 militantes del Movimiento 26 de Julio y los fusilaron en las primeras estribaciones de la sierra, para simular que habían obtenido una victoria contra la guerrilla castrista. El hecho fue un escándalo que desprestigió más al gobierno de Batista. El 16 de febrero el ejército guerrillero atacó el cuartel de Pino del Agua con varias bajas en los dos bandos. Poco después llegó el periodista argentino Jorge Masetti, de tendencia peronista, quien luego sería uno de los fundadores de la agencia de noticias cubana Prensa Latina y el organizador en Salta (Argentina) en 1963 del primer intento guerrillero del Che Guevara fuera de Cuba.
El Che entraría en conflicto con los dirigentes del Movimiento 26 de Julio que actuaban en el llano. Estos lo consideraban un marxista extremista con demasiada influencia sobre Fidel Castro, y aquel los consideraba «derechistas» con una concepción tímida de la lucha y dispuestos a complacer a Estados Unidos.

#### La ofensiva de Batista y la creación de la Columna N.º 8

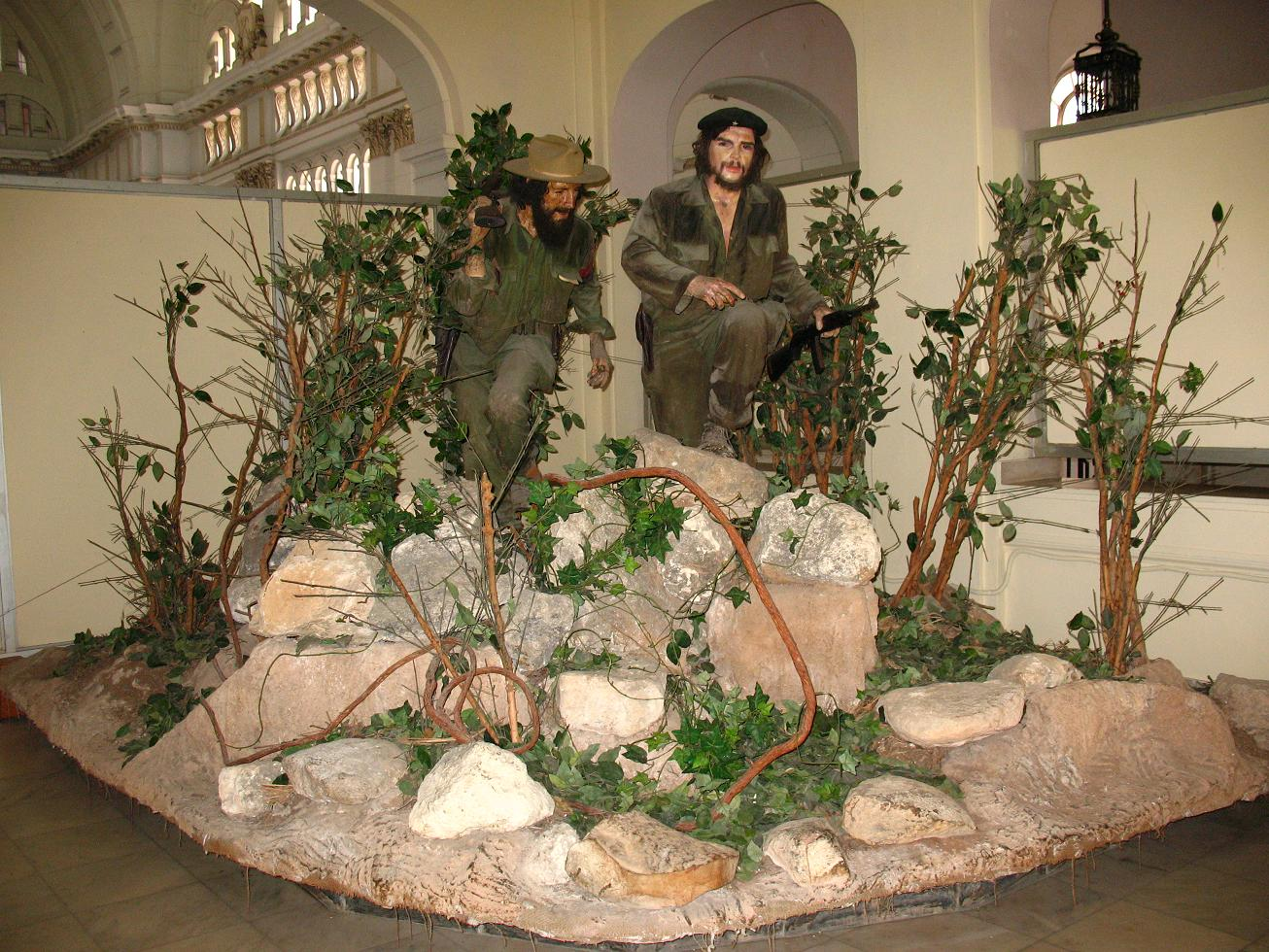
El Che y Camilo Cienfuegos en el Museo de la Revolución de La Habana.

El 27 de febrero de 1958, Fidel Castro decidió ampliar las operaciones de la guerrilla creando tres nuevas columnas al mando de Juan Almeida, Raúl Castro y Camilo Cienfuegos, a quienes designó comandantes. Almeida debía actuar en la zona oriental de Sierra Maestra, Raúl Castro debía abrir un Segundo Frente e instalarse en la Sierra Cristal, al norte de Santiago. En abril Camilo Cienfuegos fue designado jefe militar de la zona comprendida entre las ciudades de Bayamo, Manzanillo y Las Tunas, mientras que Castro establecía su cuartel general en La Plata.
El 3 de mayo se realizó una Reunión en Altos de Mompié del Movimiento 26 de Julio, que resultó clave y en la que fue drásticamente reorganizado para imponer la hegemonía de Fidel Castro y del grupo de la sierra por encima de los integrantes del llano. El Che Guevara, que desempeñó un papel fundamental en la reunión, escribió en 1964 un artículo refiriéndose al hecho:

Lo más importante es que se analizaban y juzgaban dos concepciones que estuvieron en pugna durante toda la etapa anterior de la guerra. La concepción guerrillera saldría de allí triunfante, consolidado el prestigio y la autoridad de Fidel... Surgía ya una sola capacidad dirigente, la de la Sierra, y concretamente, un dirigente único, un comandante en jefe, Fidel Castro.

Para entonces el ejército de Batista, a las órdenes del general Eulogio Cantillo preparaba una amplia ofensiva sobre los rebeldes. Fidel Castro dispuso entonces que el Che Guevara dejara la Cuarta Columna y se hiciera cargo de la Escuela Militar en Minas del Frío, en la cual se adiestraba a los novatos. Este recibió la orden con cierto fastidio, pero se puso a organizar febrilmente la retaguardia, construyendo incluso una pista aérea cerca de La Plata. En esos días Camilo Cienfuegos le escribió:

Che. Hermano del alma: Recibí tu nota, veo que Fidel te ha puesto al frente de la Escuela Militar, mucho me alegra pues de ese modo podremos contar en el futuro con soldados de primera, cuando me dijeron que venías a «hacernos el regalo de tu presencia», no me agradó mucho, tú has desempeñado papel principalísimo en esta contienda; si te necesitamos en esta etapa insurreccional más te necesita Cuba cuando la guerra termine por lo tanto bien hace el Gigante en cuidarte. Mucho me gustaría estar siempre a tu lado, fuiste por mucho tiempo mi jefe y siempre lo seguirás siendo. Gracias a ti tengo la oportunidad de ser ahora más útil, haré lo indecible por no hacerte quedar mal. Tu eterno chicharrón. Camilo.

Estando en Minas del Frío Ernesto Guevara mantuvo una relación sentimental y comenzó a convivir con Zoila Rodríguez García, una guajira que vivía en Sierra Maestra y que, al igual que toda su familia, colaboraba activamente con la guerrilla. En un testimonio posterior, Zoila cuenta de este modo la relación que mantuvieron:

En mí surgió un amor muy grande y muy lindo, me comprometí con él, no solo como combatiente, sino como mujer. Un día me pidió que le trajera un libro de su mochila; tenía las letras doradas, le pregunté si eran de oro. Le dio gracia la pregunta, se rio y me respondió: «Este libro es de comunismo». Me dio pena preguntarle qué quería decir «comunismo», porque esa palabra nunca la había escuchado.

El 6 de mayo comenzó la ofensiva. El ejército contaba con 10 000 hombres, de los cuales dos terceras partes eran conscriptos. El plan era desgastar a los guerrilleros, que entonces contaban con 280 hombres y algunas mujeres, con bombardeos masivos de napalm y explosivos para ir rodeándolos en un círculo cada vez más estrecho.
Durante las primeras semanas de la ofensiva las fuerzas del gobierno estuvieron a punto de derrotar a la guerrilla, que sufrió grandes pérdidas y desorganización en sus filas, mientras aumentaba el espíritu de derrota y las deserciones. Por su parte Guevara organizó con los reclutas de la escuela de Minas del Frío una nueva columna, que llevó el número Ocho y el nombre de Ciro Redondo en homenaje al lugarteniente caído en combate el año anterior. Cuando Raúl Castro ―que se encontraba en Sierra Cristal―, secuestró el 26 de junio por su propia iniciativa a 49 estadounidenses, el Che criticó su conducta como «peligroso extremismo».
Sin embargo las tropas gubernamentales fueron incapaces de acorralar a los guerrilleros, que se escurrían permanentemente, y para julio los rebeldes comenzaron a recuperar la iniciativa. El 20 de julio obtuvieron su primera gran victoria en Jigüe y el mismo día la mayor parte de las fuerzas opositoras firmó el Pacto de Caracas, reconociendo a Fidel Castro como comandante en jefe.
El 28 de julio la columna al mando del Che sitió a las tropas del gobierno en Las Vegas, que huyeron abandonando la posición. El 30 de julio murió en combate René Ramos Latour, principal adversario del Che Guevara en el Movimiento 26 de Julio, quien sin embargo escribió en su diario:

Profundas divergencias ideológicas me separaban de René Ramos y éramos enemigos políticos, pero supo morir cumpliendo con su deber, en la primera línea y quien muere así es porque siente un impulso interior que yo le negara y que en esta hora rectifico.

El 7 de agosto de 1958 el ejército inició su retirada en masa de Sierra Maestra. La debilidad de Batista se hizo evidente y Fidel Castro decidió entonces expandir la guerra al resto de Cuba. El Che Guevara y Camilo Cienfuegos debían marchar al norte para dividir la isla en dos y preparar el ataque a la estratégica ciudad de Santa Clara, llave del camino a La Habana, mientras que Fidel y Raúl Castro permanecerían en el Oriente para controlar la región y atacar finalmente Santiago de Cuba.

### La batalla de Santa Clara

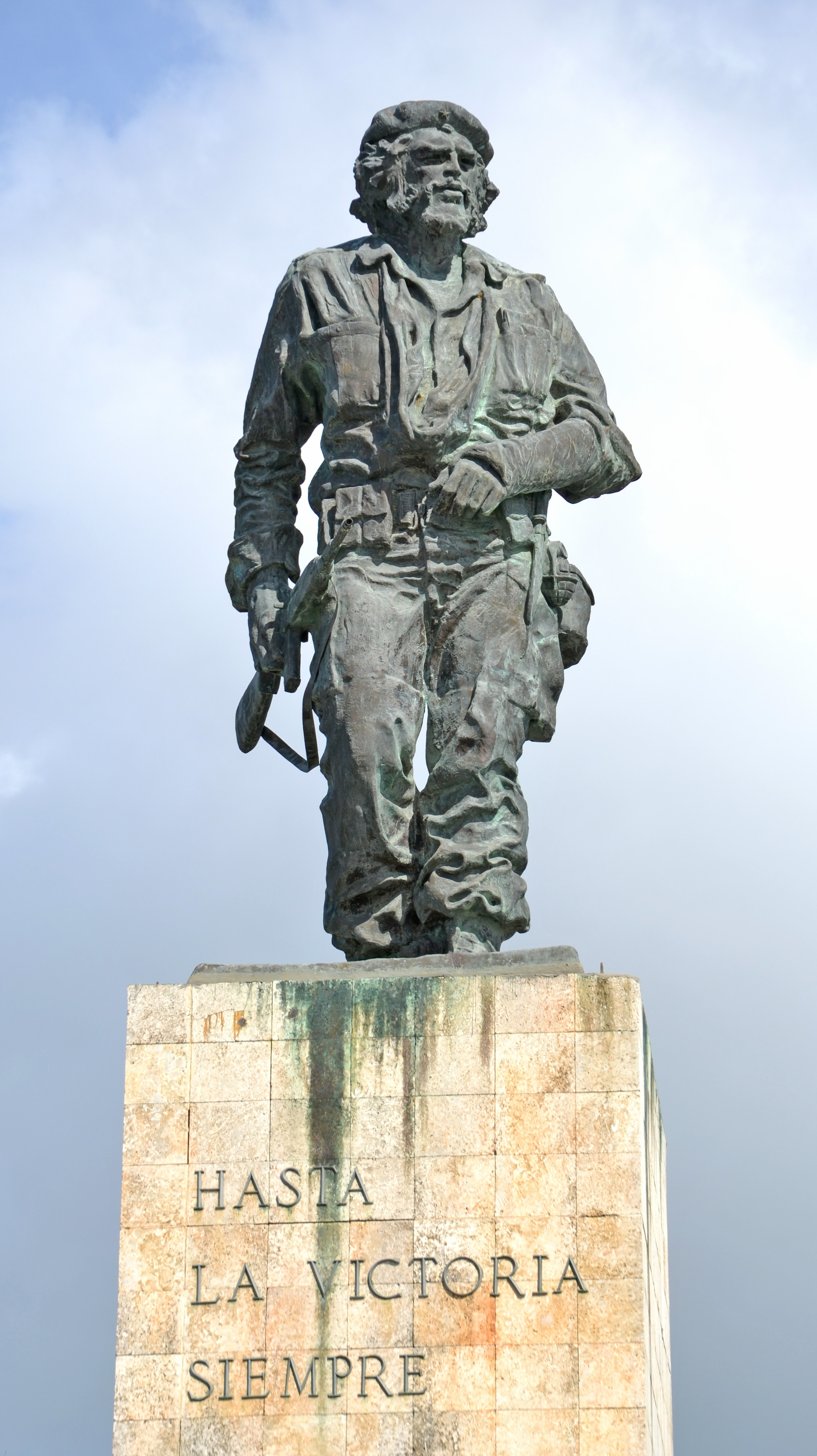
Monumento al Che Guevara (con su brazo enyesado) en Santa Clara, donde se encuentran enterrados sus restos.

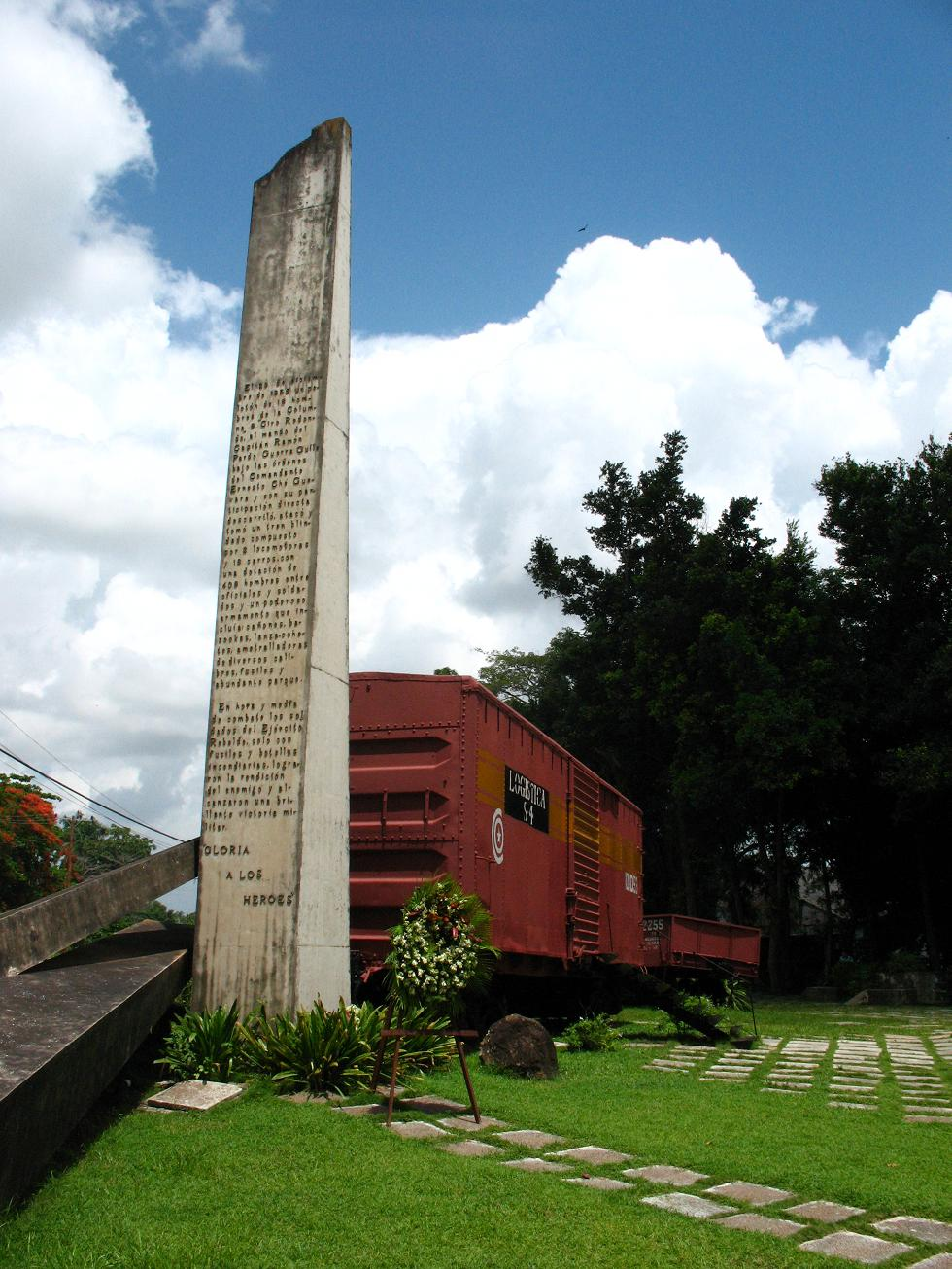
Tren blindado capturado por el Che, hoy convertido en monumento a las afueras de Santa Clara.

El 31 de agosto de 1958, las columnas del Che Guevara y Camilo Cienfuegos partieron a pie hacia el occidente cubano. Tardaron seis semanas en llegar a la zona montañosa del Escambray, en la antigua provincia de Las Villas, integrada por las actuales provincias de Villa Clara, Sancti Spíritus y Cienfuegos, en el centro de la isla, después de atravesar unos 600 km de zonas pantanosas, acosados por los aviones y pelotones del gobierno.
Guevara instalaría su campamento en Caballete de Casas, una meseta inaccesible ubicada a 630 metros de altura, en el actual municipio de Sancti Spíritus.
Allí creó una escuela militar siguiendo el modelo utilizado en Sierra Maestra para entrenar nuevos voluntarios, así como una central hidroeléctrica, un hospital, diversos talleres y fábricas y un periódico: El Miliciano. En la zona actuaban otras fuerzas guerrilleras, como el Segundo Frente Nacional del Escambray dirigido por el español Eloy Gutiérrez Menoyo, el Directorio Revolucionario dirigido por Faure Chomón y Rolando Cubela, y el Partido Socialista Popular (comunista). También actuaban las fuerzas guerrilleras y políticas locales del Movimiento 26 de Julio cuyo principal dirigente era Enrique Oltuski. En general estas fuerzas mantenían rencillas entre sí y la unificación plena nunca fue posible. En ese tiempo, El Che también conocería a Aleida March, una activa militante del Movimiento 26 de Julio de ideas anticomunistas, que se convertiría en su segunda esposa en 1959 y con quien tendría cuatro hijos.
El 3 de noviembre de 1958, Batista realizó elecciones para intentar atenuar la oposición generalizada y producir una salida electoral que aislara a los grupos guerrilleros. Estos y los grupos de oposición sabotearon las elecciones que registraron una bajísima participación, deslegitimando completamente al candidato que resultó elegido, Andrés Rivero Agüero, que nunca llegó a asumir la presidencia.
En Las Villas el Che Guevara terminó de dar forma a la Columna Ocho ubicando en los puestos clave a los hombres en los que más confiaba, la mayoría procedentes de los sectores más humildes. Entre ellos se destacaban los hombres de su escolta Juan Alberto Castellanos, Hermes Peña, Carlos Coello (Tuma), Leonardo Tamayo (Urbano) y Harry Villegas (Pombo). También estaban ya entonces bajo su mando soldados que compondrían su grupo más íntimo, como Joel Iglesias, Roberto Rodríguez (el Vaquerito), Juan Vitalio Acuna (Vilo), Orlando Pantoja (Olo), Eliseo Reyes, Manuel Hernández Osorio, Jesús Suárez Gayol (el Rubio), Orlando Borrego. Muchos de esos hombres compondrían el famoso Pelotón Suicida al mando de «El Vaquerito», integrado por voluntarios y encargado de las misiones más difíciles.
A fines de noviembre las tropas del gobierno atacaron la posición del Che Guevara y Camilo Cienfuegos. Los combates duraron una semana, al final de la cual el ejército de Batista se retiró desordenadamente y con grandes pérdidas de hombres y equipos. Guevara y Cienfuegos contraatacaron entonces, siguiendo una estrategia de aislamiento de las guarniciones del gobierno entre sí, dinamitando los caminos y puentes ferroviarios. En los días siguientes los regimientos fueron capitulando uno a uno: Fomento, Guayos, Cabaiguán (donde el Che se fracturó el codo por lo que fue entablillado y su brazo puesto en cabestrillo), Placetas, Sancti Spíritus.
Luego, la columna de Cienfuegos se dirigió a tomar Yaguajay, en una importante batalla (Batalla de Yaguajay) que se extendió desde el 21 hasta el 31 de diciembre, mientras que Guevara tomaba Remedios y el puerto de Caibarién el 26 de diciembre y al día siguiente el cuartel de Camajuaní, donde las tropas del gobierno huyeron sin combatir.
Quedó así libre el camino para atacar Santa Clara, cuarta ciudad de Cuba y último bastión del gobierno antes de La Habana. Batista fortificó Santa Clara enviando 2000 soldados y un tren blindado, a las órdenes del oficial más capacitado a su disposición, el coronel Joaquín Casillas. En total las fuerzas del gobierno sumaban 3500 soldados para hacer frente a 350 guerrilleros. El 28 de diciembre comenzó el ataque. La batalla fue sangrienta y se extendió durante tres días por toda la ciudad. Allí murió uno de los hombres más destacados de la Columna Ocho, Roberto el Vaquerito Rodríguez. Guevara había establecido que la prioridad de la batalla era el tren blindado, que fue finalmente tomado el 29 de diciembre por la tarde.
La toma del tren blindado fue el hecho desencadenante de la caída de Batista. Conocida la noticia, el dictador tomó la decisión de huir de Cuba, lo que hizo pocas horas después, a las tres de la mañana del 1 de enero de 1959, con sus familiares, y varios funcionarios, entre ellos el presidente electo Andrés Rivero Agüero y su hermano que era el alcalde de La Habana.

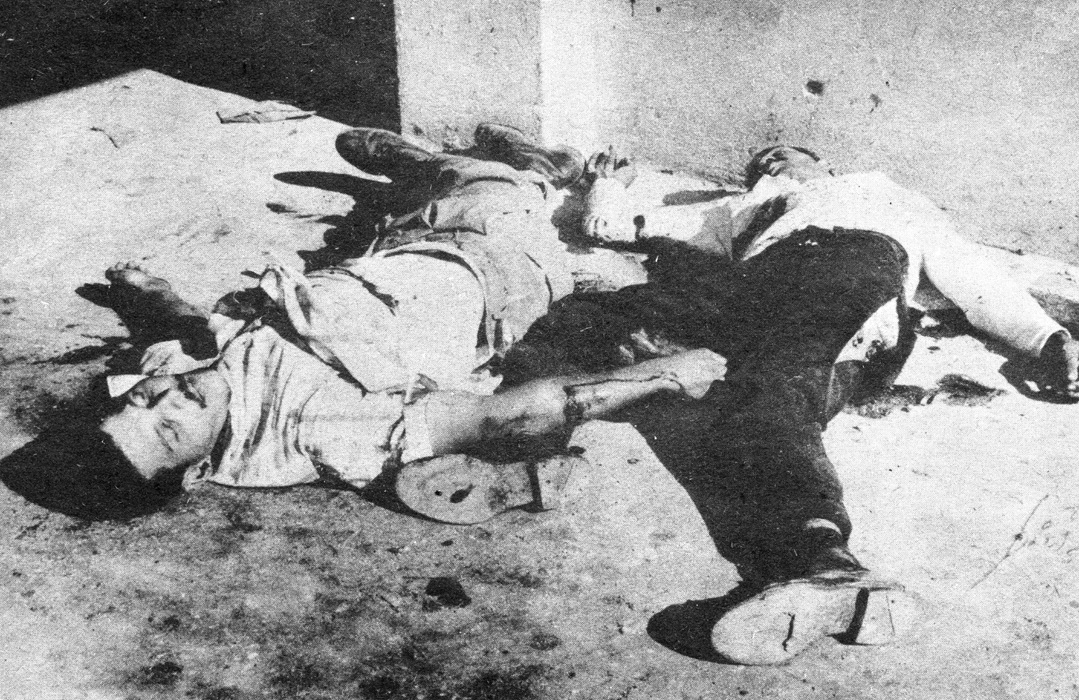
Fusilamientos después de la batalla de Santa Clara.

Entretanto las fuerzas rebeldes triunfantes en toda la isla, -incluidas las tropas de Guevara- procedían a detener a miembros de la dictadura de Batista y fusilar a aquellos considerados como criminales de guerra en juicios sumarísimos. En Santa Clara el Che Guevara dio la orden de fusilar al jefe de policía, Cornelio Rojas, entre otros detenidos. El coronel Joaquín Casillas, quien había sido condenado en 1948 por asesinar al sindicalista Jesús Menéndez y luego dejado en libertad, fue detenido y también resultó muerto. La versión oficial indica que Casillas fue muerto mientras intentaba fugarse, pero es altamente probable que fuera fusilado por orden del Che Guevara.
Siguiendo órdenes de Fidel Castro, las columnas del Che Guevara y Camilo Cienfuegos se dirigieron entonces a La Habana a ocupar los cuarteles de Columbia y La Cabaña, lo que hicieron los días 2 y 3 de enero de 1959, respectivamente.

### El gobierno

#### Primeros meses de 1959

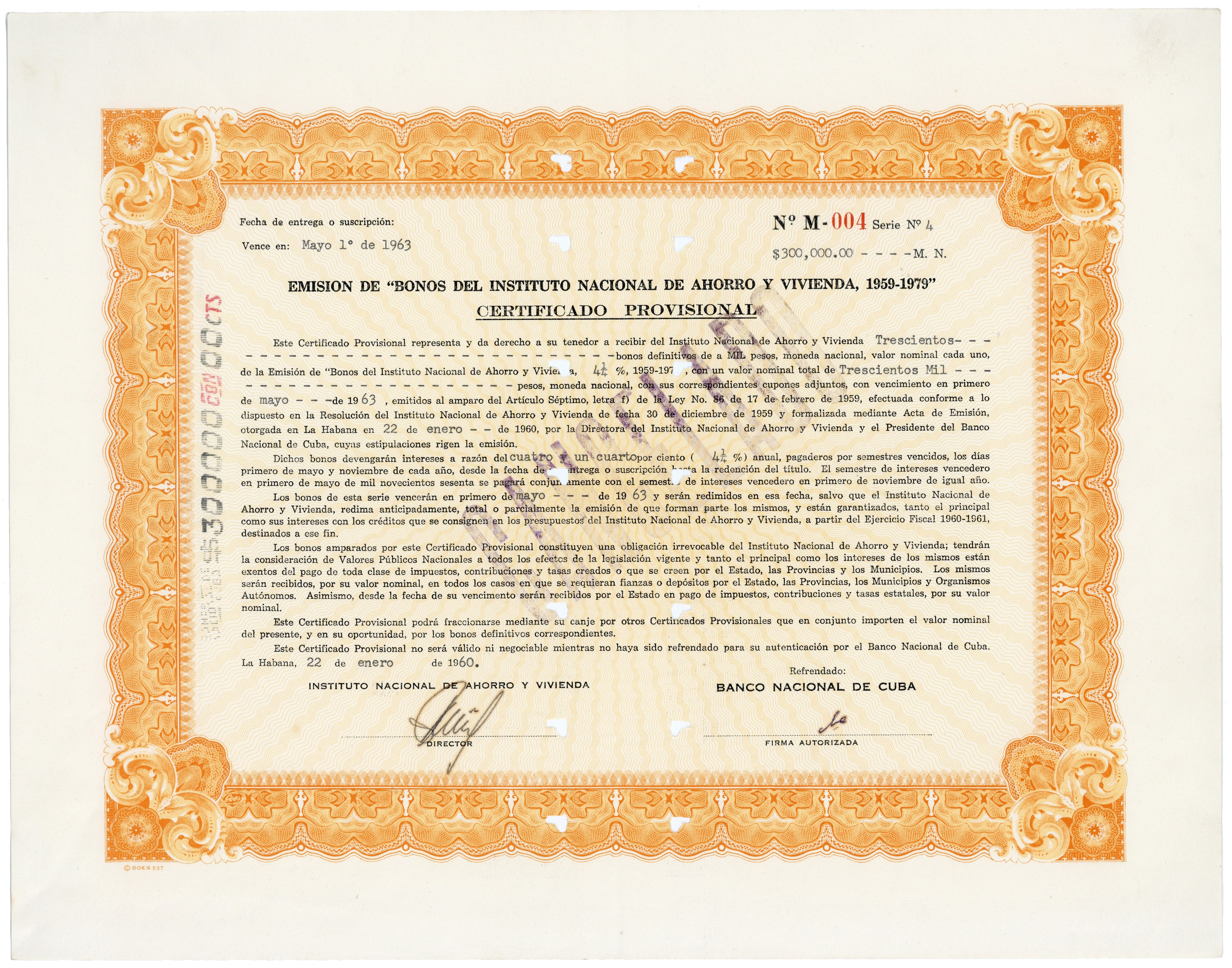
Certificado provisional de un bono del Banco Nacional de Cuba por 300.000,00 pesos, emitido en La Habana el 22 de enero de 1960, firmado en original por Ernesto "Che" Guevara como Presidente del Banco Nacional de Cuba. El bono estaba destinado a financiar la Instituto Nacional de Ahorro y Vivienda (INAV), responsable de gran parte de la construcción de viviendas estatales en Cuba entre 1959 y 1962.

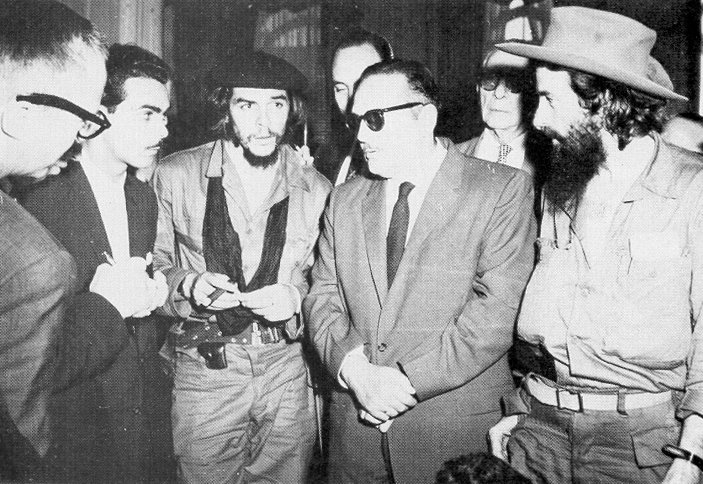
El presidente del gobierno revolucionario Manuel Urrutia, junto al Che Guevara y Camilo Cienfuegos.

Una vez tomado el poder, la oposición formó un nuevo gobierno. El presidente fue Manuel Urrutia Lleó y el primer ministro José Miró Cardona. Los ministros fueron Regino Boti (Economía), Rufo López Fresquet (Hacienda), Roberto Agramonte (Relaciones Exteriores), Armando Hart (Educación), Enrique Oltuski (Comunicaciones), Luis Orlando Rodríguez (Interior), Osvaldo Dorticós Torrado (Leyes Revolucionarias) y Faustino Pérez (Recuperación de Propiedad Adquirida Ilegalmente). Fidel Castro permanecía como comandante en jefe de las Fuerzas Armadas. Se trataba de un gobierno moderado y pronunciadamente anticomunista. Inicialmente el comandante Ernesto Guevara fue designado jefe de la Fortaleza de San Carlos de La Cabaña, pero luego desempeñó diversas funciones claves, entre ellas director del Departamento de Industrialización del Instituto Nacional de Reforma Agraria (INRA), ministro de Industria y presidente del Banco Nacional, además de representar internacionalmente a Cuba en varias ocasiones entre las que se destacan las que llevaron a la firma de los acuerdos comerciales y militares con la Unión Soviética.
Ernesto Guevara también tomó parte del grupo compuesto por Antonio Núñez Jiménez, Pedro Miret, Alfredo Guevara, Vilma Espín, Oscar Pino Santos y Segundo Ceballos, que operaba desde los inicios de la revolución en el máximo secreto, a espaldas del gobierno excluyendo Fidel Castro. Este grupo se reunía todas las noches en la casa que habitó Guevara en Tarará, un balneario cercano a La Habana. El grupo funcionaba bajo la supervisión de Fidel Castro y tenía como fin elaborar y definir leyes claves, como la de reforma agraria y creación del INRA, actuando como un verdadero gobierno paralelo.
Una de las primeras decisiones del nuevo gobierno, fueron los juicios revolucionarios como parte del proceso conocido como Comisión Depuradora contra personas consideradas criminales de guerra o muy asociadas con el régimen de Batista, y más adelante nuevos opositores como el comandante del Segundo Frente Nacional del Escambray, Jesús Carreras Zayas, acusado de apoyar una rebelión en 1960. Entre enero y abril de 1959, alrededor de mil fueron denunciados y juzgados por medio de juicios sumarísimos de los cuales 550 fueron fusilados en toda Cuba. Ernesto Guevara en su condición de jefe de La Cabaña durante los primeros meses de la revolución, tuvo a su cargo los juicios y ejecución contra los detenidos en la fortaleza. La opinión personal de Guevara sobre los fusilamientos fue expuesta públicamente ante las Naciones Unidas el 11 de diciembre de 1964:

Nosotros tenemos que decir aquí lo que es una verdad conocida, que la hemos expresado siempre ante el mundo: fusilamientos, sí, hemos fusilado; fusilamos y seguiremos fusilando mientras sea necesario. Nuestra lucha es una lucha a muerte. Nosotros sabemos cuál sería el resultado de una batalla perdida y también tienen que saber los gusanos cuál es el resultado de la batalla perdida hoy en Cuba.

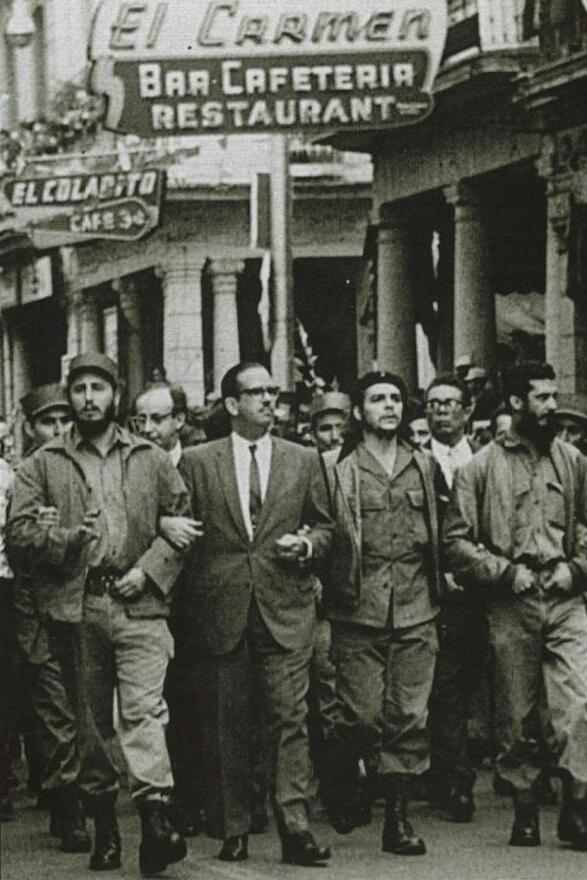
Fidel Castro y el Che Guevara en una marcha en La Habana, ya en el gobierno.

Para tal fin Guevara estableció un sistema judicial con tribunales de primera instancia y un tribunal de apelación bajo su presidencia, que desarrollaron su actuación en audiencias públicas, con fiscales acusadores, abogados defensores y testigos. La legitimidad de los juicios revolucionarios y los fusilamientos por el gobierno cubano son objeto de intensos debates que oponen frontalmente a quienes simpatizan con la Revolución cubana de aquellos que se le oponen.
El 7 de febrero de 1959, el gobierno sancionó una nueva Constitución que incluía un artículo especialmente redactado para el Che Guevara, otorgando la ciudadanía a cualquier extranjero que hubiera combatido a Batista durante dos años o más y ejercido el cargo de comandante durante un año. Pocos días después el presidente Manuel Urrutia Lleó declaró a Ernesto Guevara como ciudadano cubano de nacimiento.
En los meses posteriores a la toma del poder, los sectores más moderados del gobierno fueron siendo desplazados por los sectores más radicales, entre los que se encontraba el Che Guevara como una de sus figuras más destacadas. A partir de su experiencia en la caída del gobierno de Jacobo Arbenz en Guatemala el Che Guevara estaba convencido de que Estados Unidos no permitiría las reformas económicas y sociales que proponía la revolución, y que en caso de no poder neutralizarlas a través de los funcionarios conservadores en el gobierno, impulsaría medidas cada vez más agresivas llegando incluso a la invasión en caso de ser necesario. Por esa razón Guevara era partidario no solo de depurar el ejército y el gobierno de elementos conservadores, sino de radicalizar la revolución para instalar un sistema socialista, prepararse para una confrontación abierta con Estados Unidos, buscar el apoyo de la Unión Soviética y abrir nuevos focos guerrilleros en América Latina para realizar una revolución de alcance continental. En ese sentido, su influencia en el camino que finalmente siguió la Revolución cubana, fue notable.
Un ejemplo de la influencia del Che Guevara en la Revolución cubana ha sido puesto de manifiesto por el hijo de Anastás Mikoyán, vice primer ministro soviético que acompañó a su padre en la visita que este hizo a Cuba en 1960, al relatar el siguiente diálogo entre Fidel Castro y Ernesto Guevara:

Ellos (por Castro y Guevara) dijeron que solo podían sobrevivir con la ayuda soviética y tendrían que esconder esto de los capitalistas en Cuba... Fidel dijo: «Tendremos que sobrellevar estas condiciones en Cuba por cinco a diez años.» Entonces el Che lo interrumpió: «Si no lo haces en dos o tres años estás acabado.»

Antes de desempeñar un cargo formal Guevara participó activamente en la elaboración de la ley de reforma agraria y la creación del Instituto Nacional de Reforma Agraria (INRA), impulsando la versión más radical de esta, que prohibía absolutamente el latifundio y dejaba sin efecto el requisito constitucional de la indemnización previa. Ernesto Guevara pensaba que existía un vínculo inseparable entre la reforma agraria y la guerrilla y decía lo siguiente:

El guerrillero es, fundamentalmente, y antes que nada, un revolucionario agrario. Interpreta los deseos de la gran masa campesina de ser dueña de la tierra, dueña de los medios de producción, de sus animales, de todo aquello por lo que ha luchado durante años, de lo que constituye su vida y constituirá también su cementerio... Este Movimiento no inventó la Reforma Agraria. La llevará a cabo. La llevará a cabo íntegramente hasta que no quede campesino sin tierra, ni tierra sin trabajar.

Simultáneamente los periodistas Jorge Masetti y Carlos María Gutiérrez le propusieron al Che Guevara crear una agencia de noticias independiente de las grandes agencias internacionales, tomando como modelo la Agencia Latina de Noticias que había creado Juan Perón y en la que el propio Guevara había trabajado en México. El proyecto fue aprobado y Cuba creó la agencia Prensa Latina, todavía existente, cuyo primer director fue el propio Masetti y en la que trabajarían intelectuales como Gabriel García Márquez o Rodolfo Walsh, entre otros.
El 7 de mayo de 1959 se aprobó la ley de reforma agraria y de creación del INRA. Poco después, el 22 de mayo, el Che Guevara se casó con Aleida March y el 12 de junio salió en el primero de sus viajes diplomáticos internacionales, con el fin de abrir nuevos mercados para el azúcar, producto fundamental de la economía cubana, por entonces dependiente de forma casi exclusiva del mercado estadounidense. Entre los destinos de su viaje visitó países y líderes que estaban impulsando experiencias de cambios sociales profundos, que luego constituirían lo que dio en llamarse el movimiento del Tercer Mundo, entre ellos Egipto, donde se reunió con el general Gamal Abdel Nasser; Indonesia, donde se entrevistó con Sukarno; India, donde conoció a Jawaharlal Nehru y Yugoslavia, con Josip Broz Tito. Entre otros importantes resultados del viaje, Cuba estableció relaciones comerciales con la Unión Soviética que finalmente se comprometió a comprar medio millón de toneladas de azúcar. En ese entonces la cuota cubana en el mercado estadounidense era de casi 3 millones de toneladas.
Durante ese viaje le escribió a su madre una interesante reflexión introspectiva:

Algo que realmente se ha desarrollado en mí es la sensación de lo masivo en contraposición con lo personal; soy el mismo solitario que era, buscando mi camino sin ayuda personal, pero ahora poseo el sentido de mi deber histórico. No tengo hogar ni mujer ni hijos ni padres ni hermanos ni hermanas, mis amigos son mis amigos en tanto piensen políticamente como yo y sin embargo estoy contento, siento algo en la vida, no solo una poderosa fuerza interior, que siempre sentí, sino también el poder de inyectarla a los demás y el sentido absolutamente fatalista de mi misión que me despoja del miedo.

#### Polarización interna y acercamiento a la Unión Soviética

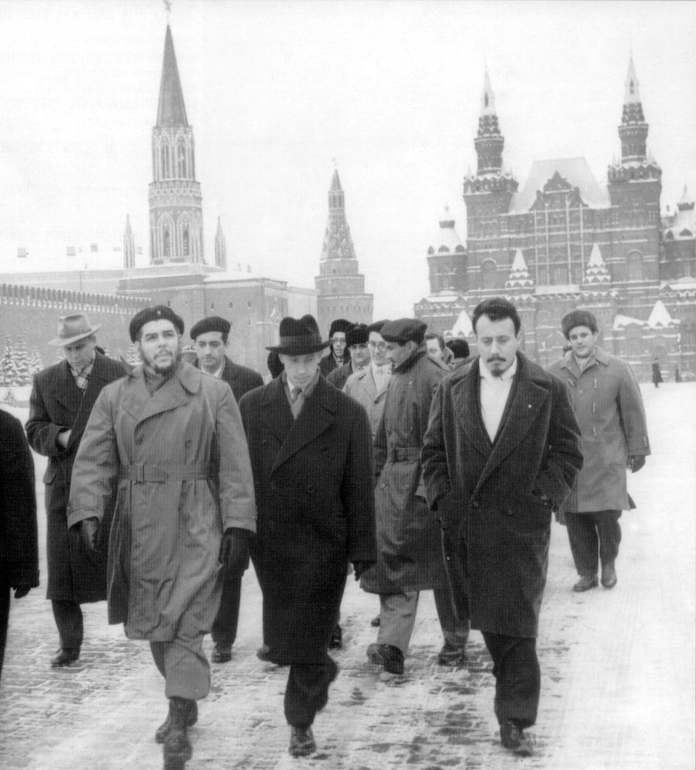
Ernesto Guevara en Moscú, noviembre de 1964.

La situación se polarizó rápidamente. Inmediatamente después de la caída de Batista comenzaron a organizarse actividades militares y terroristas contra el nuevo gobierno, así como la preparación de tropas para invadir Cuba. Desde 1959 el dictador Rafael Leónidas Trujillo en la República Dominicana apoyaba un ejército guerrillero denominado Legión Anticomunista del Caribe con el plan de invadir Cuba.
En Estados Unidos la CIA comenzó a organizar sabotajes e impulsar la organización de grupos anticastristas sobre la base de exfuncionarios, militares y mafiosos ligados a la dictadura de Fulgencio Batista, como La Rosa Blanca, así como guerrilleros disidentes, y la creciente cantidad de exiliados cubanos, instalados principalmente en Miami, opuestos a las medidas cada vez más radicales y procomunistas de la Revolución cubana. En marzo de 1960 el presidente Dwight D. Eisenhower puso en marcha la Operación 40, destinada a derrocar jefes de Estado latinoamericanos poco afines con la política de Estados Unidos, dirigida directamente por el vicepresidente Richard Nixon. El jefe cubano de la operación fue José Sanjenís Perdomo.

El 28 de abril de 1959 durante una entrevista en el programa Telemundo Pregunta el periodista cubano Carlos Robreno le pregunta al Che si era comunista, ante dicha pregunta le responde: 
.«.. desde la liberacion de Cuba... incluso habia afirmaciones categoricas de parte de ciertas personas y de la prensa interesada... pero... estan los hechos y los hechos son claros... Nuestra manera de pensar, nuestra manera de actuar es diáfana... El hecho de que no sea afiliado al partido cornunista, como no lo soy, no tienen ninguna importancia. Se nos acusa de comunista por lo que hacemos, no por lo que somos o decimos... Si a usted Ie parece que lo que hacemos es comunismo, pues somos comunistas. Si usted se refiere a la afiliacion al partido comunista a al Partido Socialista Popular como se llama aqui, Ie tengo que contestar que no».
En septiembre de 1959 el Che Guevara fue designado para organizar el Departamento de Industrialización del INRA, que se convertiría al año siguiente en Ministerio de Industria. Poco después, el 26 de noviembre de 1959, ante la renuncia y huida de la mayoría de los especialistas, fue nombrado presidente del Banco Nacional. Curiosamente, firmó los billetes emitidos durante su gestión únicamente con su apodo «Che». El 20 de febrero de 1960 se creó la Junta Central de Planificación (JUCEPLAN), cuyo principal promotor fue Guevara y que establecía la planificación centralizada en Cuba.
Desde sus cargos económicos el Che Guevara impulsó la nacionalización de empresas nacionales y extranjeras y sectores claves de la economía, la planificación centralizada y el trabajo voluntario. Guevara buscó también desarrollar la industria pesada mediante la industria siderúrgica, con el fin de romper la especialización económica y la dependencia del azúcar. Contó con el apoyo de un grupo de jóvenes que se formaron como especialistas con él, desde que la Columna 8 se encontraba en Escambray, entre los que se destacó Orlando Borrego, su viceministro, quien habría de ocupar altos cargos económicos en el futuro. Apoyó también la supresión de la autonomía universitaria, una de las principales banderas del movimiento latinoamericano de la Reforma universitaria.
El 28 de julio de 1960, ante el Primer Congreso de Juventudes latinoamericanas, realizado en La Habana, el Che sostuvo un concepto que luego desarrollaría ampliamente: la idea del «hombre nuevo socialista», al que concebía como un nuevo tipo humano que se desarrollaría a la par del socialismo, y en el que el sentimiento de solidaridad y compromiso con la sociedad se impondría al interés y egoísmo personal. El trabajo voluntario era para él una expresión fundamental del hombre nuevo. Él personalmente dedicaba todos los sábados al trabajo voluntario, en las líneas de producción de las fábricas, la zafra, como obrero en las obras de construcción, y promovía esa actitud entre los demás funcionarios, los que no siempre recibieron de buena gana su austeridad y su propuesta de dar ejemplo con el comportamiento personal.

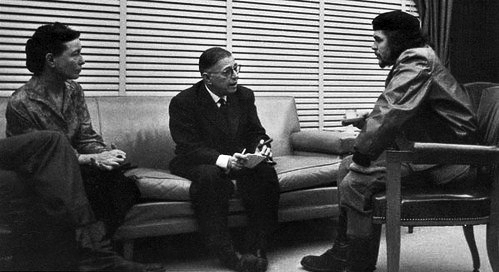
Simone de Beauvoir, Jean Paul Sartre y el Che Guevara conversando en Cuba en 1960. Sartre escribiría después que el Che era «el ser humano más completo de nuestra época».

Una de las características por las que se destacó el Che Guevara en la función pública fue una estricta austeridad y la falta de privilegios para él y su familia que insistió en extremar. Por ejemplo, cuando fue designado presidente del Banco Nacional, renunció a los 2000 pesos que le correspondían por el cargo, manteniendo solo su salario de comandante, que era de 250 pesos. Cuando sus padres lo visitaron en Cuba en 1959, él les puso un automóvil a su disposición pero les comunicó que debían pagar la gasolina. No llevaba a su esposa en los viajes internacionales y prohibía al personal militar bajo sus órdenes que concurrieran a cabarés, prostíbulos y cualquier fiesta que no obedeciera estrictamente a las necesidades de la misión.
El 7 de noviembre de 1960, el Che Guevara inició un viaje de dos meses por los países comunistas: Checoslovaquia, Unión Soviética, China, Corea y Alemania Democrática. En la Unión Soviética fue invitado a compartir con el primer ministro Nikita Jrushchov y el resto del Sóviet Supremo la tribuna principal en el desfile de celebración del aniversario de la Revolución rusa, lo que constituía un hecho excepcional.
El embajador de la Unión Soviética en Cuba lo recuerda así:

Era un personaje altamente organizado; no tenía en ese sentido nada de latinoamericano, era más bien alemán. Puntual, exacto, era asombroso para todos los que han conocido América Latina.

El viaje fue muy exitoso y tanto la Unión Soviética como China se comprometieron a comprar la mayor parte de la zafra cubana. En China conoció a Mao Zedong y Zhou Enlai. En Alemania Democrática conocería a Tamara Bunke, una argentina-alemana, que poco después se trasladaría a Cuba y que integraría más adelante la guerrilla del Che en Bolivia, con el nombre de Tania. Pero por encima de todas las cosas el viaje tuvo como resultado principal consolidar la alianza entre Cuba y la Unión Soviética. Un informe de inteligencia del Departamento de Estado de los Estados Unidos evalúa el resultado del viaje de Guevara del siguiente modo:

Cuando finalizó la visita, Cuba tenía acuerdos comerciales financieros, además de vínculos culturales, con todos los países del bloque, relaciones diplomáticas con todos menos Alemania Oriental y acuerdos de asistencia científica y técnica con todos menos Albania.

#### Confrontación con Estados Unidos

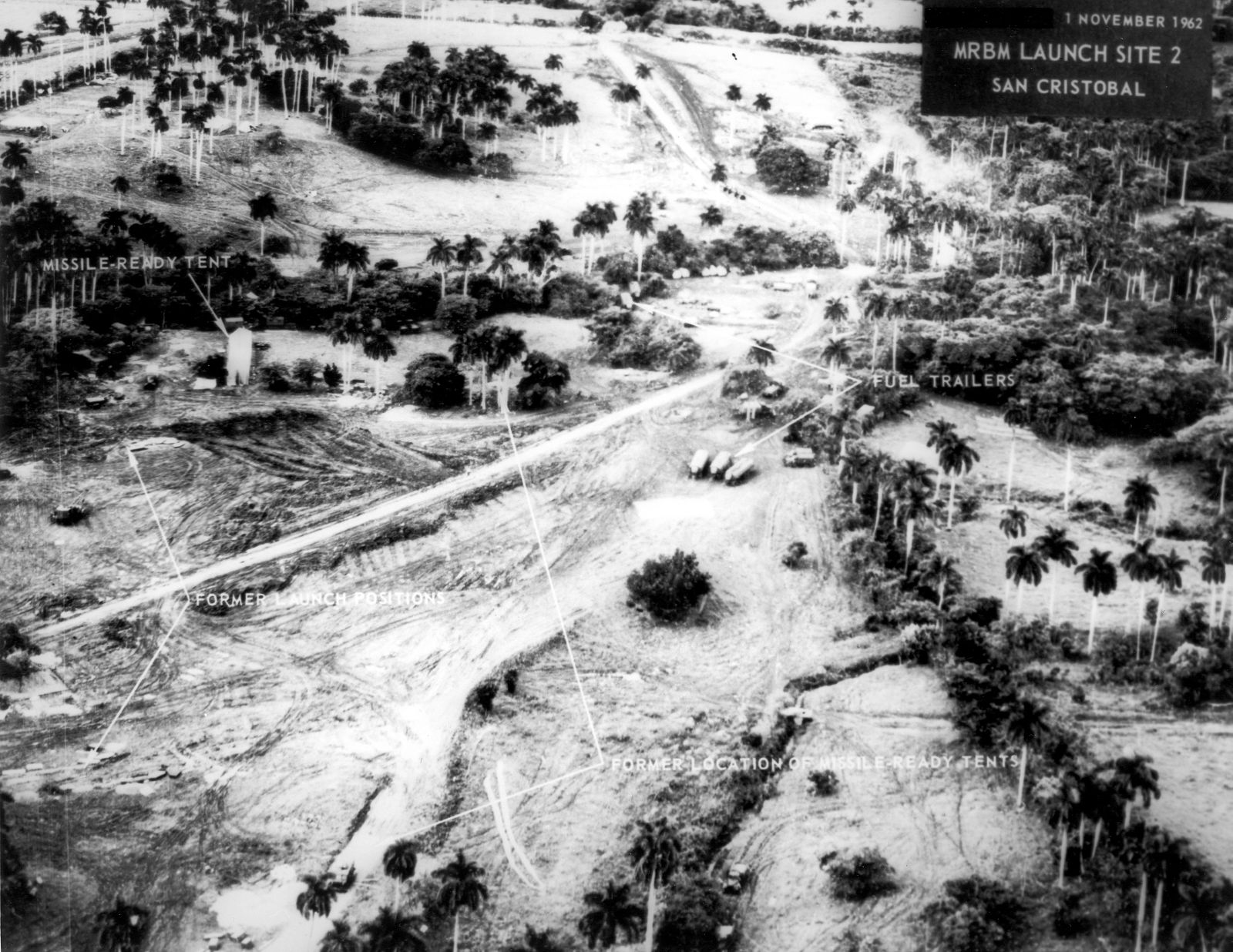
Crisis de los misiles de Cuba: foto del sitio donde se instalaron en 1962.

El 3 de enero de 1961, en una de las últimas medidas de su gobierno antes de entregar el poder a John F. Kennedy, el presidente Dwight D. Eisenhower cortó las relaciones diplomáticas entre Estados Unidos y Cuba. El enfrentamiento abierto era inminente.
El 17 de abril de 1961 se produjo la invasión de Bahía de Cochinos desde Nicaragua, donde fueron despedidos y arengados por el dictador Luis Somoza Debayle, por parte de un ejército de 1500 hombres mayoritariamente cubanos de la Brigada de Asalto 2506, entrenados en Guatemala, utilizando buques de la United Fruit Company, con el apoyo abierto de la CIA. Al día siguiente era evidente que el ejército cubano había controlado la situación. La CIA le pidió entonces al presidente Kennedy, quien había asumido la presidencia hacía menos de tres meses, la intervención abierta de Estados Unidos con la Fuerza Aérea, pero este se negó. Por esta razón la comunidad cubana anticastrista en Estados Unidos sostuvo públicamente que el presidente Kennedy era un traidor.

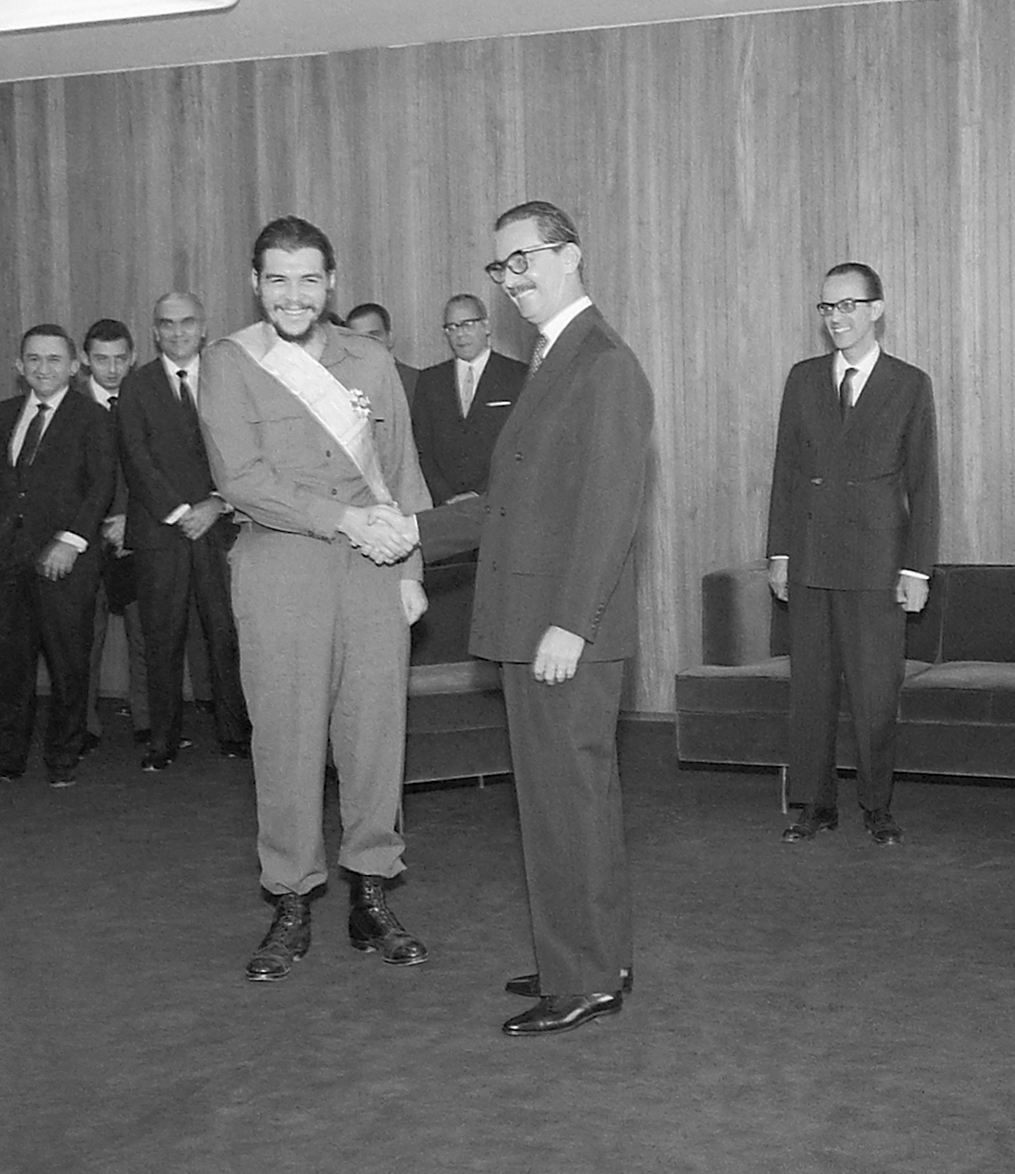
El presidente brasileño Jânio Quadros condecorando a Ernesto Guevara con la Orden de la Cruz del Sur, 1961.

Cuatro meses después Kennedy propuso una Alianza para el Progreso en la reunión de la OEA en Punta del Este, un inédito plan de ayuda masiva para el desarrollo de los países latinoamericanos. Es obvio que fue la Revolución cubana y el apoyo que le demostraba la población lo que impulsó a Estados Unidos a promover un plan cuyo objetivo declarado era reducir la pobreza y las desigualdades en el subcontinente. Cuba, representada en la ocasión por el Che Guevara, no se opuso en principio al plan estadounidense, pero sostuvo que era necesario primero que Estados Unidos permitiera el libre comercio de los productos latinoamericanos, eliminara los subsidios proteccionistas a sus productos, y que se promoviera la industrialización de América Latina.
Con motivo de este viaje, Guevara se reunió con los presidentes democráticos de Argentina, Arturo Frondizi, y Brasil, Jânio Quadros. Los dos presidentes fueron derrocados poco después en sendos golpes militares apoyados por Estados Unidos y en ambos casos, la reunión con el Che fue uno de los argumentos utilizados por los militares golpistas.
El fracaso de la invasión de Bahía de Cochinos causó el despido del director de la CIA, Allen Dulles, y su reemplazo por John McCone. En noviembre de 1961 la CIA estableció un gigantesco programa llamado Operación Mangosta, dirigido por Edward Lansdale, con el fin de organizar actos de sabotaje, terrorismo, asesinatos selectivos de los líderes cubanos, ataques militares e infiltraciones que desestabilizaran al gobierno cubano y lo llevaran al colapso para octubre de 1962. La ofensiva de aislamiento contra Cuba avanzó en enero de 1962 cuando los países americanos tomaron la decisión de excluirla de la OEA.

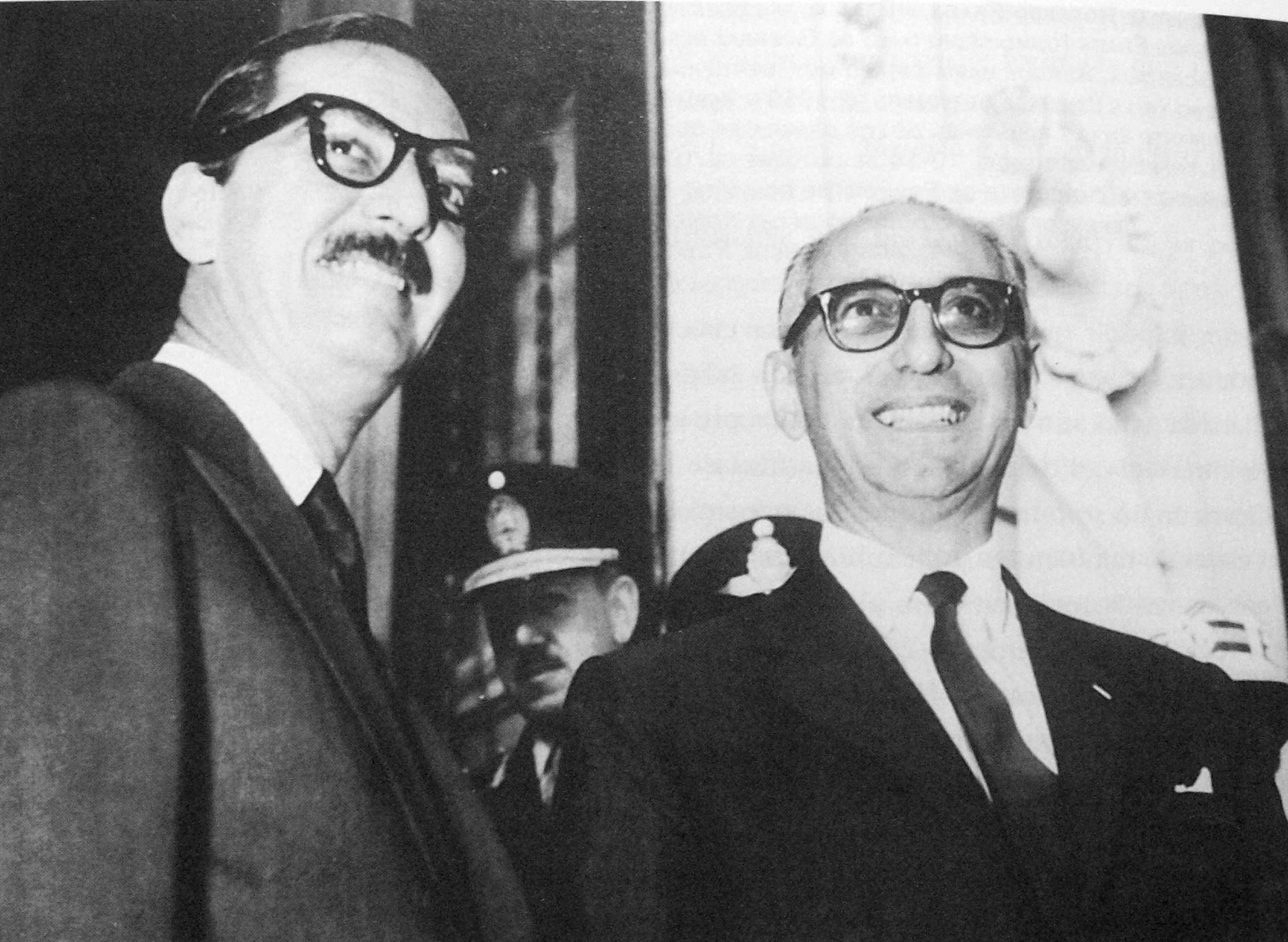
El presidente de Brasil, Jânio Quadros (a la izquierda) y el presidente de Argentina, Arturo Frondizi (a la derecha). Ambos presidentes fueron derrocados muy poco después de concretarse su respectiva reunión con el Che. En ambos casos los militares golpistas pusieron como excusa la reunión con el guerrillero.

Como respuesta, a fines de junio de 1962, la Unión Soviética y Cuba tomaron la decisión de instalar misiles atómicos en Cuba, lo que entendían era el único modo de disuadir a Estados Unidos de invadir Cuba,
Además de suponer para las relaciones soviético-estadounidenses un paso más en la Guerra Fría (en agosto de 1961 se había construido el muro de Berlín, en febrero de 1962 se había producido el novelesco intercambio de prisioneros consecuencia del caso del avión espía U-2, y proseguía la implicación estadounidense en el conflicto de Vietnam). El Che Guevara tuvo una participación activa en la elaboración del tratado entre la República de Cuba y la Unión Soviética, viajando allí a finales de agosto para cerrarlo. El hecho llevaría a la llamada crisis de los misiles de Cuba que puso al mundo al borde de la guerra nuclear y finalizaría con un dificultoso acuerdo entre Kennedy y Jruschov, presionados ambos por los sectores belicistas de sus respectivos países, por el cual Estados Unidos se comprometió a no invadir Cuba y retirar los misiles que tenía instalados en Turquía apuntando a la Unión Soviética, y esta a retirar los misiles cubanos.
El 4 de diciembre de 1962 el diario socialista británico Daily Worker publicó una entrevista a Ernesto Guevara realizada por Sam Rusell. Allí expresó crudamente su molestia por el acuerdo entre Kennedy y Jruschov declarando:

Si los cohetes hubieran permanecido, los hubiéramos usado todos y dirigido hacia el corazón mismo de los Estados Unidos, incluyendo Nueva York, en nuestra defensa contra la agresión. Pero no los tenemos, así que pelearemos con lo que tenemos.

## Internacionalización de la revolución

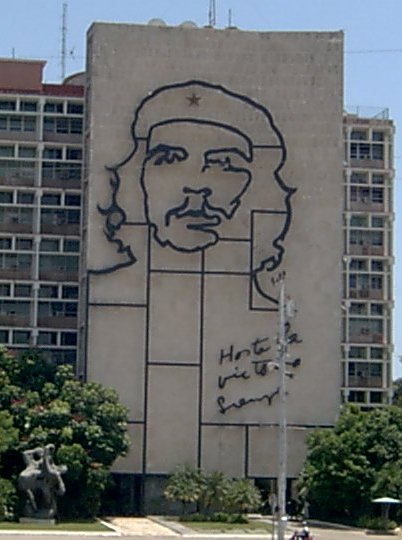
Edificio del Ministerio del Interior en La Habana donde tuvo su sede el Ministerio de Industria bajo la dirección de Ernesto Guevara.

El Che Guevara siempre tuvo un pensamiento fuertemente internacionalista. No solo era partidario de que se abrieran nuevas experiencias guerrilleras en otras partes del mundo, sino que pensaba que solo generalizando la lucha armada en América Latina, Asia y África sería posible derrotar al imperialismo. Guevara discrepaba abiertamente con la estrategia de coexistencia pacífica que proponía la Unión Soviética y él mismo se veía combatiendo en otras revoluciones.
Desde el mismo momento en que la Revolución cubana tomó el poder, el Che comenzó a organizar y promover experiencias guerrilleras en América Latina, destacándose las que se abrieron en Guatemala, Nicaragua, Perú, Colombia, Venezuela y Argentina. Todas ellas fracasaron, pero en algunos casos sentaron las bases de futuros movimientos guerrilleros, como el Frente Sandinista de Liberación Nacional en Nicaragua y los Tupamaros en Uruguay.
Esta posición llevó a un fuerte enfrentamiento del Che Guevara con los partidos comunistas de América Latina, que en general no aprobaban la estrategia de lucha armada generalizada que aquel proponía.
En realidad el Che Guevara deseaba iniciar la lucha armada en su país natal. En 1963, luego de un extenso entrenamiento en Cuba, envió a un grupo guerrillero a la Argentina. Estaba dirigido por Jorge Masetti, el periodista peronista que había dirigido la agencia Prensa Latina y que debió renunciar a su cargo debido a su enfrentamiento con el partido comunista cubano (PSP). El grupo se instaló en la provincia de Salta, bajo el nombre de Ejército Guerrillero del Pueblo (EGP), con apoyos en Bolivia, Córdoba y Buenos Aires. Masetti llevaba el grado de comandante segundo, reservando el grado de comandante primero para Guevara. Luego de enviarle una carta al presidente democrático Arturo Illia anunciando su decisión de iniciar la lucha armada, el grupo fue sufriendo diferentes complicaciones que lo llevaron a un colapso completo en 1964. Algunos de sus miembros murieron en combate, como el cubano Hermes Peña, uno de los hombres del círculo íntimo de Guevara; otros fueron detenidos y Masetti desapareció en la selva sin dejar rastro.

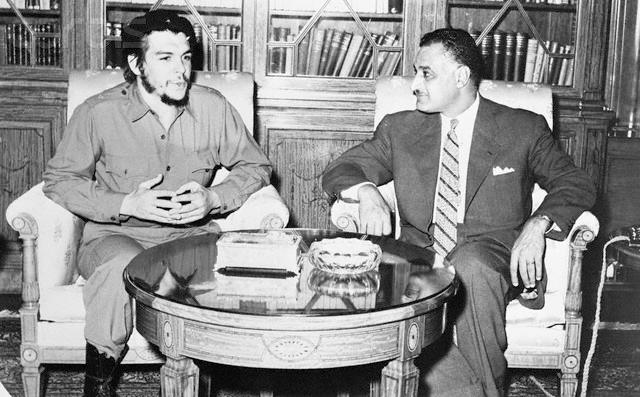
El Che Guevara reunido con el presidente egipcio Gamal Abdel Nasser.

En ese contexto, en algún momento entre el 17 de marzo y el 17 de abril de 1964 el Che Guevara se habría reunido con Juan Domingo Perón en la casa que este último habitaba en su exilio en Madrid. El encuentro fue mantenido en el mayor de los secretos y ha podido conocerse gracias al periodista Rogelio García Lupo. El Che le entregó a Perón fondos para apoyar su retorno a la Argentina, intento que fue impedido por el gobierno brasileño ese mismo año. Perón se habría comprometido a apoyar las iniciativas guerrilleras contra las dictaduras latinoamericanas.
El fracaso guerrillero en la Argentina lo llevó a evaluar la posibilidad de participar en otros lugares distintos de su país e incluso otros continentes. En ese sentido, África comenzó a aparecer como una posibilidad adecuada.
El Che Guevara solía decirles a los futuros guerrilleros que se entrenaban en Cuba para abrir nuevos focos revolucionarios una frase que no solo impactaba fuertemente en quienes la recibían, sino que define acabadamente la actitud que había asumido frente a la vida:

Hagan de cuenta que están muertos y que lo que viven de ahora en más es prestado.

### República Democrática del Congo

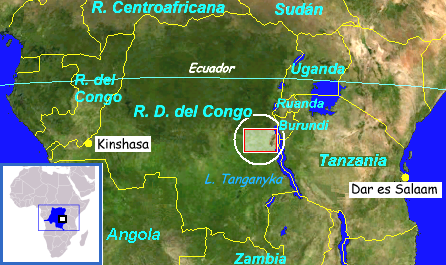
República Democrática del Congo, zona en la que actuaba la guerrilla a la que se integró el Che Guevara.

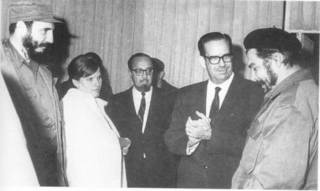
El Che Guevara es recibido en el aeropuerto, en 1965, por Fidel Castro, su esposa Aleida March, Carlos Rodríguez, y el presidente Dorticós. También se encontraban presentes, sin aparecer en la foto, Raúl Castro y su hija mayor, Hilda.

A fines de 1964 el Che Guevara había decidido dejar el gobierno para encabezar el envío de tropas cubanas a otros países con el fin de apoyar los movimientos revolucionarios en marcha. África y en especial la República Democrática del Congo, donde Patrice Lumumba había sido asesinado en 1961 con participación de la CIA, y en la que una guerrilla rebelde apoyada desde Tanzania estaba actuando, le pareció una causa apropiada para intervenir. La República Democrática del Congo, ubicada en el centro del África y con fronteras con nueve países, se le aparecía al Che como un gigantesco  «foco» desde el que se podría irradiar la revolución a todo el continente.
A principios de 1965 le escribió una famosa carta a Fidel Castro renunciando a todos sus cargos y a la nacionalidad cubana y anunciando su partida hacia «nuevos campos de batalla». Es en esa carta donde aparece, en la firma, la frase «hasta la victoria siempre», ampliamente difundida desde entonces. La carta fue leída por Castro durante el Primer Congreso del Partido Comunista Cubano y retrasmitida a través de la televisión en octubre de ese mismo año, causando una enorme sensación, tanto dentro como fuera de Cuba (ver carta en Wikisource). Para entonces el Che Guevara había desaparecido de la vida pública y su paradero era desconocido.
El 19 de abril llegó bajo la identidad falsa de Ramón Benítez a la ciudad de Dar es Salaam en Tanzania, presidida entonces por el líder anticolonialista Julius Nyerere, desde donde se organizaría el apoyo cubano a los rebeldes congoleños. Cuba había decidido apoyar la lucha del Comité Nacional de Liberación (CNL) del Congo. El año anterior, el CNL había logrado establecer por pocos meses, una «zona liberada» bajo el nombre de República Democrática del Congo, con capital en Stanleyville (hoy Kisangani) y en ese momento mantenía un gobierno en el exilio dirigido por Cristophe Gbenye y luchaba por mantener el control sobre una amplia zona en la región oriental del país, en la frontera con Tanzania y Burundi, sobre el lago Tanganika. El Che Guevara mantuvo contacto directo con Laurent-Désiré Kabila, por entonces un líder militar de segundo rango.
El Che se presentó a combatir en el Congo sin previo aviso a ninguno de los líderes rebeldes, acto que fue mal recibido por estos, por las implicancias internacionales. Por otra parte, Guevara se instaló en la zona de combate, mientras que los líderes militares congoleños casi no iban al frente de batalla y permanecieron la mayor parte del tiempo en la ciudad de Dar es Salaam, en Tanzania.
La participación cubana en la rebelión congoleña fue una experiencia desastrosa. Los cuadernos redactados por Guevara comienzan con la siguiente frase:

Esta es la historia de un fracaso.

La falta de conocimiento del idioma suajili y las costumbres, las múltiples fracciones internas y externas de los grupos revolucionarios, la desorganización y falta de disciplina de las tropas, y finalmente el cese del apoyo de Tanzania, llevaron a una derrota tras otra. De ese modo, el Che, al mando de 120 cubanos, entre ellos algunos de su círculo íntimo ―como Carlos Coello (Tuma) y Harry Villegas (Pombo)― se vio obligado a ordenar una retirada de emergencia cuando el Ejército de Liberación del Congo decidió abandonar la lucha y las tropas de mercenarios blancos que apoyaban al gobierno habían ocupado la mayor parte de la «zona liberada» y se disponían a tomar la base y hacerlos prisioneros. Durante la campaña, que duró nueve meses, murieron seis guerrilleros cubanos y, finalmente tras el abandono de la lucha por parte de los congoleños, Guevara debió retirarse en una situación que calificó de vergonzosa el 20 de noviembre de 1965.
Él mismo le envió un mensaje a Nyerere quejándose por el cese del apoyo de Tanzania que decía:

Cuba ofreció ayuda sujeta a la aprobación de Tanzania, esta aceptó y la ayuda se hizo efectiva. Era sin condiciones ni límites de tiempo. Comprendemos las dificultades de Tanzania hoy, pero no estamos de acuerdo con sus planteamientos. Cuba no retrocede de sus compromisos ni puede aceptar una fuga vergonzosa dejando al hermano en desgracia a merced de los mercenarios.

En una de sus últimas anotaciones en los cuadernos del Congo dice:

No hubo un solo rasgo de grandeza en esa retirada.

Tres días después de que Guevara abandonara el Congo Joseph Mobutu tomaba el poder mediante un golpe de Estado instalando una dictadura que duraría treinta años. En 1996, Laurent-Désiré Kabila, el líder guerrillero al que asesorara el Che en el Congo, conduciría una rebelión armada que lo llevaría a derrocar a Mobutu.

### Entre África y Bolivia

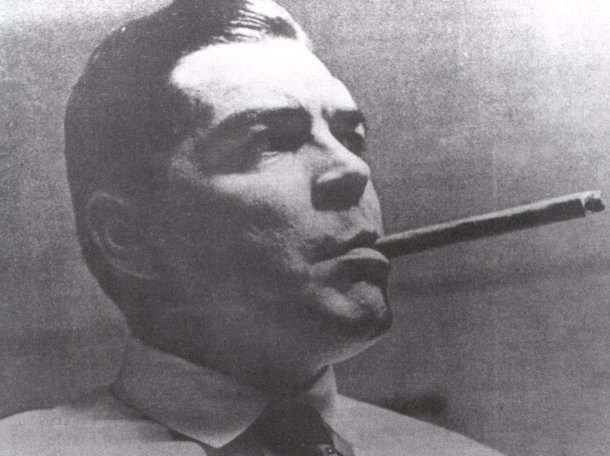
Ernesto Guevara «enmascarado» para su salida hacia el Congo.

Tras la retirada del Congo, el Che se ocultó varias semanas en la embajada cubana en Dar es-Salam, capital de Tanzania, donde aprovechó para escribir su memoria de la fracasada experiencia, que luego se publicaría en 1999 como Pasajes de la guerra revolucionaria: Congo. Allí realizó una «enmarascamiento» que incluyó un cambio de la dentadura y otras transformaciones corporales realizada por el Dr. Luis C. García Gutiérrez (a. Fisín), con el fin de adoptar nuevas identidades.
Con posterioridad se trasladó a Praga donde permaneció por cinco meses en una casa de seguridad del servicio secreto cubano. Se trata de uno de los períodos menos conocidos de su vida en los que analizó sus próximos pasos que lo llevarían a iniciar la acción guerrillera en Bolivia.
Algunos de sus biógrafos consideran que es altamente probable que haya estudiado y escrito mucho, pero hasta 2006 no había certeza de que existan los supuestos cuadernos de Praga.
Pero de este período datan las anotaciones y comentarios al manual oficial soviético sobre Economía política, con gran variedad de críticas y reformulaciones del llamado socialismo científico. Estos textos fueron considerados una «herejía» y todavía permanecen en su mayor parte inéditos.
Tras analizar varias opciones, el Che Guevara, con apoyo de Fidel Castro, decidió establecer un foco guerrillero en Bolivia, un país que, estando en el corazón de Sudamérica, y limitando con Argentina, Chile, Perú, Brasil y Paraguay, permitía extender con facilidad la guerra de guerrillas a todo el subcontinente, sobre todo a su país natal.
El 21 de julio de 1966, el Che volvió secretamente a Cuba. Allí se reunió con Fidel Castro, su esposa, Orlando Borrego y el grupo de guerrilleros que lo acompañaría a Bolivia. El 2 de noviembre, sin revelar su identidad, vio por última vez a sus hijos, con excepción de Hildita, la mayor, debido a que podría reconocerlo.
Poco después, entre septiembre y octubre de 1966, el Che Guevara volvió a reunirse con Perón en Madrid, para pedir el apoyo del peronismo a su proyecto guerrillero en Bolivia. Según alguna versión, Perón se habría comprometidó a no impedir que aquellos peronistas que quisieran acompañar a Guevara lo hicieran, pero sin involucrar al movimiento peronista como tal en una acción guerrillera en Bolivia, aunque si se comprometería a dar el apoyo del peronismo cuando la guerrilla del Che trasladase su acción al territorio argentino.

### Bolivia

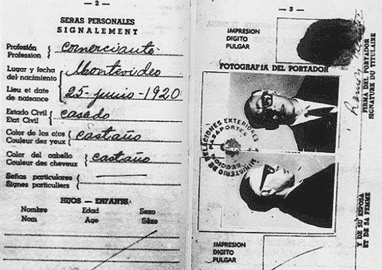
Pasaporte falso con la identidad de Adolfo Mena utilizado por el Che Guevara para su entrada en Bolivia.

En noviembre de 1964, el general René Barrientos encabezó un golpe de Estado en Bolivia que derrocó al gobierno constitucional del presidente Víctor Paz Estenssoro, poniendo fin a la Revolución de 1952, de tendencia nacionalista-popular, impulsada por el MNR. En 1966 Barrientos organizó unas elecciones en las que fueron proscriptos los principales líderes del MNR, el depuesto Paz Estenssoro y Hernán Siles Suazo, resultando de tal modo elegido él mismo.
El 7 de noviembre de 1966, día en que comienza su Diario de Bolivia, Ernesto Guevara se instaló en una zona montañosa y selvática ubicada cerca del río Ñancahuazú, en el sudeste del país, donde las últimas estribaciones de la cordillera de los Andes se unen con la región del Gran Chaco.
El grupo guerrillero estable estaba integrado por 16 cubanos, entre ellos muchos de los hombres de su círculo íntimo, 26 bolivianos, 3 peruanos y 2 argentinos. En total 47 combatientes, de los cuales Tania era la única mujer, aunque en el grupo de apoyo desempeñó también un importante papel Loyola Guzmán quien resultó detenida y torturada. Tomaron el nombre de Ejército de Liberación Nacional de Bolivia (ELN) con secciones de apoyo en Argentina, Chile y Perú.

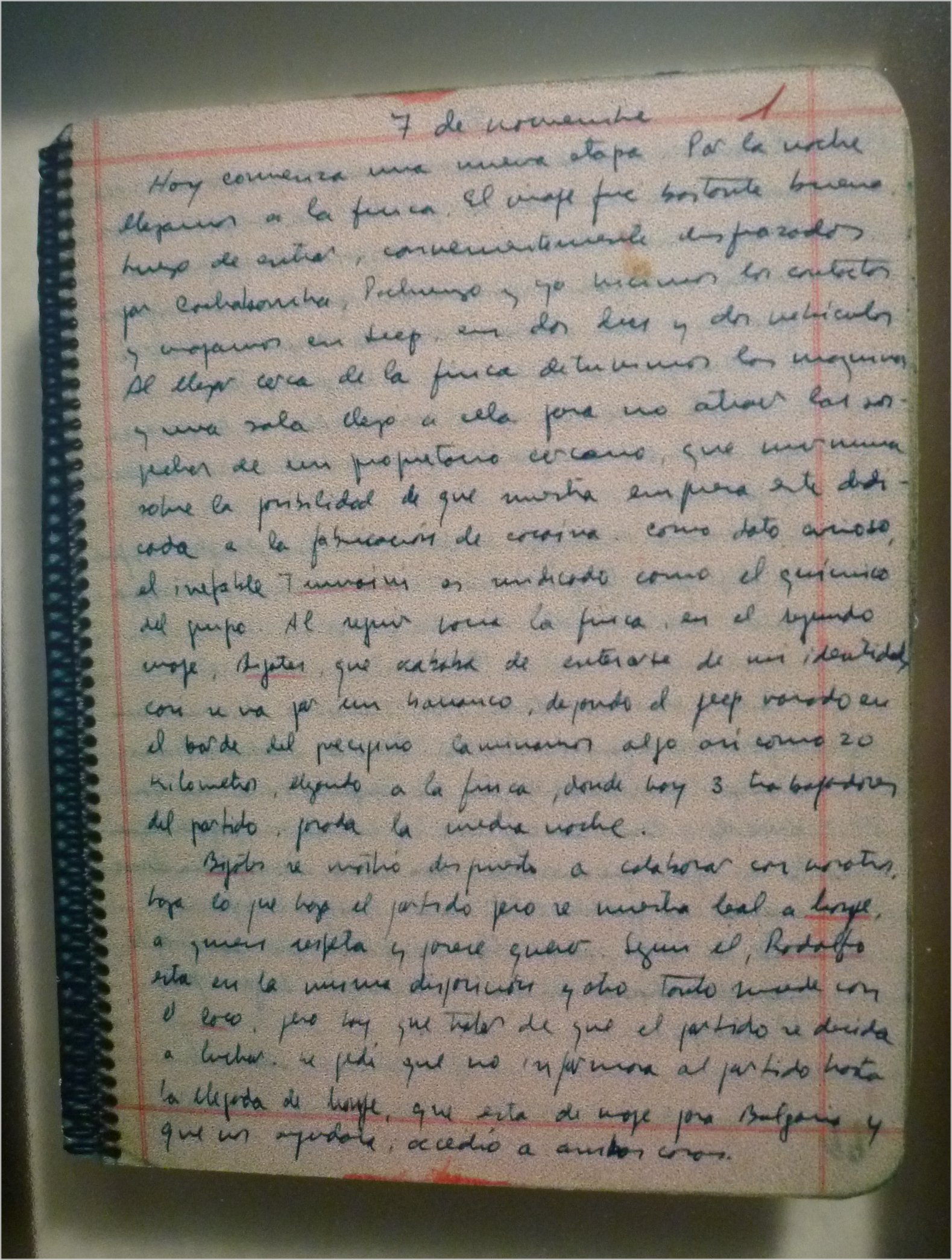
Diario del Che en Bolivia. Anotación del 7 de noviembre de 1966. (Museo Casa del Che Guevara, Alta Gracia, Córdoba, Argentina)

El 11 de marzo de 1967 dos desertores fueron detenidos poniendo sobre aviso al gobierno, que, ese mismo día, solicitó la cooperación de Estados Unidos y organizó un sistema de inteligencia coordinado con Argentina, Brasil, Chile, Perú y Paraguay.
El 22 de marzo comenzaron los enfrentamientos armados: el ELN copó a una unidad militar y mató a siete soldados. Poco después dejaron el campamento para escapar del cerco que comenzó a formar el ejército boliviano. El 3 de abril Guevara dividió sus fuerzas, poniendo a Juan Acuña Núñez («Vilo» o «Joaquín») al mando de la segunda columna. Ambos grupos se perdieron y no volverían a encontrarse.
En sucesivas escaramuzas fueron muriendo sus hombres: Jesús Suárez Gayol, Jorge Vázquez Viaña (Loro), a quien dieron por desaparecido, y Eliseo Reyes, que lo acompañaba desde Sierra Maestra.
El 20 de abril el ELN sufrió un duro golpe al ser capturados dos miembros de la red de apoyo, Régis Debray y Ciro Bustos, cuando intentaban dejar la zona. Ambos fueron torturados y terminaron brindando información clave. Los actos de Debray y Bustos, bajo tortura, como también, por otro lado, la inacción de Mario Monje, secretario general del Partido Comunista de Bolivia, que debió haber ofrecido apoyo logístico, han sido muy discutidos.

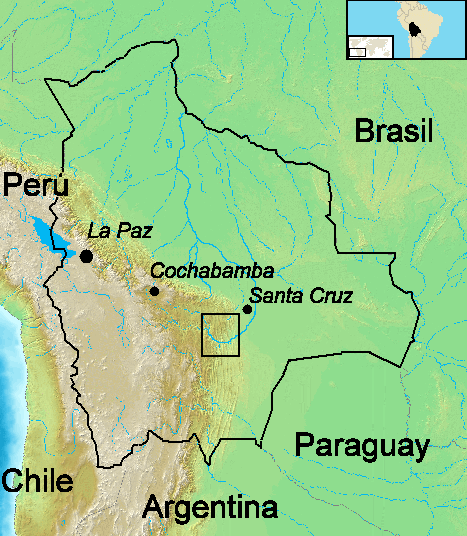
Mapa de Bolivia. El recuadro señala la zona de actuación de la guerrilla del Che Guevara en 1966 y 1967.

En ese momento escribió su Mensaje a los Pueblos del Mundo que fue leído en la reunión de la Tricontinental (Asia, África y América Latina), y que contiene sus afirmaciones más radicales y contundentes, proponiendo una guerra mundial abierta contra Estados Unidos, en clara contradicción con la «coexistencia pacífica» que sostenía por entonces la Unión Soviética y los partidos comunistas latinoamericanos dentro del marco conceptual de la Guerra Fría. Guevara encabezó ese documento con una de sus frases más recordadas:

Crear dos, tres... muchos Vietnam, es la consigna.

El texto del documento está referido a las guerras limitadas que se generaron en todos los continentes desde el fin de la Segunda Guerra Mundial, señalando la extrema crueldad que los Estados Unidos estaba aplicando en Vietnam y cómo, a pesar de que el pueblo vietnamita estaba luchando solo, la superpotencia estadounidense se encontraba «empantanada». Guevara concluye entonces que el imperialismo utiliza la guerra como chantaje y que la respuesta de los pueblos debería ser no temer la guerra. El Che continúa diciendo en el documento que, bajo la consigna «no permitiremos otra Cuba», los Estados Unidos estaban afirmando que estaban dispuestos a una cruenta intervención generalizada con el fin de evitarlo. Analiza luego las intervenciones en cada continente, para concluir que en América Latina estaba madurando una rebelión, que adquiriría carácter continental. Guevara advierte entonces que la liberación no sería permitida por Estados Unidos pacíficamente, y que no había que hacerse ilusiones, ya que se trataría de una guerra larga, en la que «la represión irá buscando víctimas fáciles», masacrando a la población campesina o bombardeando ciudades. Debido entonces que los pueblos eran empujados a la lucha, no había más remedio que prepararse para ella. Sostiene que las oligarquías utilizarían «toda la capacidad de represión, toda la capacidad de brutalidad y demagogia», y que la primera tarea sería sobrevivir y prepararse espiritualmente para «resistir represiones más violentas». Propone entonces recurrir al odio como «factor de lucha» para soportar esas agresiones y poder «galvanizar el espíritu nacional», sosteniendo que «un pueblo sin odio no puede triunfar sobre un enemigo brutal». Advierte entonces que luego, habrá que llevar la guerra también a los países agresores, y que seguramente eso los haría más bestiales pero también minaría su moral. Y termina sosteniendo que todas las luchas populares del mundo deberían unirse: «Toda nuestra acción es un grito de guerra contra el imperialismo y un clamor por la unidad de los pueblos contra el gran enemigo del género humano: los Estados Unidos de Norteamérica».
En junio y julio de 1967, el ELN perdió siete hombres más: Casildo Condori, Antonio Sánchez Díaz, Carlos Coello (Tuma), Julio Velazco, Serapio Aquino, Raúl Quispaya y Martínez Tamayo (Papi).
El 1 de agosto de 1967, la CIA envió dos agentes para sumarse a la caza del Che Guevara: los cubano-estadounidenses Gustavo Villoldo y Félix Ismael Rodríguez. El 31 de agosto de 1967, el ejército emboscó a la segunda columna en Vado del Yeso, cuando cruzaban el río, resultando que todos excepto uno morirían: Vilo Acuña, Tamara Bunke, Apolinar Aquino, Walter Arencibia, Moisés Guevara, Gustavo Machín, Freddy Maymura, Israel Reyes y Restituto Cabrera. Sus cuerpos fueron expuestos primero como trofeos, y luego enterrados clandestinamente. Después de dar un gran rodeo y tomar Samaipata por una horas, la primera columna había quedado aislada y con la salida hacia el río Grande bloqueada, lo que los obligó a subir la montaña en dirección a La Higuera. El 26 de septiembre entraron al pequeño caserío de La Higuera y, al salir, la vanguardia fue emboscada, muriendo tres de ellos (Coco Peredo, Mario Gutiérrez y Manuel Hernández).

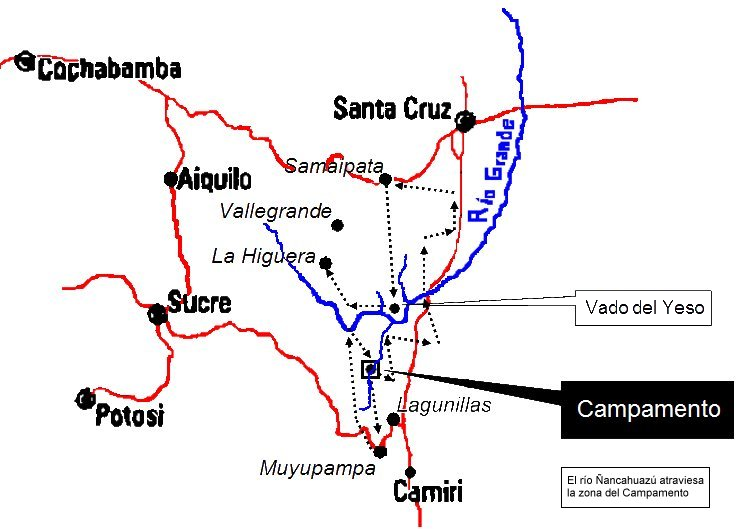
La ruta del Che. La línea punteada señala el camino del grupo guerrillero dirigido por Guevara hasta el lugar en que fue fusilado. Hoy es un circuito turístico de memoria.

Los 17 supervivientes escaparon trepando todavía más, y el 7 de octubre comenzaron a bajar hacia el río. Esa noche Ernesto Guevara hizo la última anotación en su diario:

OCTUBRE 7. Se cumplieron los 11 meses de nuestra inauguración guerrillera sin complicaciones, bucólicamente; hasta las 12.30 hora en que una vieja, pastoreando sus chivas entró en el cañón en que habíamos acampado y hubo que apresarla. La mujer no ha dado ninguna noticia fidedigna sobre los soldados, contestando a todo que no sabe, que hace tiempo que no va por allí. Solo dio información sobre los caminos; de resultados del informe de la vieja se desprende que estamos aproximadamente a una legua de Higueras y otra de Jagüey y unas 2 de Pucará. A las 17.30, Inti, Aniceto y Pablito fueron a casa de la vieja que tiene una hija postrada y una medio enana; se le dieron 50 pesos con el encargo de que no fuera a hablar ni una palabra, pero con pocas esperanzas de que cumpla a pesar de sus promesas. Salimos los 17 con una luna muy pequeña y la marcha fue muy fatigosa y dejando mucho rastro por el cañón donde estábamos, que no tiene casas cerca, pero sí sembradíos de papa regados por acequias del mismo arroyo. A las 2 paramos a descansar, pues ya era inútil seguir avanzando. El Chino se convierte en una verdadera carga cuando hay que caminar de noche.
El Ejército dio una rara información sobre la presencia de 250 hombres en Serrano para impedir el paso de los cercados en número de 37 dando la zona de nuestro refugio entre el río Acero y el Oro.
La noticia parece diversionista. h-2,000 ms.

El 8 de octubre fueron sorprendidos en la Quebrada del Churo. El Che Guevara ordenó dividir el grupo en dos, enviando a los enfermos delante y quedándose con el resto a enfrentarse a las tropas del gobierno. Harry Villegas (Pombo), uno de los cinco sobrevivientes, cuenta así ese momento crítico:

Yo pienso que él pudo escapar. Pero traía un grupo de gente enferma que no se podía desplazar a la misma velocidad que él. Cuando el ejército comienza la persecución, decide pararse y dice a los enfermos que sigan. Entretanto el cerco se va cerrando. Sin embargo, los enfermos logran salir. O sea, el enemigo fue más lento que los enfermos. A los que venían en la persecución directa, el Che los aguanta. Cuando él va a continuar, el cerco se cerró y entonces se produce el enfrentamiento directo. Pero si él hubiese salido con los enfermos, se habría salvado.

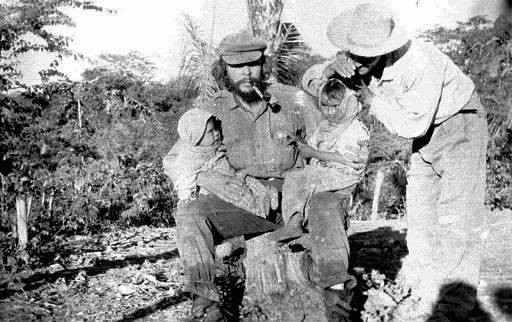
El Che Guevara en Bolivia.

Transcurridas tres horas de combate, Guevara resultó herido levemente en una pierna y capturado con Simeón Cuba (Willy), mientras que tres de sus hombres perdieron la vida: René Martínez Tamayo, Orlando Pantoja (Olo) y Aniceto Reinaga. Alberto Fernández Montes de Oca fue malherido y murió al día siguiente. También al día siguiente sería capturado Juan Pablo Chang (el Chino). Otros cuatro guerrilleros fueron perseguidos y murieron en el Combate de Cajones, cuatro días después: Octavio de la Concepción de la Pedraja (Moro), Francisco Huanca (Pablo), Lucio Garvan (Eustaquio) y Jaime Arana (Chapaco).
Los seis guerrilleros que iban delante, Harry Villegas (Pombo), Dariel Alarcón (Benigno), Leonardo Tamayo (Urbano), Inti Peredo, David Adriazola (Darío) y Julio Méndez Korne (Ñato) lograron escapar. El ejército los persiguió abatiendo a Ñato, pero los cinco restantes lograron finalmente salir de Bolivia hacia Chile.

## Muerte

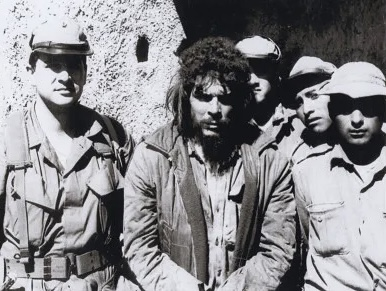
Guevara poco antes de su ejecución, con el agente de la CIA Félix Ismael Rodríguez (izquierda).

Durante la acción en Quebrada del Yuro, Guevara resultó herido en su pierna izquierda y fue capturado junto con Simeón Cuba Sanabria (Willy), siendo llevado a La Higuera donde fueron recluidos en la escuela, en aulas separadas. Allí colocarían también los cadáveres de los guerrilleros muertos y también sería recluido al día siguiente, Juan Pablo Chang. Entre las pertenencias requisadas por los militares estaba el Diario que el Che llevaba en Bolivia.
El 9 de octubre, el gobierno boliviano informó sobre el fallecimiento de Ernesto Guevara ocurrido el día anterior. Simultáneamente llegaron el coronel Joaquín Zenteno Anaya y el agente de la CIA, Félix Rodríguez. Poco después del mediodía el presidente Barrientos dio la orden de ejecutar al Che Guevara. Existen dudas y versiones contradictorias sobre el grado de apoyo que la decisión tuvo por parte de Estados Unidos, pero lo cierto es que, tal como está registrado en el propio informe secreto de Félix Rodríguez, la CIA estaba presente en el lugar. Rodríguez recibió y transmitió la orden de ejecución a los oficiales bolivianos y comunicó a Guevara sobre esta decisión. Antes del fusilamiento, Rodríguez, lo interrogó y lo sacó del aula para tomarle varias fotografías, las últimas en las que aparece con vida. El propio Rodríguez relata ese momento de este modo:

Salí de la habitación, aquello estaba lleno de soldados afuera. Me dirigí al sargento Terán que sabía que estaba siendo de ejecutor de todo eso. Le dije: «Sargento, hay instrucciones de su Gobierno de eliminar al prisionero». Me puse la mano al nivel de la barbilla: «No le tire de aquí para arriba, tírele de aquí para abajo pues se supone que este hombre haya muerto de heridas en combate». «Sí, mi capitán, sí, mi capitán», dijo. Era aproximadamente la una de la tarde de Bolivia. De ahí entonces me retiré al lugar avanzado donde yo había fotografiado el diario y a la una y diez aproximadamente escuche una ráfaga pequeña.

Mandé a Terán que cumpliera la orden. Le dije que debía dispararle [al Che] por debajo del cuello porque tenía que parecer muerto en combate. Terán pidió un fusil y entró en la habitación con un par de soldados (...) y anoté en mi cuaderno: hora 13:10 del día 9 de octubre de 1967.
Entrevista de Claudio Gatti a Félix Ismael Rodríguez

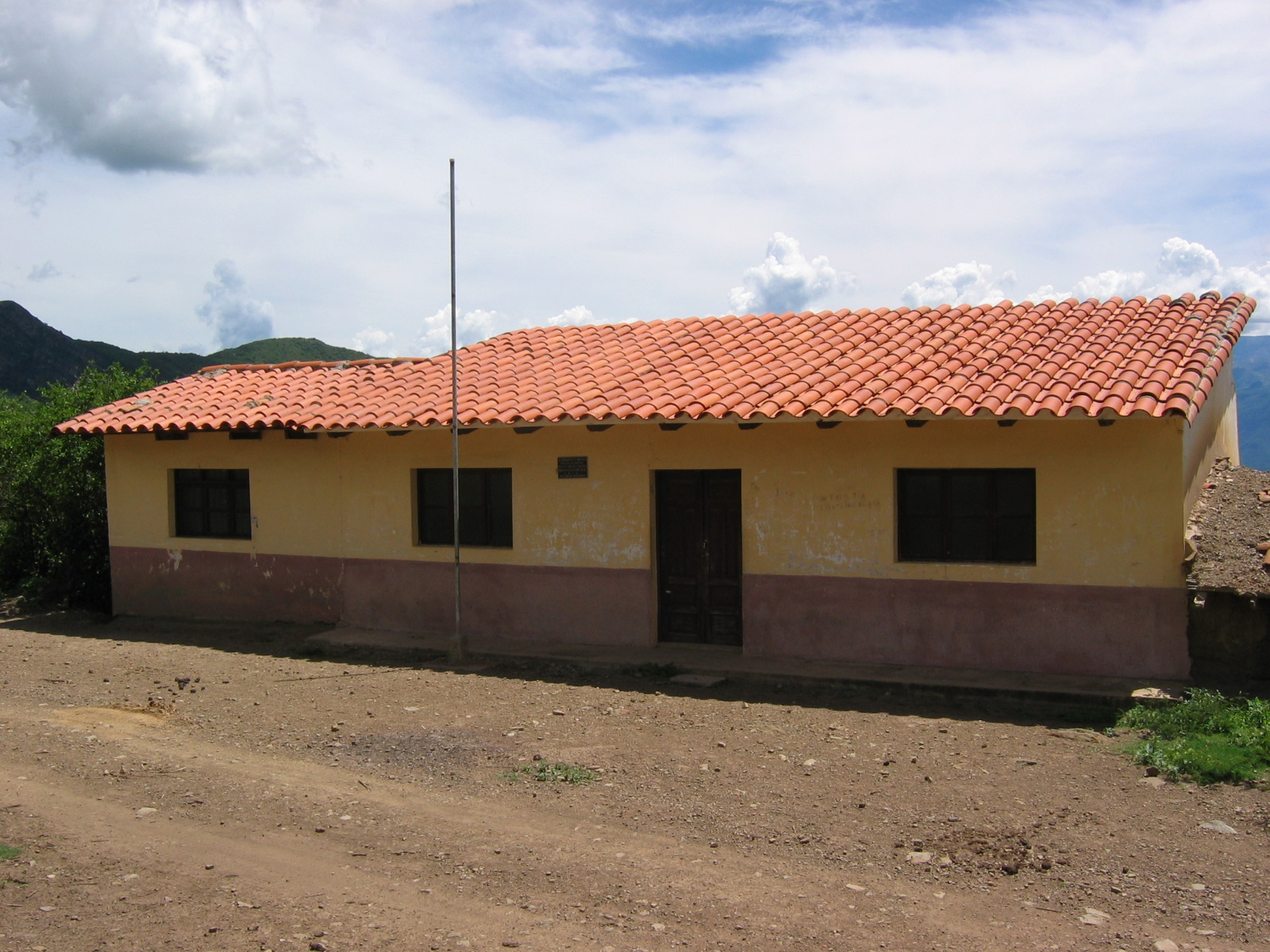
Escuela de La Higuera, donde estuvo prisionero y murió el Che Guevara.

Poco antes, Simeón Cuba y Juan Pablo Chang habían corrido la misma suerte. En 1977 la revista Paris Match entrevistó a Mario Terán quien relató del siguiente modo los últimos instantes del Che Guevara:

Dudé 40 minutos antes de ejecutar la orden. Me fui a ver al coronel Pérez con la esperanza de que la hubiera anulado. Pero el coronel se puso furioso. Así es que fui. Ese fue el peor momento de mi vida. Cuando llegué, el Che estaba sentado en un banco. Al verme dijo: «Usted ha venido a matarme». Yo me sentí cohibido y bajé la cabeza sin responder. Entonces me preguntó: «¿Qué han dicho los otros?». Le respondí que no habían dicho nada y él contestó: «¡Eran unos valientes!». Yo no me atreví a disparar. En ese momento vi al Che grande, muy grande, enorme. Sus ojos brillaban intensamente. Sentía que se echaba encima y cuando me miró fijamente, me dio un mareo. Pensé que con un movimiento rápido el Che podría quitarme el arma. «¡Póngase sereno —me dijo— y apunte bien! ¡Va a matar a un hombre!». Entonces di un paso atrás, hacia el umbral de la puerta, cerré los ojos y disparé la primera ráfaga. El Che, con las piernas destrozadas, cayó al suelo, se contorsionó y empezó a regar muchísima sangre. Yo recobré el ánimo y disparé la segunda ráfaga, que lo alcanzó en un brazo, en el hombro y en el corazón. Ya estaba muerto.

 En 2007, médicos cubanos restauraron la vista de Terán, como parte de una campaña médica en Bolivia. Esta información fue reportada por varios medios, incluido el periódico Granma. El hijo de Terán pidió al periódico de la ciudad de Santa Cruz de la Sierra que se publicara una nota de agradecimiento a los médicos cubanos por la labor realizada.

### Sus restos

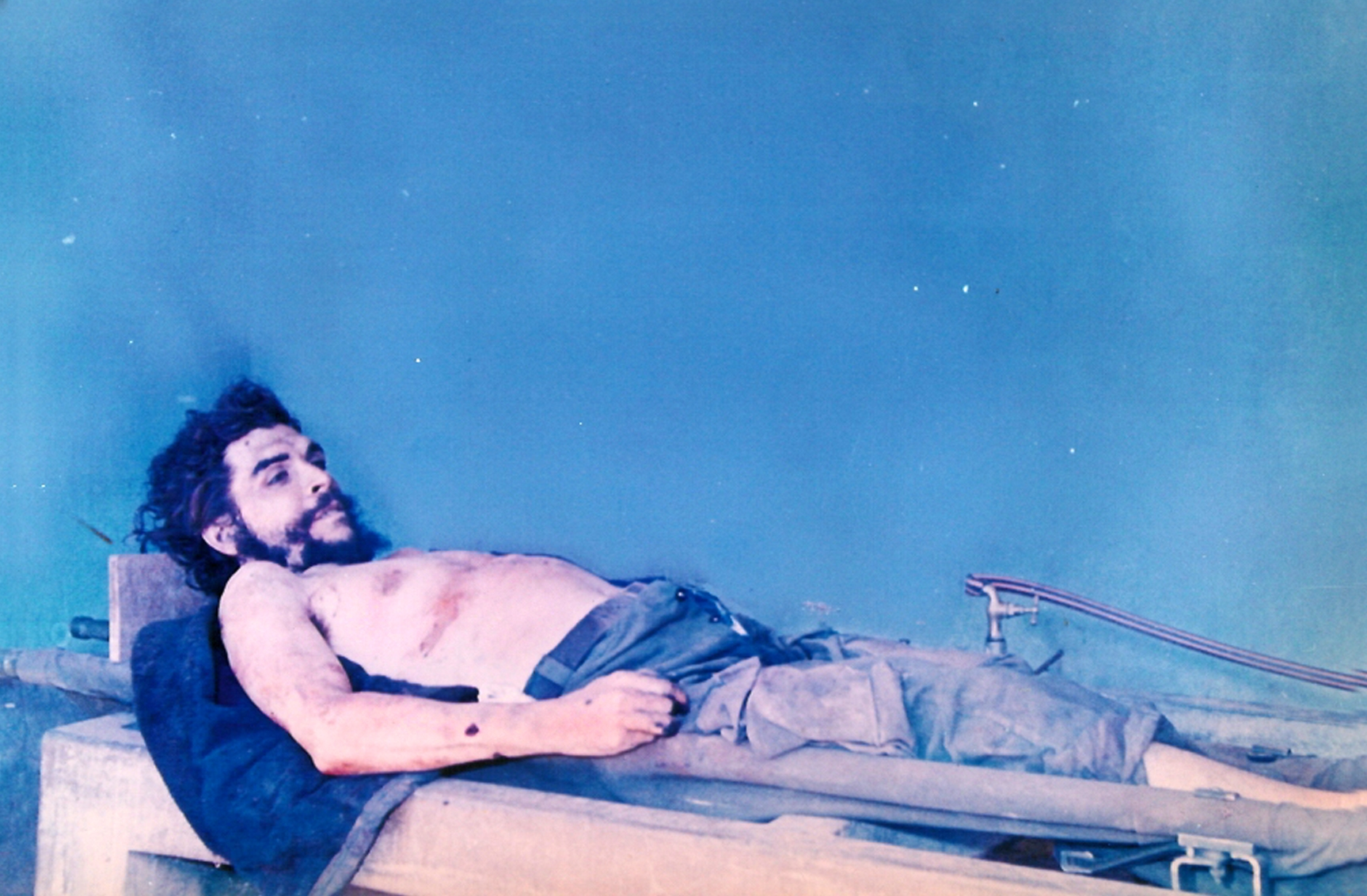
Cadáver del Che Guevara en Vallegrande

La tarde del 9 de octubre de 1967, el cuerpo del Che Guevara fue llevado en helicóptero a Vallegrande y fue colocado en el lavadero del hospital Nuestro Señor de Malta, donde permaneció en exhibición pública durante ese día y todo el día siguiente, introduciéndosele gran cantidad de formaldehído para evitar la descomposición.
Cientos de personas (soldados, pobladores, curiosos, periodistas) concurrieron a ver el cuerpo. Hay gran cantidad de fotos de esos momentos, en las que el Che aparece con los ojos abiertos. Las monjas del hospital y las mujeres de la villa le cortaron mechones de cabello para preservarlos como talismanes. Los soldados y funcionarios se quedaron con cosas que llevaba el Che al morir. Debido a que ya estaba decidido que se haría desaparecer el cuerpo del Che Guevara, como el del resto de los guerrilleros, la noche del 10 de octubre se le cortaron las manos al cadáver para conservarlas como prueba de la muerte.
Existen diversas versiones sobre el destino final del cadáver. El general Juan José Torres declaró que el cuerpo había sido incinerado, mientras que el general Alfredo Ovando afirmó lo contrario. Hay consenso entre los militares bolivianos presentes en el lugar de que la orden de cremación fue real pero que no pudo ser ejecutada por carecer de los medios adecuados, y también para evitar una eventual reacción negativa de la población, debido al hecho de que en Bolivia la cremación era ilegal. También existía cierto consenso en que el cadáver del Che había sido enterrado en la madrugada del 11 de octubre por el teniente coronel Selich, en una fosa diferente de los otros seis guerrilleros.

### Búsqueda y hallazgo del cuerpo
Desde el mismo año de su muerte el gobierno cubano comenzó a investigar para hallar los restos del Che Guevara y sus compañeros, sin resultado alguno. En 1995 viajó a Bolivia el doctor Jorge González Pérez, entonces director del Instituto de Medicina Legal de Cuba, dando inicio al proceso que los encontraría en 1997.
Entre diciembre de 1995 y marzo de 1996, se habían hallado los restos de cuatro compañeros de Guevara que habían muerto en el combate del 14 de octubre de 1967 en Cajones. Estos fueron: Jaime Arana Campero, Octavio de la Concepción de la Pedraja, Lucio Edilverto Garvan Hidalgo y Francisco Huanca Flores. La investigación tenía como objetivo la recuperación de todos los guerrilleros caídos. De los 36 cadáveres 23 estaban enterrados en Valle Grande y 13 en otras zonas.
El 28 de junio de 1997, gracias a las declaraciones del general retirado Mario Vargas Salinas y las presiones internacionales que llevaron al gobierno boliviano de Gonzalo Sánchez a autorizar el inicio de investigaciones, un equipo de científicos cubanos encontró en Valle Grande siete cuerpos enterrados clandestinamente en una sola fosa común, e identificaron entre ellos, con apoyo del Equipo Argentino de Antropología Forense, que fue el primer grupo que llegó el 29 de noviembre de 1995, al de Ernesto Guevara y los de seis de sus hombres, Alberto Fernández Montes de Oca (Pacho), René Martínez Tamayo (Arturo), Orlando Pantoja Tamayo (Olo), Aniceto Reinaga (Aniceto), Simeón Cuba (Willy) y Juan Pablo Chang (El Chino).
El cadáver, de acuerdo con el informe del equipo, carecía de manos, registraba un alto contenido de formaldehído, y llevaba ropa y elementos compatibles con los que se supone que tenía al momento de ser enterrado (se encontró cubierto con una chaqueta que en uno de los bolsillos tenía una bolsa con picadura de tabaco de pipa). El antropólogo Héctor Soto realizó el examen físico que mediante la definición de los rasgos frontales identificó a Guevara.
Algunos analistas afirman que el cuerpo no es el del Che, ya que existen contradicciones que consideran insalvables entre el informe y la autopsia que se practicó al cadáver en 1967.
El 12 de julio de 1997, los restos fueron llevados a Cuba, donde fueron recibidos por una multitud para ser sepultados en Santa Clara en el Mausoleo del Che Guevara donde se encuentran actualmente los restos de la mayoría de los guerrilleros que le acompañaron en su expedición.

## San Ernesto de La Higuera
En la actualidad, en La Higuera (Bolivia), la figura del Che sigue siendo recordada por sus habitantes con reverencia, al grado de haber sido santificada, pasando a formar parte de los credos de esa región andina, con el nombre de «San Ernesto de La Higuera». La pileta del hospital Señor de Malta en Vallegrande, en donde el cuerpo sin vida del Che estuvo expuesto, se ha convertido en un lugar de culto en donde es venerado con flores, y otras ofendas, y en las casas de la región pueden verse fotografías del Che con flores y velas, haciéndosele peticiones y oraciones.
El camino de 60 kilómetros entre La Higuera y Vallegrande es conocido como “La Ruta del Che” y se ha convertido en un destino turístico y de peregrinación. Los hechos históricos acontecidos en Bolivia, dieron al Che con el paso de los años el tono de un personaje legendario y rodeado de mística. Los campesinos de La Higuera, han afirmado ser testigos de hechos milagrosos al encomendarse al espíritu del Che, mientras que Félix Rodríguez, el agente de la CIA encargado de la operación que capturó al Che, comenzó a sufrir ataques de asma después de que se ejecutó su muerte (enfermedad que padecía el Che). La periodista argentina Julia Constela dijo sobre la figura del Che sin vida: “Su imagen de Cristo involuntario supera lo que podrían haber sido sus deseos”.

## Pensamiento
El Che Guevara desarrolló una serie de ideas y conceptos que se han conocido como «guevarismo». Su pensamiento tomaba el antimperialismo, el marxismo y el comunismo como elementos de base, pero con reflexiones sobre la forma de realizar una revolución y crear una sociedad socialista que le dieron identidad propia.
Guevara otorgaba un papel fundamental a la lucha armada. A partir de su propia experiencia desarrolló toda una teoría sobre la guerrilla. Para él, cuando en un país existían «condiciones objetivas» para una revolución, un pequeño «foco» guerrillero podía crear las «condiciones subjetivas» y desencadenar un alzamiento general de la población. Estos postulados fueron tomados e interpretados por el filósofo Régis Debray, dando origen al foquismo, el cual suele atribuirse erróneamente a Guevara.
Para el Che existía un vínculo estrecho entre la guerrilla, los campesinos y la reforma agraria. Esta posición diferenció su pensamiento del socialismo europeo o soviético, más relacionado con la importancia de la clase obrera industrial, y lo acercó a las ideas maoístas. Su libro La guerra de guerrillas es un manual donde se exponen las tácticas y estrategias usadas en la guerrilla cubana.
Otorgaba un rol fundamental a la ética individual, tanto del guerrillero durante la revolución, como del ciudadano en la sociedad socialista. Este aspecto lo desarrolló bajo el concepto del «hombre nuevo socialista», al que veía como un individuo fuertemente movido por una ética personal que lo impulsa a la solidaridad y al bien común sin necesidad de incentivos materiales para ello. Algunos medios de comunicación y autores han atribuido posiciones homofóbicas al Che Guevara, de quien se dice que consideraba a los homosexuales contrarios a su ideal del «hombre nuevo» posrevolucionario. En realidad, aunque el Che Guevara probablemente compartía los prejuicios homófobos que estaban muy extendidos en América Latina en las décadas de 1950 y 1960, nunca escribió nada sobre la homosexualidad y el hombre nuevo. Las declaraciones homófobas que se atribuyen a Ernesto Guevara suelen ser citas de otras personas que escribieron sobre él.

## Matrimonios e hijos

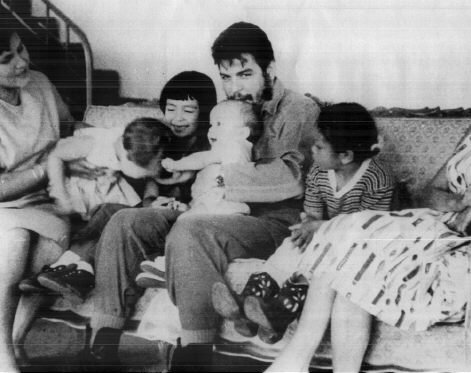
En la foto: Aleida March, Camilo (h), Hilda (h), Che con Celia (h) en brazos y Aleida (h), 1963.

Ernesto Guevara se casó dos veces y tuvo seis hijos.
Su primer matrimonio fue con Hilda Gadea (Perú, 1925 - La Habana, 1974) el 18 de agosto de 1955, en la iglesia de san Francisco Javier, Tepotzotlán, México. Gadea era una economista y dirigente peruana del APRA a quien Guevara conoció en Guatemala. Juntos tuvieron una hija, Hilda Beatriz Guevara Gadea (15 de febrero de 1956 - 1995). Hilda Beatriz tuvo un hijo (nieto del Che) Canek Sánchez Guevara, filósofo anarquista.
Ernesto Guevara se divorció de Hilda Gadea en 1959. Después de la Revolución cubana, Hilda se instaló en Cuba donde desempeñó altos cargos. Escribió un libro sobre su exesposo con el título de Che Guevara: los años decisivos (México: Aguilar Editor, 1972).
Su segundo matrimonio fue con Aleida March Torres (n. 1936) el 9 de junio de 1959, en La Habana. March era una militante cubana del Movimiento 26 de Julio de la provincia de Las Villas a quien Guevara conoció en 1958 cuando desarrollaba su ofensiva final sobre el régimen de Batista, poco antes de la batalla de Santa Clara. Juntos tuvieron cuatro hijos:
- Aleida Guevara March, nacida el 17 de noviembre de 1960,
- Camilo Guevara March, nacido el 20 de mayo de 1962,
- Celia Guevara March, nacida el 14 de junio de 1963, y
- Ernesto Guevara March, nacido el 24 de febrero de 1965

Aleida March preside el Centro de Estudios Che Guevara, ubicado en la casa que compartieron en La Habana.
Según Jorge Castañeda, Ernesto Guevara tuvo también un hijo fruto de una relación extramatrimonial con Lidia Rosa López:
- Omar Pérez, nacido el 19 de marzo de 1964

Aunque no fue reconocido, Ernesto Guevara habría elegido su nombre.

## Adhesiones

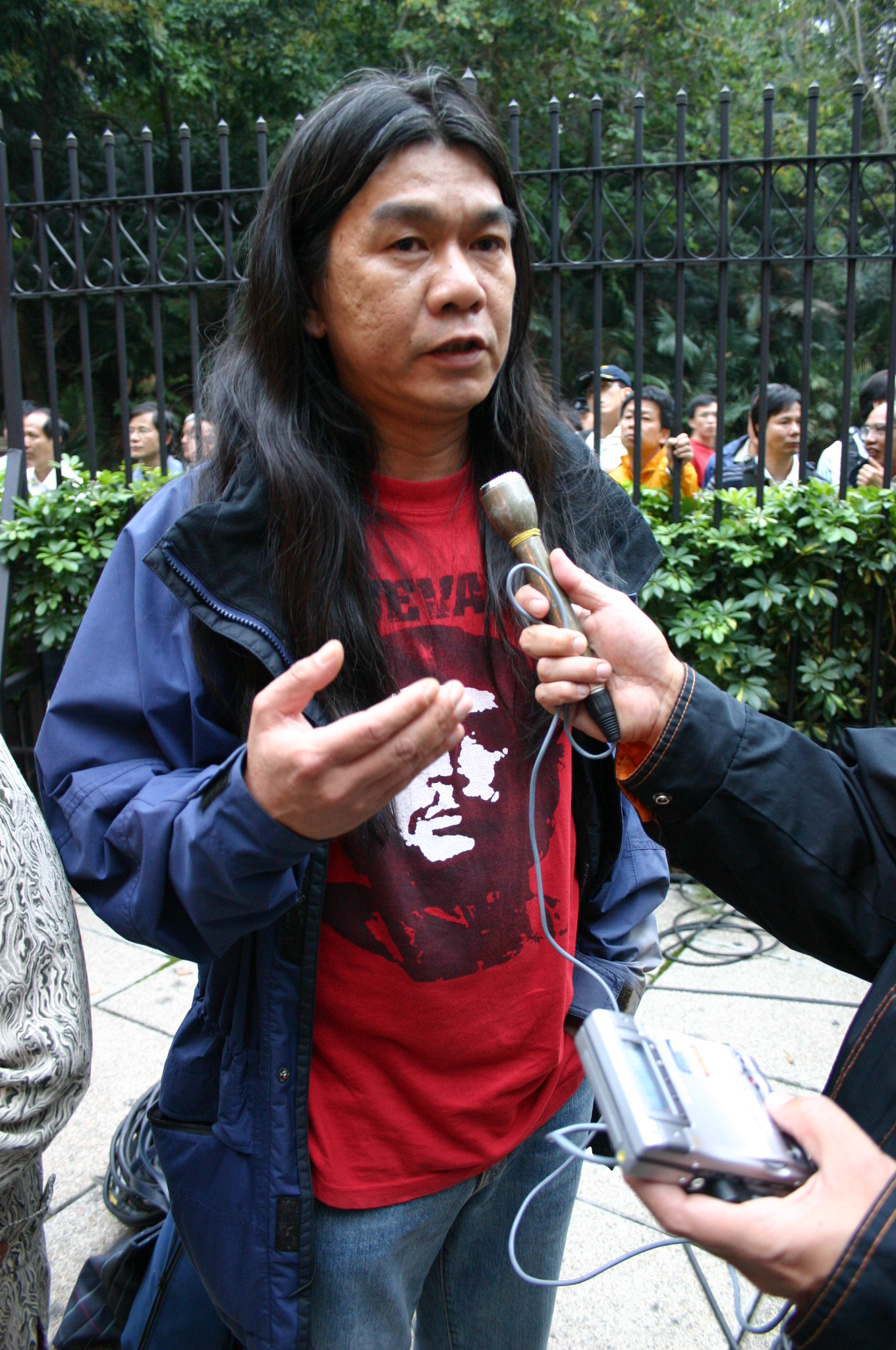
El activista chino Leung Kwok-hung con su clásica camiseta del Che Guevara.

Amplios sectores, en diferentes países del mundo, han manifestado su adhesión a las acciones, personalidad e ideales del Che Guevara.
Personalidades de las más diversas ideologías y características han expresado su simpatía por el Che Guevara, como Jean-Paul Sartre, Juan Domingo Perón, los futbolistas Diego Maradona y Thierry Henry, el boxeador Mike Tyson,
el líder disidente chino Leung Kwok-hung, el músico Carlos Santana, el actor Pierre Richard, el escritor Gabriel García Márquez, el líder checheno Shamil Basáyev, el grupo musical Rage Against the Machine y el dirigente sandinista Edén Pastora, entre muchos otros.
Movimientos guerrilleros y asociaciones internacionalistas como el Movimiento Revolucionario Túpac Amaru (MRTA) de Perú, la Junta de Coordinación Revolucionaria (que agrupó al Movimiento de Liberación Nacional-Tupamaros de Uruguay, el Movimiento de Izquierda Revolucionaria de Chile, el Ejército de Liberación Nacional (ELN) de Bolivia y el  PRT- ERP de Argentina), el Frente Sandinista de Liberación Nacional (FSLN) de Nicaragua, entre otros, se inspiraron en el accionar y las ideas del Che Guevara.
Interesante resulta también la comparación entre el Che Guevara y Evo Morales realizada por Indiana Reque Terán, hija del coronel Luis Reque Terán, uno de los militares bolivianos que condujo la lucha contra la guerrilla de Guevara en Ñancahuazú y terminó en su asesinato:

El presidente de Bolivia, Evo Morales, continúa los ideales del Che Guevara, pero lo hace de manera pacífica y en democracia, por lo que merece el apoyo de todos.

En 2006 el recién electo presidente de Bolivia, Evo Morales, ordenó colocar un enorme retrato del Che Guevara en el palacio presidencial. En 2007 el Che Guevara fue elegido por el público argentino como uno de los cinco argentinos más destacados de la historia, junto a Juan Manuel Fangio, José de San Martín, René Favaloro y Alberto Olmedo, en el programa de televisión El gen argentino.

## Críticas

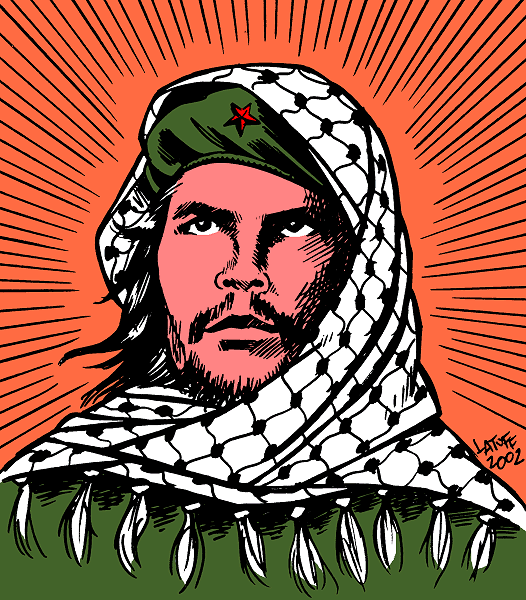
Cuadro de Carlos Latuff, 2002

### Ejecuciones sumarias
Diversos grupos tienen críticas hacia Ernesto Guevara, incluyendo algunos cubanos en el exilio, extrema derecha, anticomunistas, demoliberales. Entre los actos que le atribuyen a Guevara se encuentran las ejecuciones de opositores, entre ellos militares de Batista, principalmente cuando comandó la Fortaleza de La Cabaña, así como de campesinos en las regiones controladas o visitadas por sus fuerzas guerrilleras.
Algunos de sus críticos sostienen que Guevara fundó el sistema cubano de campos de trabajo cuando estableció el primero de ellos el Campamento de Guanahacabibes -en realidad fue creado por el ministro del Interior Ramiro Valdés- para reeducar a los directores de empresas estatales considerados culpables de violaciones a la «ética revolucionaria». Jorge Castañeda Gutman, en su biografía del Che Guevara, ha señalado que, tras la partida de Guevara de Cuba, «estos campos fueron utilizados para enviar disidentes, homosexuales y, más de dos décadas después de la muerte de Guevara, enfermos de sida». Según el escritor y periodista opositor Jacobo Machover allí «metían a funcionarios o militantes del Partido Comunista que no habían cumplido con las normas» y que fue «el primer paso hacia los campos de trabajo forzado que hubo en Cuba en los años 60, conocidos como Unidad Militar de Ayuda a la Producción (UMAP)»; los encarcelamientos incluyeron a «homosexuales, católicos o adeptos de las religiones afrocubanas».

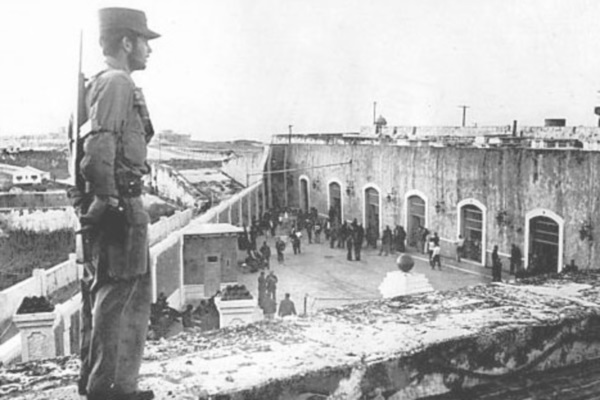
Prisioneros en La Cabaña.

Los opositores a la figura del Che Guevara también remarcan sus ideas comunistas, a las que consideran totalitarias, y la influencia que tuvo para que Cuba se adhiriera al comunismo y, durante la Guerra Fría, ingresara al bloque comunista conducido por la Unión Soviética. En 2005, después de que el guitarrista Carlos Santana llevara una camiseta del Che a la ceremonia de los Oscars, el cubano Paquito D'Rivera escribió una carta abierta censurando a Santana por apoyar al que calificaba como «Carnicero de La Cabaña». En su carta D'Rivera se refiere al período en el que el Che Guevara estuvo al mando de La Cabaña supervisando los «juicios revolucionarios» y la ejecución de los disidentes condenados, entre los que se encontraba su propio primo, quien sostiene que fue encarcelado en La Cabaña a causa de su condición de cristiano.

### Fracaso político

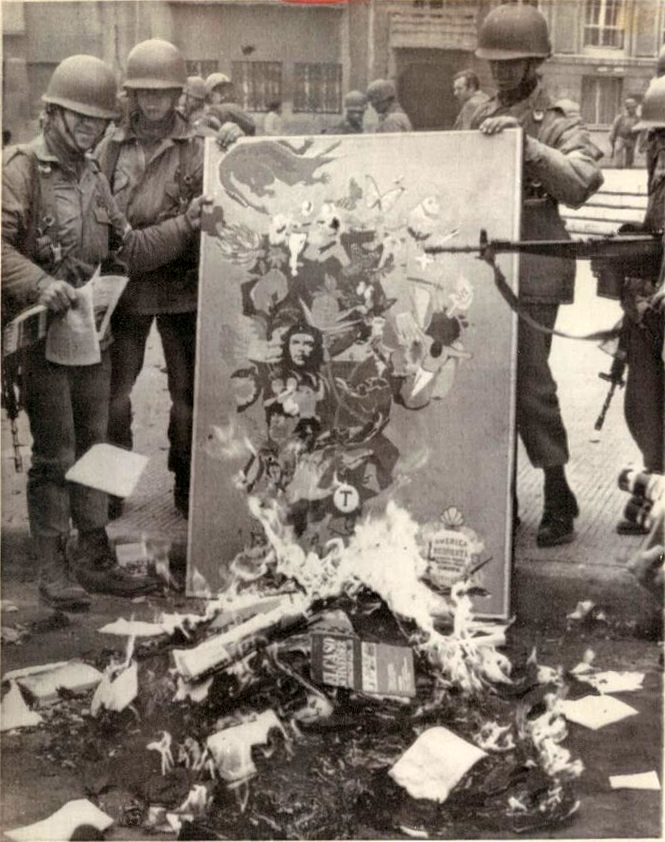
Quema de una pintura con el rostro del Che el 22 de septiembre de 1973, durante el comienzo de la dictadura militar encabezada por Augusto Pinochet en Chile.

Algunos críticos argumentan que hay una imagen elevada de Guevara, contrastando con su capacidad estratégica. Fundamentalmente sostienen que, atendiendo a los resultados, Guevara fracasó en la dirección de la economía cubana, ya que «supervisó el cuasi colapso de la producción de azúcar, el fracaso de la industrialización y la introducción del racionamiento —todo esto en la que, aducen, habría sido una de las cuatro naciones latinoamericanas más exitosas desde antes de la dictadura de Batista.
El periodista estadounidense Paul Berman, en un artículo en inglés titulado «La secta del Che. No aplaudan «Diarios de motocicleta»» (2004), criticó la película Diarios de motocicleta y sostuvo que «este culto moderno del Che» oscurece el «tremendo conflicto social» que actualmente está teniendo lugar en Cuba. Por ejemplo, el artículo menciona el encarcelamiento de disidentes, como el poeta y periodista Raúl Rivero, que fue finalmente liberado como consecuencia de la presión internacional en apoyo a una campaña de solidaridad dirigida por el Comité Internacional por la Democracia en Cuba, el cual contó con el apoyo de antiguos disidentes del bloque soviético y otras personalidades como Václav Havel, Lech Wałęsa, Árpád Göncz o Elena Bonner entre otros. Berman afirma que en Estados Unidos, donde Diarios de Motocicleta recibió ovaciones en el Festival de Cine de Sundance, la adoración del Che ha causado que los estadounidenses pasen por alto la situación apremiante de los disidentes cubanos.
María Werlau en el libro Las víctimas olvidadas del Che Guevara vincula a Guevara con alrededor de 100 ejecuciones y fusilamientos en la fortaleza de La Cabaña y en la Sierra Maestra, en tanto que Nicolás Márquez, en La máquina de matar, contabiliza unos 216 asesinatos (cometidos en un lapso de tres años en la Sierra Maestra, en Santa Clara y en La Cabaña) y alrededor de 1.500 personas fusiladas en La Cabaña por mandato suyo.
La figura de Ernesto Guevara también ha sido criticada desde sectores radicales, principalmente anarquistas y libertarios civiles, considerándolo una persona autoritaria, cuya meta era la creación de un régimen de estado estalinista y burocrático. Diversos analistas han señalado que algunas de las críticas dirigidas a Guevara están apoyadas en citas incorrectas de sus obras, hechos realizados por otras personas, como la relación con la creación de campos de trabajo, o defectos sociales que eran generalizados en esa época, como la homofobia.

## Controversia por el título de medicina
En 2002 el historiador y político cubano Enrique Ros publicó una biografía titulada Ernesto Che Guevara: mito y realidad. En el segundo capítulo del libro, titulado «Indolencia en sus años universitarios. Cuestionable título universitario» (pp. 29-48), Ros cuestiona la autenticidad de los documentos y registros de la Universidad de Buenos Aires referidos a los estudios que allí realizara Ernesto Guevara, sugiriendo que los mismos han sido falsificados en algún momento.
Ros fue fundador del Movimiento Demócrata Cristiano de Cuba y uno de los primeros en vertebrar un movimiento insurreccional contra del régimen de Fidel Castro en la década de 1960, además de publicar una veintena de libros contra el castrismo (La Umap: El Gulag Castrista, Fidel Castro y el Gatillo Alegre, El Clandestinaje y la Lucha Armada Contra Castro, etc.).
En su libro Ros acepta que Guevara estudió medicina en la Universidad de Buenos Aires pero sostiene que Guevara no se recibió de médico. Según las constancias de la Universidad de Buenos Aires el 12 de junio de 1953 se emitió el diploma de licenciatura para Ernesto Guevara de la Serna (legajo 1058, registro 1116, folio 153 de la Facultad de Ciencias Médicas). En el libro de Ernesto Guevara Lynch, Mi hijo el Che (1981), se publican copias facsímiles del título analítico y el diploma (pp. 338-339), emitidos por la División de Planos y Títulos del Ministerio de Educación de la Nación para la Facultad de Medicina de la Universidad de Buenos Aires (expediente Nº 1058/53, letra G, año 1953). Ros sostiene que se trata de documentos falsos, pero no explica quiénes, cuándo, ni por qué, los habrían falsificado.
Ros argumenta que las regulaciones y estatutos de la UBA de esa época habrían hecho imposible para Guevara obtener su título en el tiempo que se dice lo hizo.
Algunos de los argumentos de Ros, basados en el Plan de Estudios de 1950, son:
- se requería que los estudiantes de medicina completaran un año de prácticas en diversos campos médicos después de aprobar el examen de Clínica Médica. Guevara no podría haber cumplido con este requisito en el tiempo establecido.[200][199]
- para rendir el examen de Clínica Quirúrgica, el estudiante necesitaba tener aprobadas todas las materias excepto Clínica Médica, una condición que Guevara no cumplía en ese momento.[200][199]
- para rendir el examen de Clínica Médica, era necesario tener aprobadas todas las materias del plan de estudios, lo cual Guevara no había logrado aún.[199]

Ros dice haber contactado a la Universidad de Buenos Aires y que la UBA le informó que Guevara había ingresado a estudiar en 1948, antes de que estuviera vigente el plan de estudios de 1950, y que se rigió por el plan de estudios de 1937. Pero Ros rechaza el argumento de la UBA y sostiene que, el plan de estudios de 1950 anulaba cualquier plan anterior. Adicionalmente, Ros dice que solicitó una copia del expediente académico de Guevara y que la Facultad de Medicina respondió que había sido robado.
En 2007 el activista anticastrista José Luis Fernández solicitó a la UBA la información referente a los estudios de Guevara. La UBA le remitió copias fotostáticas del recibo para el examen de ingreso, una lista de asignaturas aprobadas entre 1948 y 1953, la solicitud y recibo del certificado de médico de la Facultad de Ciencias Médicas con fechas 22 de mayo y 23 de junio de 1953 respectivamente, donde consta que ingresado en mayo de 1948 y egresó en abril de 1953, siendo diplomado el 12 de junio de 1953.
Ninguno de los biógrafos neutrales de Guevara, ni la Universidad de Buenos Aires, han hecho mérito de las afirmaciones de Ros.

## Premios

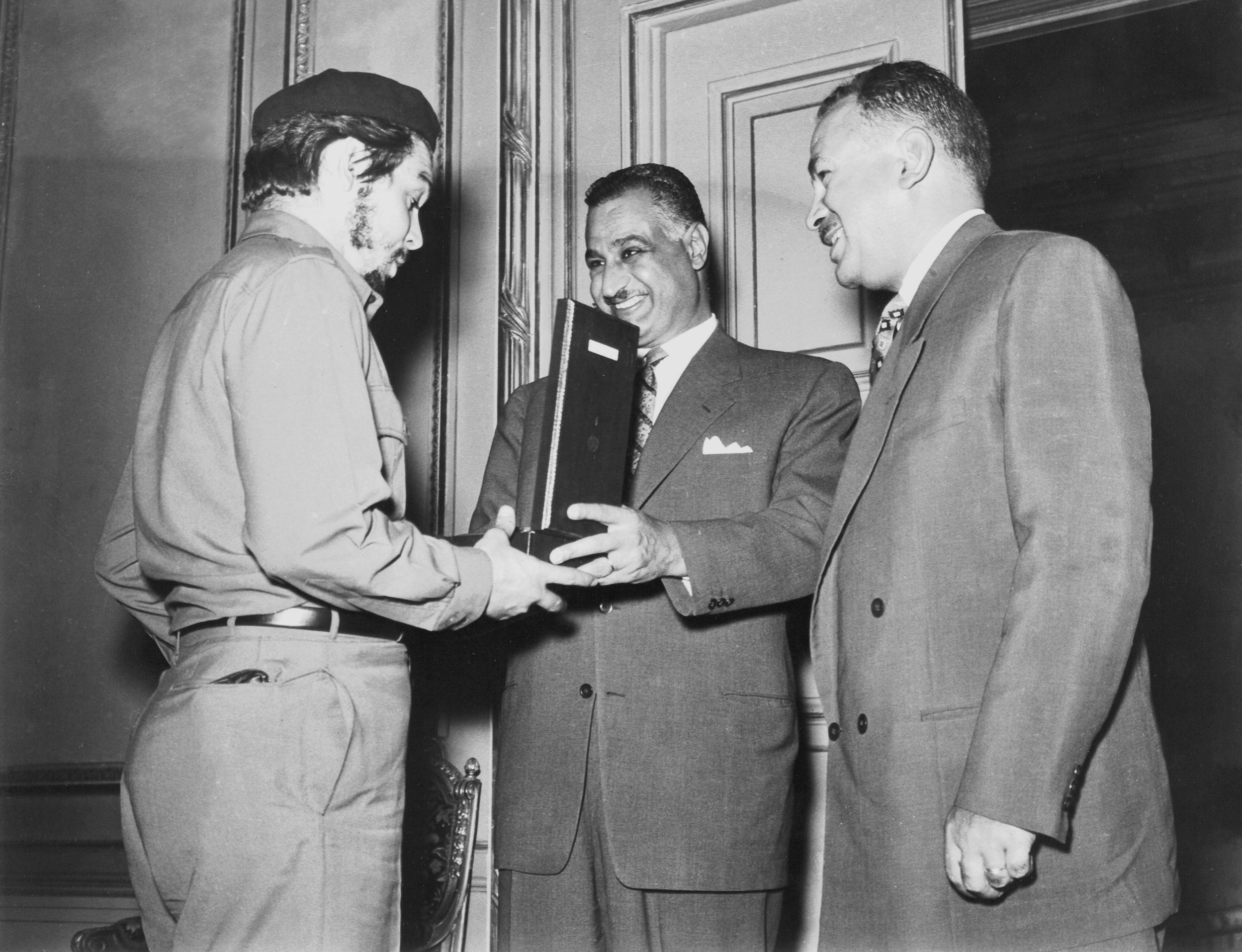
El Che recibiendo la Orden de la República de Egipto.

- Orden de la República, Egipto, 1959.[202][203]
- Doctorado honoris causa en Pedagogía, Universidad Central de Las Villas, 1959.[204]
- Orden del León Blanco en Primera Clase, Checoslovaquia, 1960, «por su colaboración para el fomento de relaciones amistosas entre ambos países».[205]
- Gran Cruz de la Orden Nacional de la Cruz del Sur, Brasil, 1961, «para expresar a Vuestra Excelencia, al Gobierno de Cuba y al pueblo cubano, nuestra gratitud, nuestro respeto».[206]
- Orden de la Gran Revolución del Primero de Septiembre, Libia, 1990.[207]
- Ciudadano Ilustre post mortem de Rosario, 2002.[208]
- Doctorado honoris causa en Ciencias Médicas, Instituto Superior de Ciencias Médicas, 2003.[209]
- Orden Augusto César Sandino en grado Batalla de San Jacinto, máxima condecoración de Nicaragua, 2008.[210]

## En la cultura popular
La figura de Ernesto Guevara ha sido motivo de una gran cantidad de obras artísticas, tanto en Argentina y Cuba como en el resto del mundo. Sin duda alguna la más conocida es la canción Hasta siempre comandante, compuesta por Carlos Puebla, que se ha convertido en un clásico de la canción latinoamericana. Hoy en día su figura sigue siendo un símbolo de los que buscan libertad, justicia social y de aquellos que se resisten a la opresión.

### Cine
Varias películas han sido dedicadas total o parcialmente a la figura del Che Guevara, entre las que se destacan Diarios de motocicleta (2004) de Walter Salles y las recientes El argentino y Guerrilla del director Steven Soderbergh.
| Año  | Película               | Director          | Actor protagonista |
| ---- | ---------------------- | ----------------- | ------------------ |
| 1968 | El Che Guevara         | Paolo Heusch      | Paco Rabal         |
| 1969 | Che!                   | Richard Fleischer | Omar Sharif        |
| 1997 | El Che                 | Aníbal Di Salvo   | Miguel Ruiz Díaz   |
| 2004 | Diarios de motocicleta | Walter Salles     | Gael García Bernal |
| 2005 | Che Guevara            | Josh Evans        | Eduardo Noriega    |
| 2008 | Che: El argentino      | Steven Soderbergh | Benicio del Toro   |
| 2008 | Che: Guerrilla         | Steven Soderbergh | Benicio del Toro   |

### Monumentos
El 8 de noviembre de 1970 fue inaugurado en la comuna chilena de San Miguel el primer monumento al Che Guevara en el mundo. La estatua fue arrancada de su base y demolida el 15 de septiembre de 1973, luego del golpe de Estado que derrocó al gobierno de Salvador Allende.

### Música
Cientos de canciones y obras musicales han sido inspiradas en el Che Guevara, en los más diversos ritmos, estilos e idiomas. Entre las más famosas se encuentran:
- Chevere Guevara, de  Rolando Laserie
- Carta al Che, de Inti-Illimani
- Hasta siempre, comandante, canción de Carlos Puebla.
- Si el poeta eres tú, canción de Pablo Milanés.
- El pueblo te ama Che Guevara, de La Mona Jiménez.
- Stagioni, de Francesco Guccini.
- El hombre de la estrella, de La Renga, en su disco homónimo.
- El aparecido, de Víctor Jara.
- Zamba del Che, Víctor Jara
- Hasta Siempre Comandante Che Guevara de Soledad Bravo
- Canción del hombre nuevo, Daniel Viglietti
- ¡Nada más!, de Atahualpa Yupanqui.
- Fashion revolución, de Los Violadores, en su disco Rey o reina. En el tema se critica la comercialización del Che.
- Gallo rojo, de los Fabulosos Cadillacs[214] de su disco El León.
- Esquina libertad, de Los Piojos, de su disco Tercer Arco.
- La era está pariendo un corazón (1968), Fusil contra fusil (1977), Hombre (1987), La oveja negra (1987), América, te hablo de Ernesto (1997), Tonada del albedrío (2009) de Silvio Rodríguez[215][216]
- Soldadito boliviano de Nicolás Guillén musicalizado por Paco Ibáñez[217]
- Papá cuéntame otra vez, de Ismael Serrano en el álbum Atrapados en azul[218]
- Murguita del sur de Bersuit Vergarabat
- La argentinidad al palo de Bersuit Vergarabat
- Comandante amigo, canción de Alí Primera
- Comandante Che Guevara, de Boikot
- McGuevara's o CheDonald's, canción de Kevin Johansen
- Comando Che Guevara, canción de Vendetta
- Diario del regreso, obra musical. Poesía: Hamlet Lima Quintana; música: Oscar Cardozo Ocampo; intérprete: Jairo.
- No chamuyes, de Caballeros de la Quema.
- Hasta la victoria, siempre de La 25
- Pandeirada do Che, canción del grupo de folk gallego Luar na lubre
- Che, canción del grupo de ska Salida Nula
- San Ernesto, de Mancha de Rolando
- La primavera, de Mancha de Rolando
- Con la adarga al brazo, de Frank Delgado
- Si el Che Viviera, de Frank Delgado
- Tango para Guevara, de Quinteto Negro La Boca
- Por ser pocos, de Tabaré Etcheverry
- De Santa Clara a La Higuera, de Guillermina, Disco Samsara
- Un Muchacho De Mi Edad, Pedro Guerra, Álbum Tan cerca de mí 1997.

Además existen algunos álbumes tributo, tales como ¡El Che vive! de 1997, e interpretado por varios artistas.

Perfil de Guevara realizado por Jim Fitzpatrick.

### Poesía
Entre las más destacadas se encuentran:
- Tristeza en la muerte de un héroe, del chileno Pablo Neruda (1969)[219]
- Yo tuve un hermano del argentino Julio Cortázar[220]
- La serie de poemas dedicatorios llamada A Ras del Sueño del uruguayo Mario Benedetti (1967).
- Che Guevara (1958), Che Comandante, Guitarra en duelo mayor,[221] del cubano Nicolás Guillén
- El poema visual Elegía al Che del español Joan Brossa (1978).
- Credo del Che, del salvadoreño Roque Dalton
- Pensamientos del argentino Juan Gelman[222]
- Sé que la delación existe del argentino Néstor Groppa.

### Novela
- Donde la muerte te encuentre, (Fernando Otero, 2012), novela sobre el asesinato del Che que obtuvo el XVII Premio Ateneo Joven de Sevilla

### Otras expresiones artísticas
Entre la variedad de expresiones artísticas dedicadas al Che Guevara se destaca la famosa fotografía titulada como "Guerrillero Heroico" realizada por Alberto Korda y el igualmente famoso perfil inspirado en aquella foto, realizado por Jim Fitzpatrick. Asimismo, también pueden mencionarse otros ejemplos tales como:
- La historieta biográfica de culto Vida del Che (1968), de Héctor Germán Oesterheld y Enrique y Alberto Breccia.
- El clásico videojuego Guerrilla War (1989, para SNK).
- Su imagen más famosa (la foto/póster de «Guerrillero Heroico») fue parodiada en el episodio The Last of the Meheecans de la serie South Park.
- En el año 1968, el artista alemán Wolf Vostell creó un famoso cuadro con el título Che Guevara.[223]

## Los nombres de Ernesto Guevara
Su nombre legal era Ernesto Guevara. Así figura en el acta de nacimiento, documento legal que establece el nombre de las personas. Como dato adicional, también figura con el nombre de Ernesto Guevara en la documentación universitaria (ver) y (ver), en su título de médico (ver) y en su certificado de estudios secundarios (ver). La razón es que las normas argentinas del nombre establecían entonces que los niños llevaban solamente el apellido del padre, a menos que ambos padres pidieran expresamente incluir ambos apellidos. En la clase alta argentina, es relativamente frecuente el doble apellido, pero no fue el caso de Ernesto.
El nombre Ernesto Guevara de la Serna, usado en algunas biografías, no es su nombre legal. El equívoco suele provenir del hecho de que en la mayoría de los países latinoamericanos (pero no en Argentina) el nombre legal se forma con el apellido del padre y de la madre.
En algunas oportunidades, Ernesto Guevara usó voluntariamente el apellido de su madre. En esos casos se identificaba como Ernesto Guevara Serna, como fue el caso de la propaganda para Micron (ver), y su empleo como fotógrafo de Prensa Latina.
Finalmente, su prontuario de la Policía Federal de la Argentina está registrado bajo el nombre de Ernesto Guevara Lynch de la Serna, alias llamado «Che»/«Chancho». 

### Sobrenombres, seudónimos y nombres alternativos

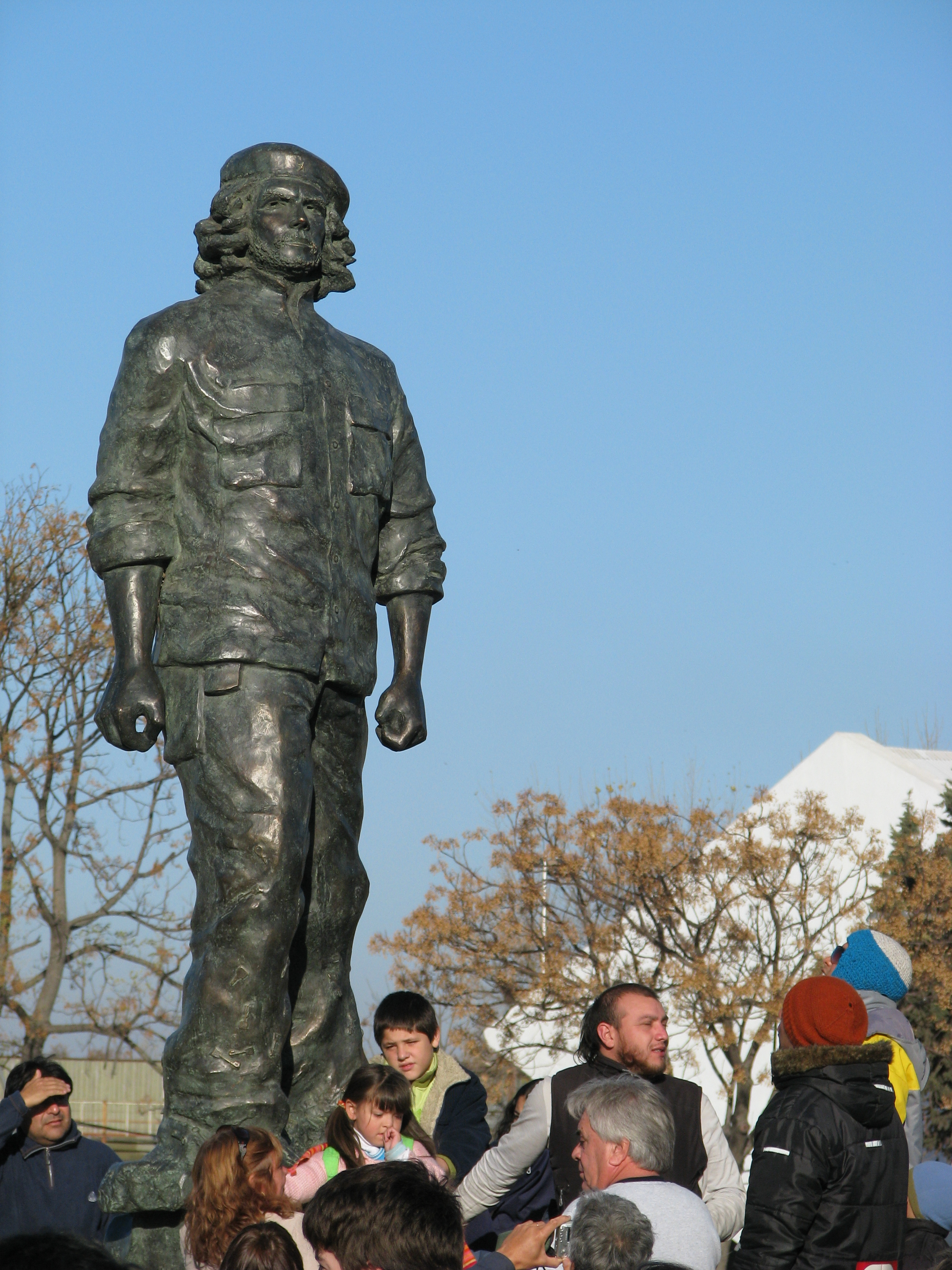
Estatua de Guevara en Rosario.

- Ernestito, para diferenciarlo de su padre. Lo llamaron así su familia y amigos durante toda su infancia y juventud.
- Teté, sobrenombre que le puso la niñera de la familia, Carmen Arias, cuando todavía era un bebé. Lo llamó así su familia.
- Pelao, debido a que Ernesto había decidido cortarse el pelo al ras. Sus compañeros de escuela secundaria le pusieron ese sobrenombre.[225]
- El Chancho, por su desaliño y falta de aseo personal, desde su adolescencia en Córdoba.
- El Loco, por sus actos extravagantes, llamativos y arriesgados, desde su adolescencia en Córdoba.
- Fuser, sobrenombre con el que era conocido en el rugby. Se trata de la abreviatura de Furibundo Serna, un sobrenombre que él mismo se había puesto y que utilizaba gritando cuando atacaba con la pelota: «¡Furibundo Serna al ataque!». Es el sobrenombre que utiliza constantemente su amigo Alberto Granado en la película Diarios de motocicleta. Granado fue el entrenador de su equipo de rugby en Córdoba.
- Chang-cho, pseudónimo que utilizaba al firmar los artículos que publicaba en la revista Tackle, primera revista de rugby en la Argentina, fundada y dirigida por él.
- Che, debido a su condición de argentino, y al uso reiterado de esa palabra por parte del propio Guevara. El famoso sobrenombre se lo puso en Guatemala, en 1954, Ñico López.
- El francotirador, seudónimo utilizado para firmar los artículos que escribía en el periódico El Cubano Libre, editado cuando la guerrilla actuaba en Sierra Maestra. Retoma un anterior apodo que le habían atribuido militantes comunistas en Buenos Aires en la década del 40.
- Martín Fierro, nombre de guerra utilizado en ocasión de la instalación del Ejército Guerrillero del Pueblo en la Argentina en 1963 y 1964.[226]
- Ramón Benítez Fernández, falsa identidad uruguaya utilizada en 1964 y 1965.
- Tatu (cuyo significado es ‘tres’ en suajili), nombre de guerra utilizado en la guerrilla en el Congo.
- Adolfo Mena González, falsa identidad uruguaya utilizada en 1966 y 1967.
- Ramón, nombre de guerra utilizado en la guerrilla en Bolivia.
- Fernando Sacamuelas (a) Chaco, seudónimo utilizado en Bolivia.[227]
- AMQUACK, código de la CIA para denominar al Che Guevara.[228]

## Obras

### Libros, cuadernos y artículos escritos por Ernesto Guevara
- El socialismo y el hombre nuevo (1a ed. 1977) (Siglo XXI Editores)
- Diccionario filosófico (1946-1957), publicadas parcialmente.
- Índice literario (1946-1957), inédito.
- La angustia (1951), cuento publicado por Página/12, 1992.
- Machu Picchu: enigma de piedra en América, 1953
- Notas de viaje (diarios de motocicleta), redactadas sobre su cuaderno de notas durante el viaje.
- Aquí va un soldado de las Américas, cartas a su familia recopiladas por el padre.
- La guerra de guerrillas, 1960.
- Pasajes de la guerra revolucionaria cubana, 1963.
- Apuntes críticos a la economía política, La Habana, 2006.
- El año en que estuvimos en ninguna parte, 1965. Escrita por el Che cuando participaba en la guerrilla del Congo.
- La duda, cuento corto escrito en el Congo.
- La piedra, cuento corto, escrito posiblemente en la época que murió su madre.
- Diario del Che en Bolivia, 1968 (publicado en Buenos Aires, Legasa, 1994).
- Escritos y discursos en nueve tomos. Editorial de Ciencias Sociales, La Habana, 1977 y segunda reimpresión, 1985.
- Obras Completas, 1997.
- Pasajes de la guerra revolucionaria: Congo, publicado en 1999.
- Carta inédita de Guevara a Armando Hart Dávalos, publicada por la revista cubana Contracorriente, 1997.
- «Otra vez» (El diario inédito del segundo viaje por América Latina 1953-1956), publicado en 2000,
- Diario de un combatiente (Anderson,724), inédito.
- Poema dejado por Ernesto Guevara a su esposa Aleida. Ha manifestado que solo será público cuando ella muera.

### Documentos inéditos del Che Guevara
Existe una gran cantidad de escritos, poesías y materiales inéditos de Ernesto Guevara, la mayoría de ellos en poder de su viuda, Aleida March, presidenta del Centro de Estudios Che Guevara. Periódicamente y de manera pautada, March ha ido liberando y publicando algunos de esos documentos, como hizo en 1999 con el Diario del Congo. La última publicación en 2012 fue una colección de textos escritos por Guevara entre su juventud y su estadía en Bolivia bajo el título Apuntes filosóficos.

## Museos sobre el Che Guevara
- Museo Casa del Che Guevara, Alta Gracia, Córdoba, Argentina
- Conjunto Escultórico Memorial Comandante Ernesto Che Guevara, Santa Clara, Cuba
- La Ruta del Che, circuito de memoria de la guerrilla del Che Guevara en Bolivia creado por los guaraníes de la capitanía de Iupaguazú bajo diseño de Favio Giorgio. En el circuito se han organizado tres museos: en Lagunillas, La Higuera y Vallegrande.
- Campamento-Museo. Comandancia del Che en Escambray, en Caballete de Casas. Caballete de Casas, la escuela de la guerrilla: mirada al campamento del Che en el Escambray, por Katia Monteagudo, con fotos de Juan Carlos Gort, Revista Bohemia Digital, 31 de enero de 2007.
- Proyecto: «Recuperación del lugar donde vivió Ernesto «Che» Guevara», en Caraguataí, provincia de Misiones
- Proyecto de Museo Che Guevara en Rosario]
- Proyecto de Museo en Embajada Cubana de Dar es Saalam, estancia del Che en Tanzania
- «Museo La Pastera» sitio donde el joven Ernesto Guevara y Alberto Granado se hospedaran en San Martín de los Andes